# ダカール・ラリー
ダカール・ラリー（Dakar Rally）は、フランス人の冒険家、ティエリー・サビーヌの発案により1978年から例年1月に開催されているラリーレイド競技大会。ツール・ド・フランスの運営としても知られるアモリ・スポル・オルガニザシオン (A.S.O.) が主催する。「世界一過酷なモータースポーツ競技」とも言われている。
元々はフランスの首都パリをスタートし、セネガルの首都ダカールでゴールするという形で主にアフリカ大陸で競技が行われ、パリ・ダカール・ラリー（Paris-Dakar Rally、日本での略称「パリダカ」）の名称が使用されていた。1992年にゴール地点がダカールではなく、南アフリカのル・カップ（Le Capはケープタウンのフランス語読み）となって以降、スタート地点とゴール地点が毎年のように変更になり、そのたびに名称も変化した。2009年からは南米大陸に開催地を移したが、「ダカール・ラリー」の名称を維持して継続され、さらに2020年からは中東のサウジアラビアでの1国単独開催に移行して現在に至る。
歴史的にルールの多くはFIA（国際自動車連盟）やFIM（国際モーターサイクリズム連盟）のそれに準じてはいるが、一部異なるルールを採用したり、新規定を先取りしたりするなど、独自の動きをするために、ほとんどの年で国際大会のカレンダーからは外れていた。2022年以降は新設されたFIA・FIM共同主催の世界ラリーレイド選手権 (W2RC) の開幕戦としてカレンダー入りを果たした。
大会の公式語はフランス語であり、フランス語では一般に「ラリー・ダカール (Rallye Dakar) 」と呼び、さらに短縮して「ル・ダカール (Le Dakar) 」と呼ぶこともある。日本語では英語風の語順で「ダカール・ラリー」と呼ぶことが多い。

## 概要

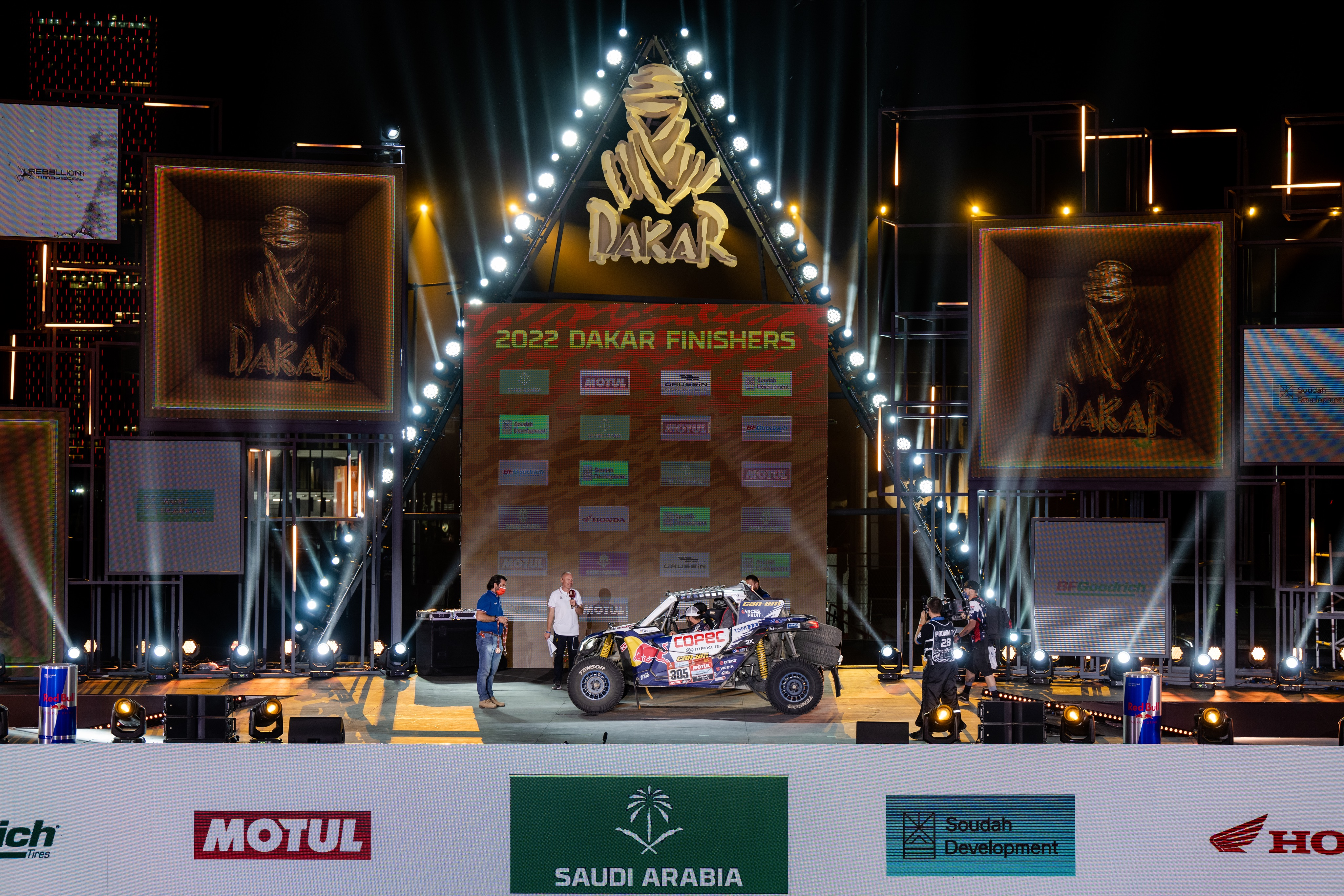
2022年の表彰式

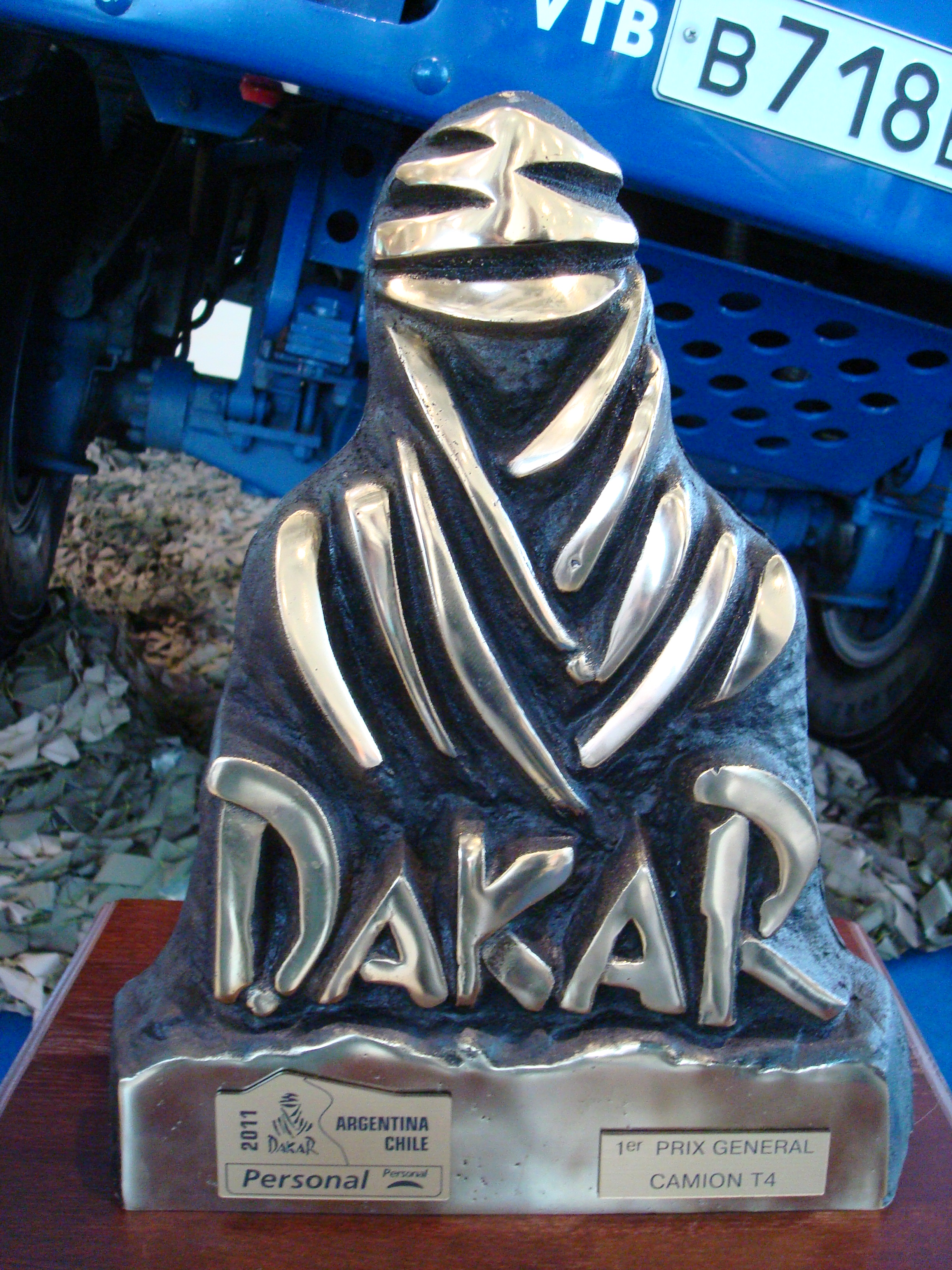
2011年の優勝トロフィー。（カミオンクラス）

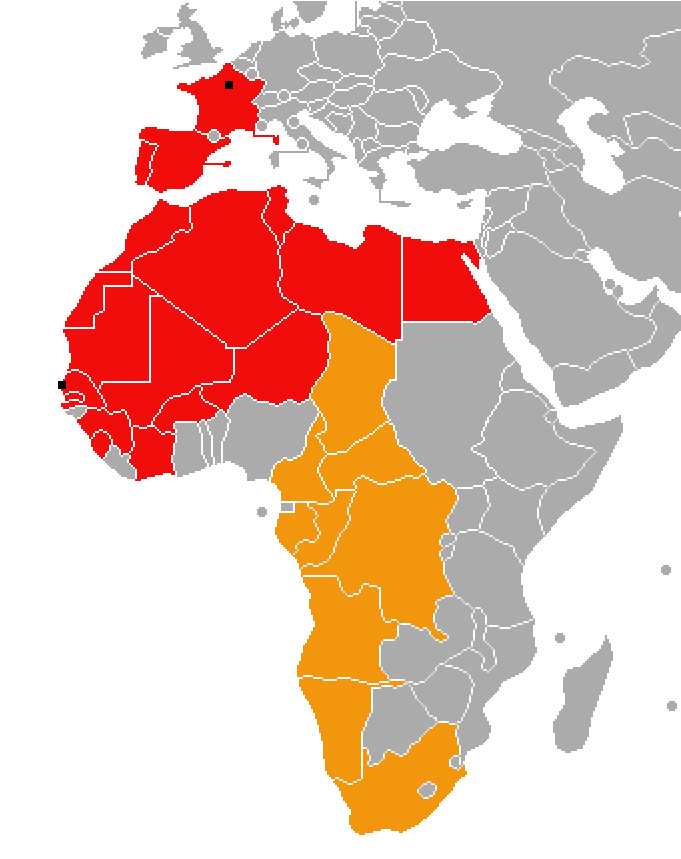
赤色は、以前 パリ・ダカール・ラリーで通過した国々（オレンジ色は1992年のパリ〜ケープタウンでのみ通過）

1979年に始まり、毎年開催されているラリーレイド大会であり、1981年より国際自動車連盟 (FIA) と国際モーターサイクリズム連盟 (FIM) の公認イベントとなっている。世界三大レース（モナコグランプリ・インディ500・ル・マン24時間レース）に比べれば開催回数は少ないが、それらに同じレベルの規模・知名度を誇っており、モータースポーツおよびラリーレイドを代表するイベントのひとつとなっている。
プロのレーシングドライバー・プロライダーだけでなく、アマチュアドライバー・アマチュアライダーも参戦可能。
開催は1月上旬で、前年の12月末に始まることもある。以前は1月1日が一般的だった。そこから2週間かけて、競技区間と移動区間併せて1万キロ前後を走破する。
最初はフランスの首都、パリをスタートし、スペインのバルセロナからアフリカ大陸に渡り、セネガルの首都、ダカールをゴールとするおよそ12,000キロメートル (km) を走った。1995年にスタート地点がスペイン南部のグラナダに変更になった。2009年からは南米・アルゼンチンの首都、ブエノスアイレスからチリを回る周回コースに、2012年からはペルーを加えた3カ国を通るルートとなった。また2019年はペルー、さらに2020年からは中東のサウジアラビアでの、それぞれ1カ国のみの開催となっている。
かつてのヨーロッパ-アフリカ大陸時代は、途中ほとんど集落や救護施設のないサハラ砂漠を縦断する過酷な競技なため、出場者の5割以上がリタイアする大会も珍しくなく、年によっては死者が複数人発生していた。リエゾン区間での地元住民とサポート車両の衝突事故や、スペシャルステージで観戦していた観客との接触による死者も多く、上記のうち競技者以外の死亡者が半数以上を占めていた。かつての競技区間には、西サハラなど政治的に不安定な国が入っており、地雷や銃撃による死者があったことも「世界一過酷」と呼ばれる由縁であった。
それ故、「全ての完走者が勝者である」という言葉が出場者全員の共通の認識となっており、最終日のレースは「ビクトリーラン」と呼ばれていた。
同様にヨーロッパ-アフリカ大陸時代は、フランスなど欧米を中心とした選手とメーカーが、かつて植民地として支配していたアフリカ諸国で行っているだけに、植民地主義的だとする批判が根強く存在し、テロリストや強盗集団の標的にされる理由の一つであった。またアフリカの一般住民の住む地域を競技車両が猛スピードで駆け抜け住民と競技車の事故も発生しており、批判されるのもやむを得ないとする見方も多かった。それらの事情から、後に開催地が南米に変更となった。しかし、その南米も治安・経済・天候などの問題から開催国が減少し、2020年にはサウジアラビアへと移った。
冠スポンサーは2007年はポルトガルでロト（日本でいえば宝くじ）を販売するユーロミルホーが務めた。過去にはテレフンケン（de:telefunken：ドイツの電機メーカー）、トタル（フランスの石油メーカー）、テレフォニカ（スペインの通信会社）などが務めている。日本企業では、大手音響機器メーカーのパイオニアが1988年 - 1991年に冠スポンサーを務めた。舞台が南米大陸になってからの2009年はトタル、2010年と2011年はpersonal社が冠スポンサーを務めた。

## 歴史

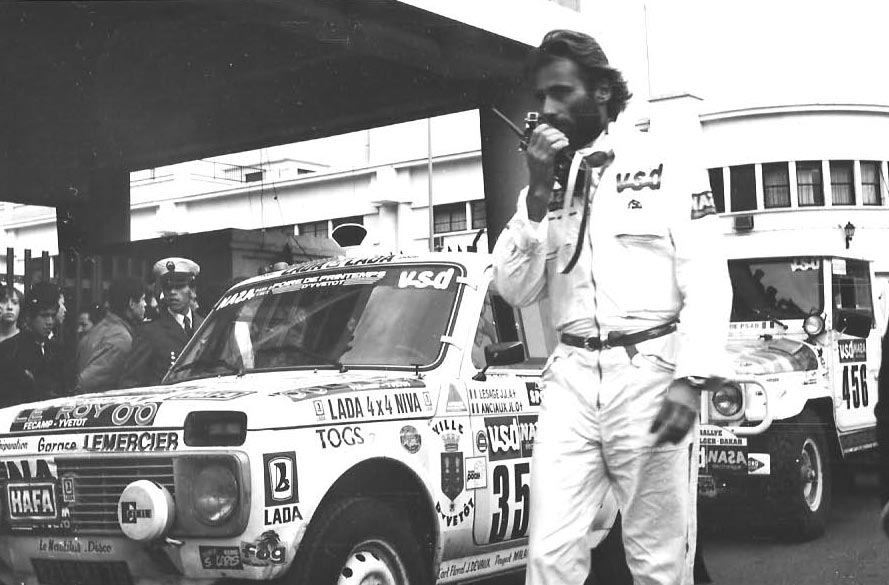
ティエリー・サビーヌ。（アルジェの港にて）

1978年12月26日から1979年1月14日に第1回大会が開催、この時の名称は「オアシス・ラリー」となっていた。
本ラリーの創始者はフランス人冒険家、ティエリー・サビーヌ (Thierry Sabine) である。下記の言葉は第1回開催の時に彼が言ったとされ、ダカール・ラリー創設の精神を語る言葉として有名である。
1981年の第3回からFIA/FIMの公認競技となった。
サビーヌは運営団体としてTSO（ティエリー・サビーヌ・オーガニゼーション）を設立、主催者としてパリ・ダカを象徴する存在となる。しかしサビーヌは、大会期間中の1986年1月14日に起きたヘリコプターの墜落事故で死去、彼の遺志とTSOは父ジルベールによって引き継がれた。だが、そのジルベールもティエリー程のカリスマ性を持つには至らず、高齢を理由に1994年1月に引退。TSOは主催者権を売却し、1994年からはフランスのアモリー・グループである「ASO」（アモリ・スポル・オルガニザシオン）が主催している。
1985年大会では三菱・パジェロが、4輪部門で日本車初の総合優勝。出場者も非常にバラエティに富んだものとなりモナコ王国のアルベール2世とその姉のカロリーヌ、日本からは俳優の夏木陽介らが出場した。
1986年の大会では15,000 kmにも及ぶ過酷なルート設定と酷い砂嵐に見舞われ、大会主催者であったティエリー・サビーヌと、日本人ライダーの金子靖雄を含む計6人が亡くなった。しかし、サビーヌ亡き後も1986年のラリーは継続され、ゴールを迎えた。1986年をもってポルシェワークスは撤退。この年から篠塚建次郎が初参戦。
1987年の大会より、ティエリー・サビーヌの父親で、歯科医だったジルベールがラリーを主催。プジョーが世界ラリー選手権（WRC）でグループBが廃止されたことにより行き場がなくなった205ターボ16を投入し、圧倒的な速さでラリーを席巻した。それまでのパリ・ダカは耐久ラリーの色合いが非常に濃いものであったが、プジョーはWRCのサービス体制をそのままパリ・ダカに持ち込み、どんなトラブルやアクシデントに見舞われようとも、ゴールまでたどり着けば翌日のスタートには新品同様に車両を修復するという手法でパリ・ダカの長丁場を乗り切った。プジョーの手法は三菱をはじめとした他のエントラントにも大きな影響を与えることになり、この年以降、この動きに追従した三菱とプジョー（1990年からは同じPSAグループのシトロエン）による優勝争いはより激しさを増し、パリ・ダカは高速化の一途をたどることになる。

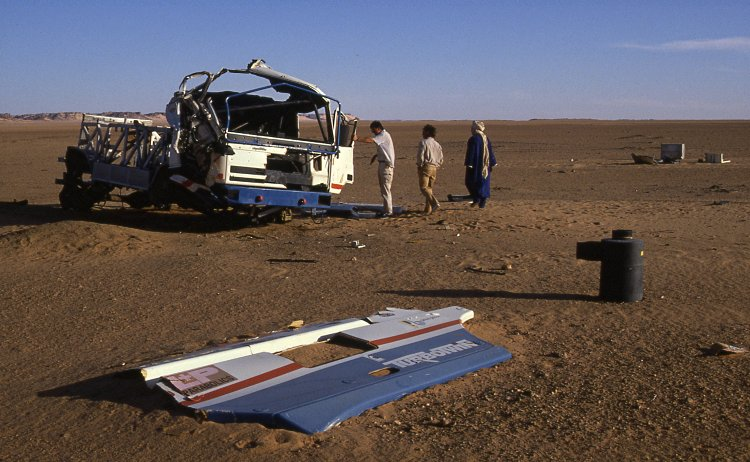
Kees van Loevezijnの1988年の死亡事故によって残されたDAF FAV3600 95X2 TurboTwinの残骸。テネレの北部にて。

1988年の大会では、4輪部門で首位を走行していたアリ・バタネンの車両が盗難される事件が発生し、後に主催者から失格の裁定が下された。この時、失格の裁定を巡って、プジョーと国際自動車連盟  (FIA) 、というより、以前から遺恨があったとされる、プジョーチーム監督ジャン・トッドとFIA会長ジャン・マリー・バレストル個人の間で深刻な対立が生じている（ジャン・マリー・バレストルの項目参照）。また同年、アルジェリアの砂漠に苦戦した燃料補給用のトラックがビバークに間に合わず、急遽ステージ10がキャンセルされた。なお、この年から日本の音響機器メーカー、パイオニアがタイトルスポンサーを務めた。
1991年にはシトロエンチームのサポートカミオンが、モーリタニア国内でポリサリオ戦線が敷設していた地雷を踏み、ナビゲーターが逃げ遅れて焼死する事件が発生した。事前警告で地雷が存在するため、メインピストから外れて走らないよう指示が出ていたのにもかかわらず、主催者から指示され、ルートブックにも記載されていたメインピストを外れて走行していたのが原因とされている。
1992年、パリ・ダカの歴史上初めてゴール地点がダカールから南アフリカのケープタウンに移された。これに伴い、大会名称もこの年のみパリ〜ル・カップに改められ、冠スポンサーも日本のパイオニアからフランスの石油企業、トタル (TOTAL) に変わった。この年は四輪部門で三菱・パジェロが7年ぶり2度目の優勝を果たした一方、大会のサポートカーが事故を起こし、救護に駆け付けようとしたメディカルカーに1989年の二輪部門優勝者であるジル・ラレイが衝突し、死亡する事故が発生した。
1994年は後半モーリタニアの「死の砂丘」とあだ名されるほどの難所で、全車車両がスタック。この時の運営はこの区間に関しての取り扱いを二転三転させたあげく、チェックポイントを不通過でも砂丘を回避したシトロエン陣営には競技を続行させ、30時間かけてチェックポイントを真面目に通過した三菱にはタイムオーバーで失格という裁定を下したため、三菱は抗議してワークスのプロトタイプ車を撤退させた。
1999年にはテレビ局の取材担当者らがテロ組織に襲撃された。
この事件だけではなく、特に近年の同レースはテロ組織以外にも強盗も現れ、ドライバーがその被害・脅迫に遭遇することは少なくなかった。銃撃を受ける、盗賊に金品はおろか車両そのものを略奪されるなど、事件例は枚挙に暇が無い。通行する集落の住民による投石による事故や負傷も多い。シトロエンのサポートカミオンのドライバーが何者かに射殺されたり、三菱自動車のサポートカミオンが狙撃される事態も発生した。
2002年に一部ステージにおいて「マラソンステージ」が導入された。また、GPSを使用してはならないステージも設定された。加えてこの年から、飛行機やヘリでSS中の支援を行うエア・メカニックが禁止され、アシスタンス用の四輪・トラックのエントリーが増加した。
2008年は走行区間のアフリカ北西部モーリタニアの治安悪化のため、開幕前日に全区間の開催中止が発表された。2007年末のフランス人旅行者殺害事件を契機にフランス政府が事実上のレース中止を勧告していたほか、主催者にも直接テロの脅迫が届いており、これにより保険会社からも有事の保険金支払いを拒否されたことが決定打となった。レースが全面中止となるのは、30年の大会の歴史上、初めてのことであり、主催者側はテロの危険が絶えないサハラ砂漠からの撤退を含めた議論を示唆した。
2008年2月4日、ASOは中止になったダカール・ラリーの代わりに中欧を舞台にしたラリー「ダカール・シリーズ」を創設、4月20日 - 26日に「セントラル・ヨーロッパ・ラリー」として開催すると発表した。ハンガリーの首都・ブダペストからスタートし、途中ルーマニアを通過、同国西部のバラトン湖までのおよそ4,800 kmを走る。一方で旧き良きダカールの雰囲気にこだわる勢力が、従来の西欧〜ダカールをルートとする「アフリカ・エコレース」を2009年に誕生させた。

南アメリカ開催時の主要都市

同年2月11日には2009年のダカール・ラリーは南米のアルゼンチンとチリを舞台に行われると報じられた。アルゼンチンの首都ブエノスアイレスが発着点となる。この地が舞台となった理由として、ダカール・ラリーの特徴である砂漠や難コースを持ちながらテロの脅威がないことが挙げられている。南米はアフリカ以上に地形の高低差と寒暖差が激しく、日中は熱中症になる者も後を絶たなかった。
2009年2月、2010年も引き続き南米で開催されることが発表された。この年、長らくトップコンテンダーとして健在だった三菱自動車が、2009年限りでワークスチームの活動から撤退すると発表した。撤退が噂されていたフォルクスワーゲンは後に参戦継続を表明したが、パリダカはワークス主体のレースが継続されるか、初期のプライベーター主体のレースに回帰するか、開催地の問題も含め、大会存続の岐路に立たされた。
2010年1月、この年もアルゼンチンとチリを舞台にし、同年8月にコピアポ鉱山落盤事故が発生するサンホセ鉱山もルートに設定された。
2012年、2013年大会ではペルーが開催国に加わり、南米開催となって以来初の片道ルートとなった。
2016年大会は非常に困難な開催となった。大洪水の影響でチリは開催ができず、エルニーニョ現象への懸念でペルーも開催わずか4か月前に参加を拒否。アルゼンチン・ボリビアでの南北に長いルートでの二国開催となるが、オープンな地形が少なく、WRCのスプリントラリーのようなステージばかりになってしまった。また本番はエルニーニョ現象により、殆どのステージが雨や酷暑のために短縮された。また無理なステージ組みで、最長20時間もの運転を強いられた運転手の睡眠不足により、リエゾンでのサポートトラックによる交通事故も頻発し、地元住民の死者も出た。さらにステージキャンセルの影響を受けたライダーとそうでないライダーの間での裁定が二転三転を繰り返すなど、大きな課題を残した。巷の批判に対しASOは2018年のアフリカ移転をちらつかせたが、結局南米開催を維持するとした。
2017年はアルゼンチン・ボリビア・パラグアイ、2018年はアルゼンチン・ボリビア・ペルーの3カ国でそれぞれ開催された。2019年大会ではアルゼンチンやその他の国々は経済状況の悪化により初めて撤退し、ペルー1国での単独開催となった。この頃にアフリカ各国がダカールを呼び戻そうと協議していたが、叶わなかった。
2020年以降は経済的に安定した中東のサウジアラビアでの単独開催となり（決定は2019年4月。5年契約）、現在に至る。またロードブックは従来は前日に渡されていたものが、当日のスタート前に渡されるようになり、ナビゲーションの難易度が大幅に上がった。
2022年はスタート前に、ソディカーズ・レーシングの移動用車両のペダルの裏側に仕掛けられていた爆弾が爆発し、6人が重軽傷を負うという事件が発生した。フランスの外相が中止について言及する事態になったが、運営は警備を厳重に強化することで対処し続行。最終的に第二の爆発は起きることなく、大会を終えている。

## コース

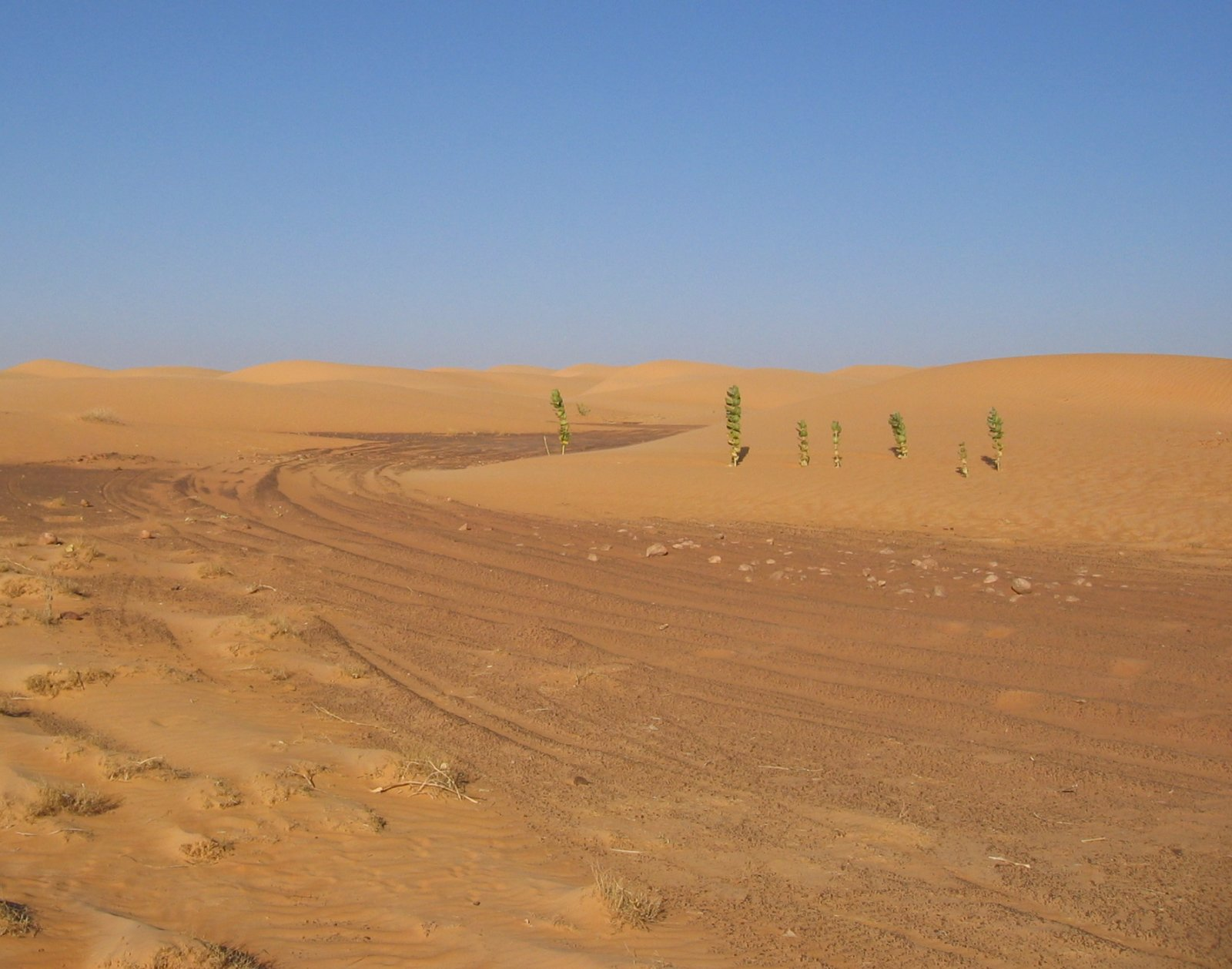
コースの一部（2005年）

コースはASOのコースディレクターによる事前の試走に基づいて決定される。経由地やルートは毎年変更され、前年と全く同じコースを走行することはほとんどない。なお、コースディレクションはティエリー・サビーヌの存命中は彼自身の手によって行われ、彼亡き後はルネ・メッジやユベール・オリオールなど、本ラリーの過去の参加経験者の手によって行われている。
後述の通り車体規格が複数に渡るため、特定の規格に合わせると他の規格では辿り着けない可能性もあるため、一部のステージにて走破性の低いT2/T5や4輪と速度域が異なるmotoを別ルートとすることもある。
日々のコースは、リエゾンと呼ばれる移動区間とSS（通常のラリーではスペシャルステージの略であるが、本ラリーにおいてはセレクティブセクターもしくはそのままエスエスと呼称されることがある）と呼ばれる競技区間とで構成される。スプリントラリーと異なりSSは通常1日1本となり、競技区間が分割される際もその間は速度制限区域（ニュートラルゾーン）としてSS区間のまま進行する。リエゾンとSSを合計した1日の走行距離はおよそ500 kmから800 kmにも及び、過去には1,000 kmを超える競技区間が設けられた事もあった。
また、マラソンステージと呼ばれる区間が全コース中1度ないし2度設けられる。これは競技車が到着後、通常はその日のビバーク地で行う事が出来る整備を一部禁じ（具体的にはエンジン、駆動系などの部品交換が禁止、チームメカニックによる点検も不可）、そのまま翌日のステージを走行するものである。2日にわたるステージをタイヤ交換とドライバー・ナビゲーター2名のみの軽整備のみで乗り切らなければならないため、ステージ内でのエンジンや駆動系の深刻なトラブルは即リタイヤに繋がる。そのため、車両を壊さないように労わりながらも速く走らなければならないという、2つの相反する要素が求められるステージとなっている。
2024年からは「48hクロノ」と呼ばれる2日連続ステージが導入された。これはステージ内に数か所のブレークゾーンが用意され、各ブレークゾーンに設定されたタイムを超過した場合（2024年ではスタート寄りから16:30～ゴール寄りで15:30が設定されていた）そのブレークゾーンで走行終了、そのままそのブレークゾーンで宿泊後翌日次のステージに突入する物で、ルール上許されている選手間でのスペアパーツのやり取りや整備の協力も「同一のブレークゾーンに停車した選手のみ可能」という、マラソンステージよりも更に厳しいステージとなっている。
SSにはチェックポイント (CP) とウェイポイント (WP) が存在する。CPではスタッフからスタンプをもらって通過を確認する（VCPとしてGPSでのみ確認されるポイントもある）。WPは危険回避などを目的とした主催者の意図的なコントロールを行うためのもので、GPSによって運営が通過を確認する。いずれも不通過はペナルティの対象となる。
以前はルートブックのCPに座標が明記され、GPS側でも座標は常時表記だったために「座標を頼りにルートブックを無視しCPを直接狙う」「砂丘を迂回して危険回避」という戦術もあったが、WPが意図的コントロールだけでなくルートブックをトレースしていることを確認するために非常に細かくなった（2024年のコースでは550 kmにWPが160箇所設置されたこともある）のと、CPとGPSに座標が表示されなくなった、WPも周囲◯メートル (m) 以内に近づかないと残り距離と方向がコントローラーに表示されなくなるなど、コースアウトは基本的に許されない形になっている。WPの位置も砂丘の頂点付近等、迂回を許さない位置への指定も多くなっている。
競技期間中には1日ないし2日の休息日があり、競技車両の整備やクルーの休息に充てられる。

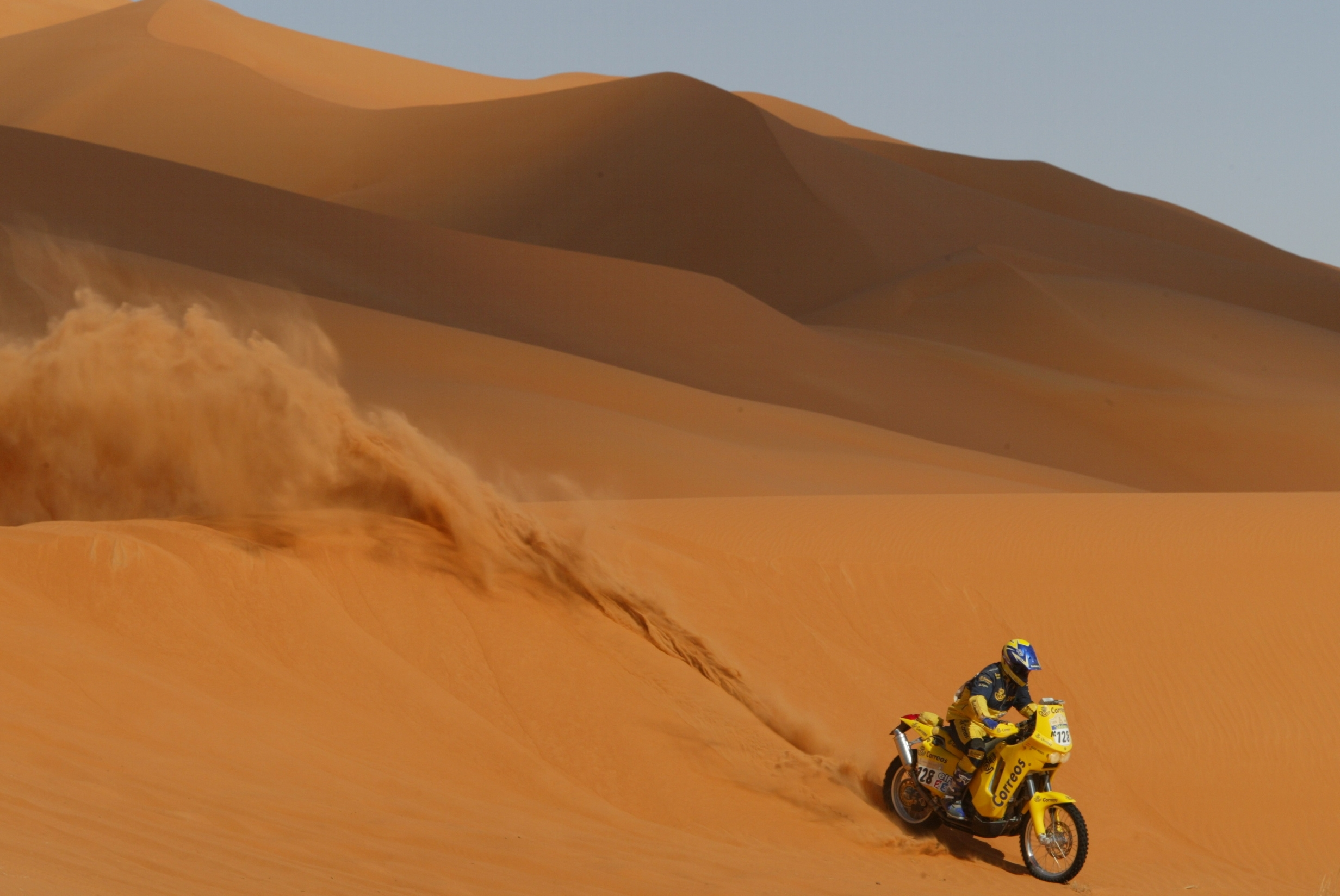
砂漠（2009年）
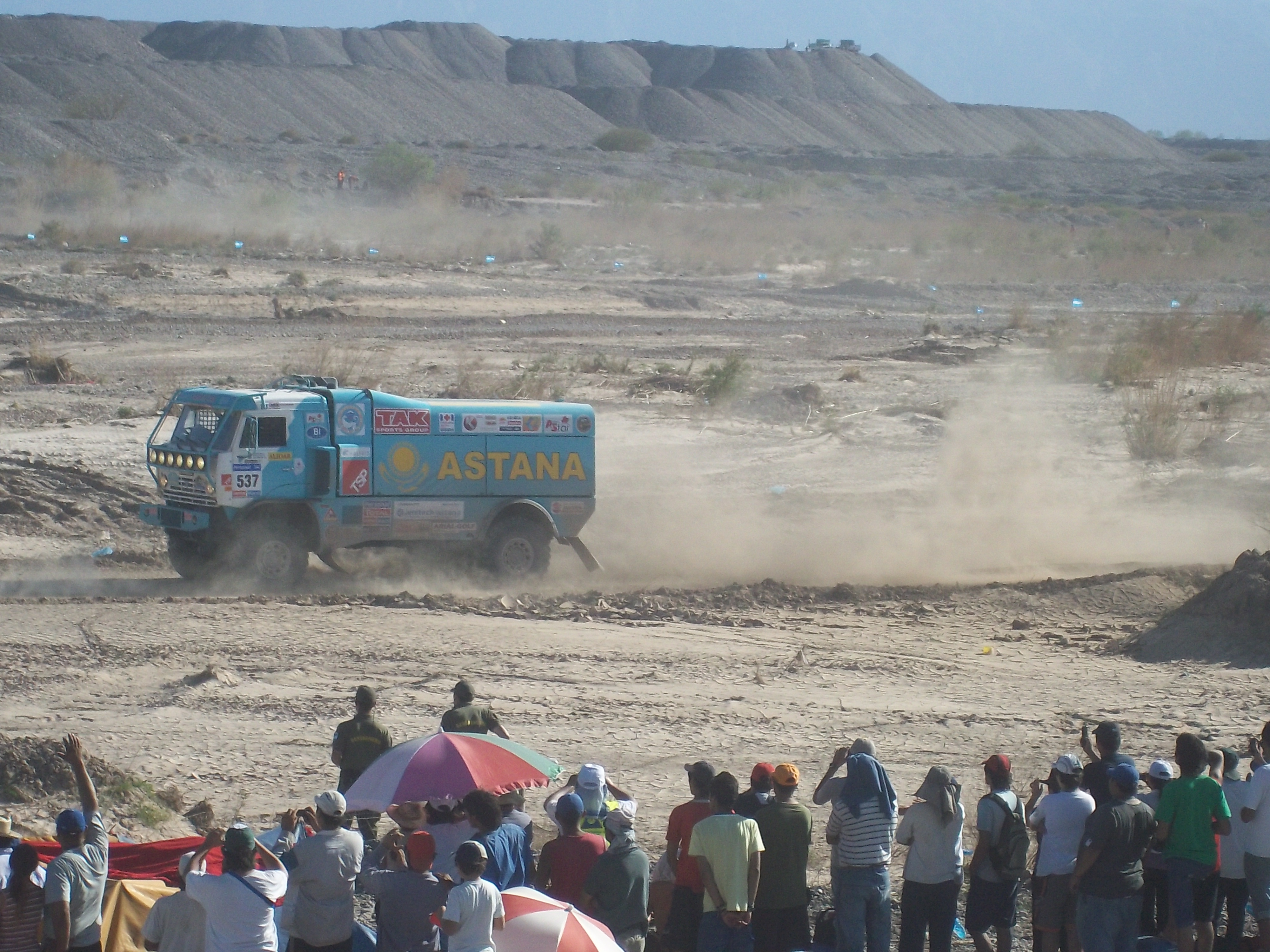
観客が見守る悪路（2011年）
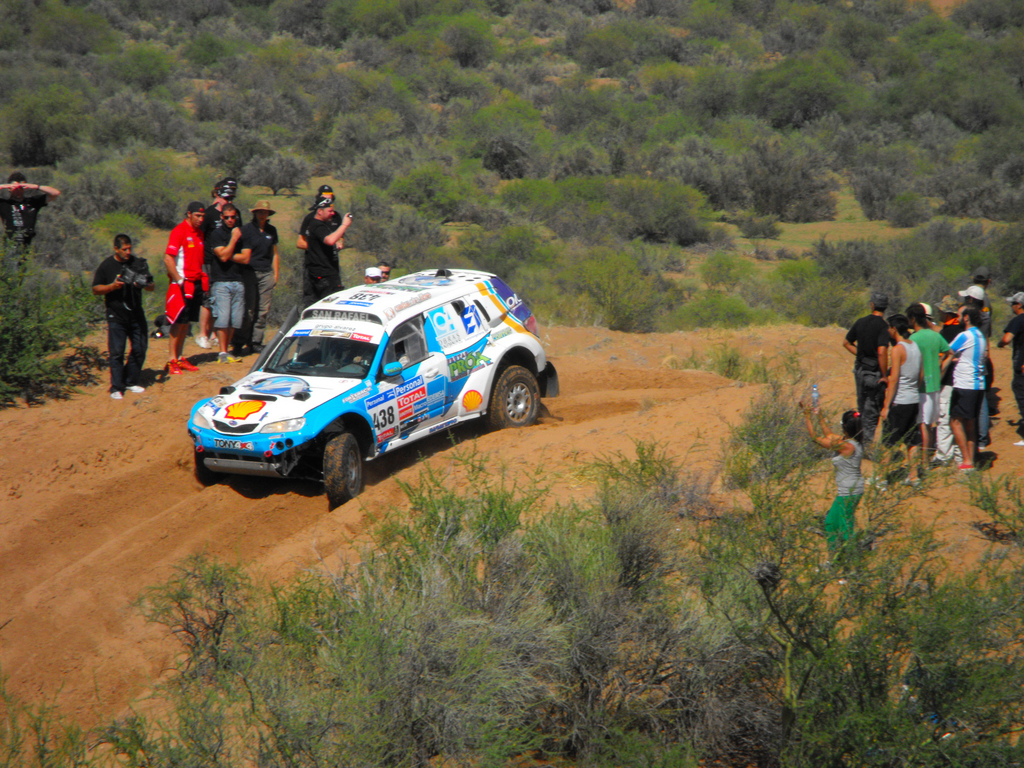
溝ができた道（2011年）
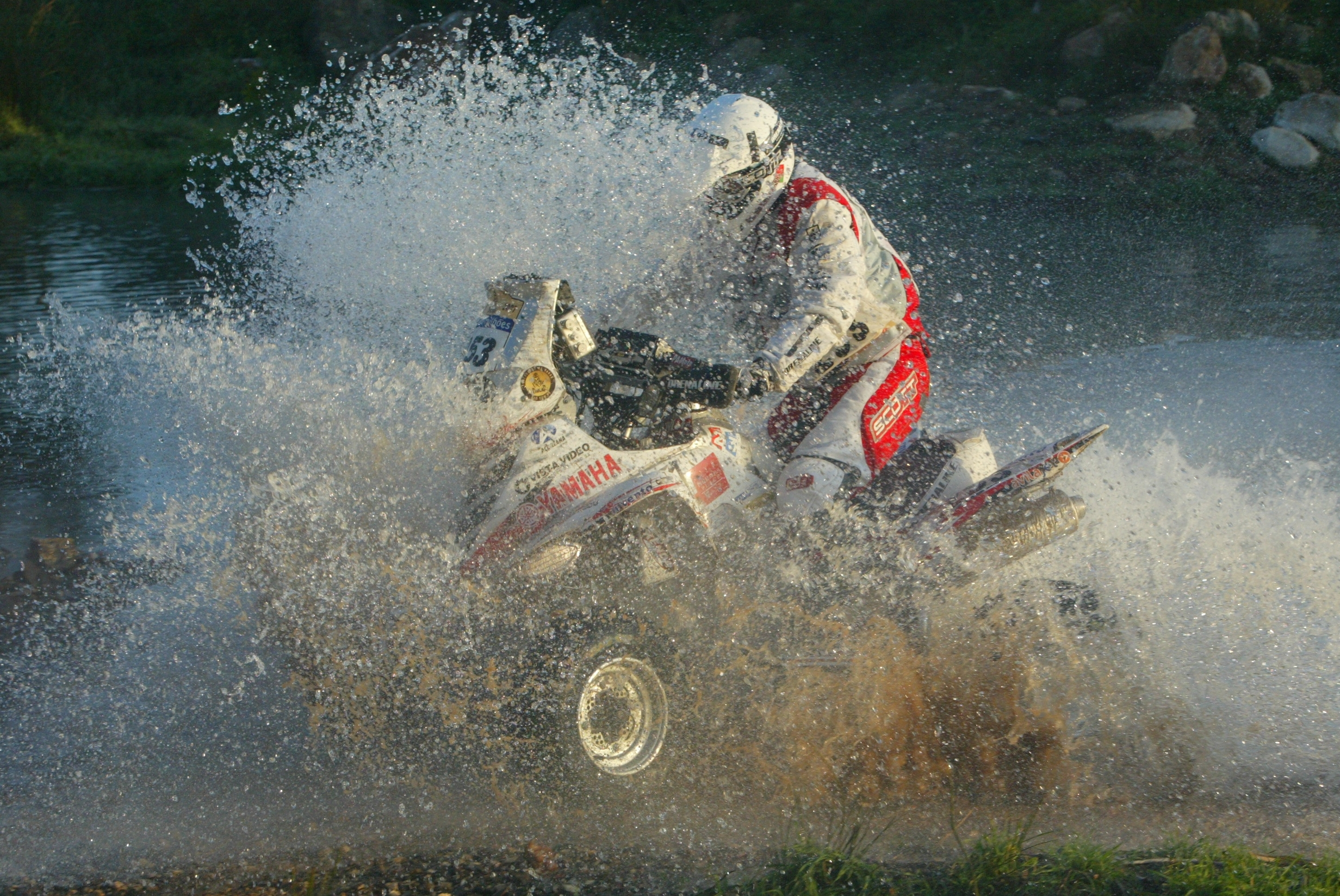
水を突破する場所（2009年)
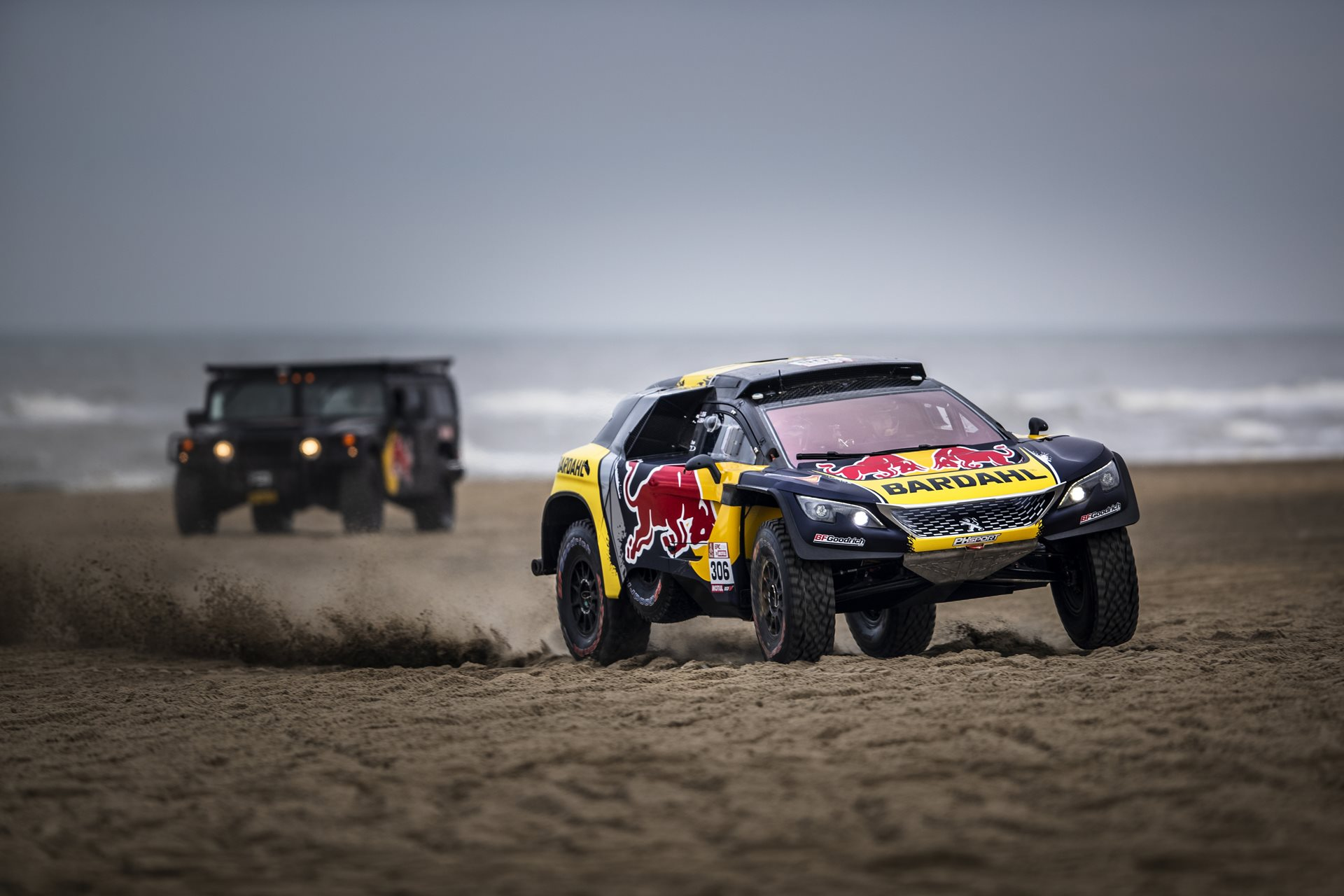
砂浜（2019年）
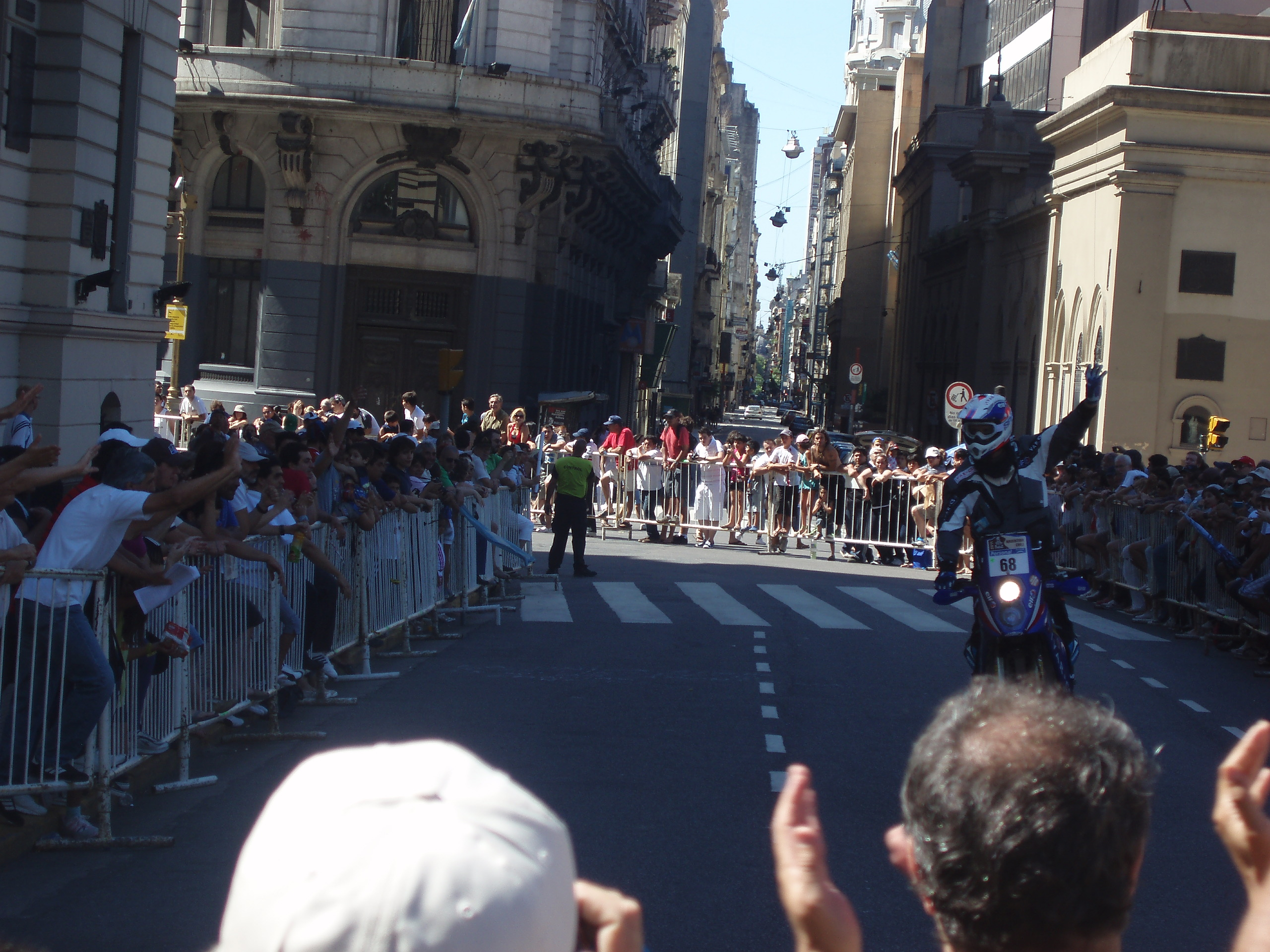
市街地。ブエノスアイレス、Plaza de Mayo（2011年)
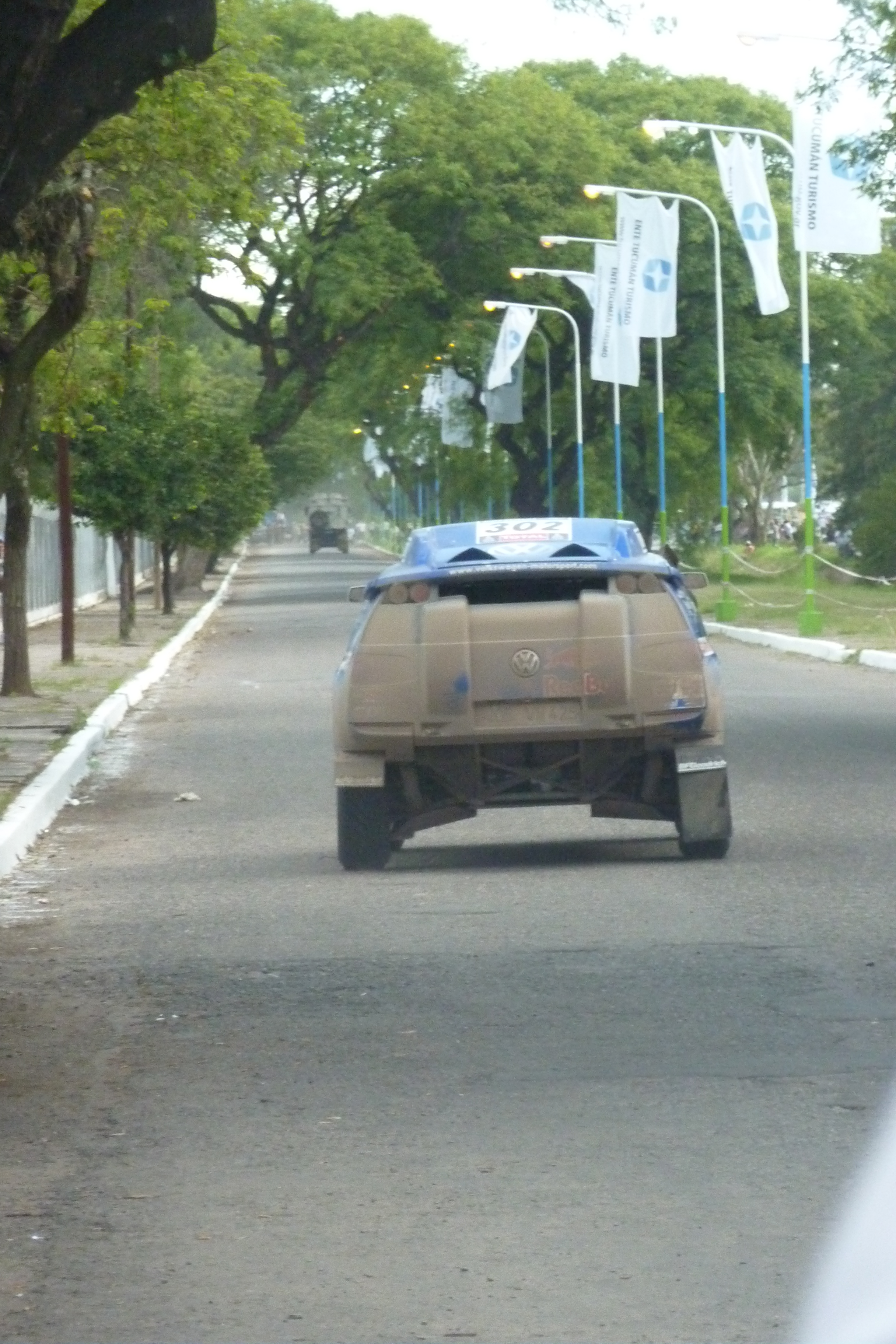
リエゾン。ステージとステージをつなぐ区間。サン・ミゲル・デ・トゥクマンの後（2011年)

### 日程・ルート

1979年のルート図

2006年のルート図

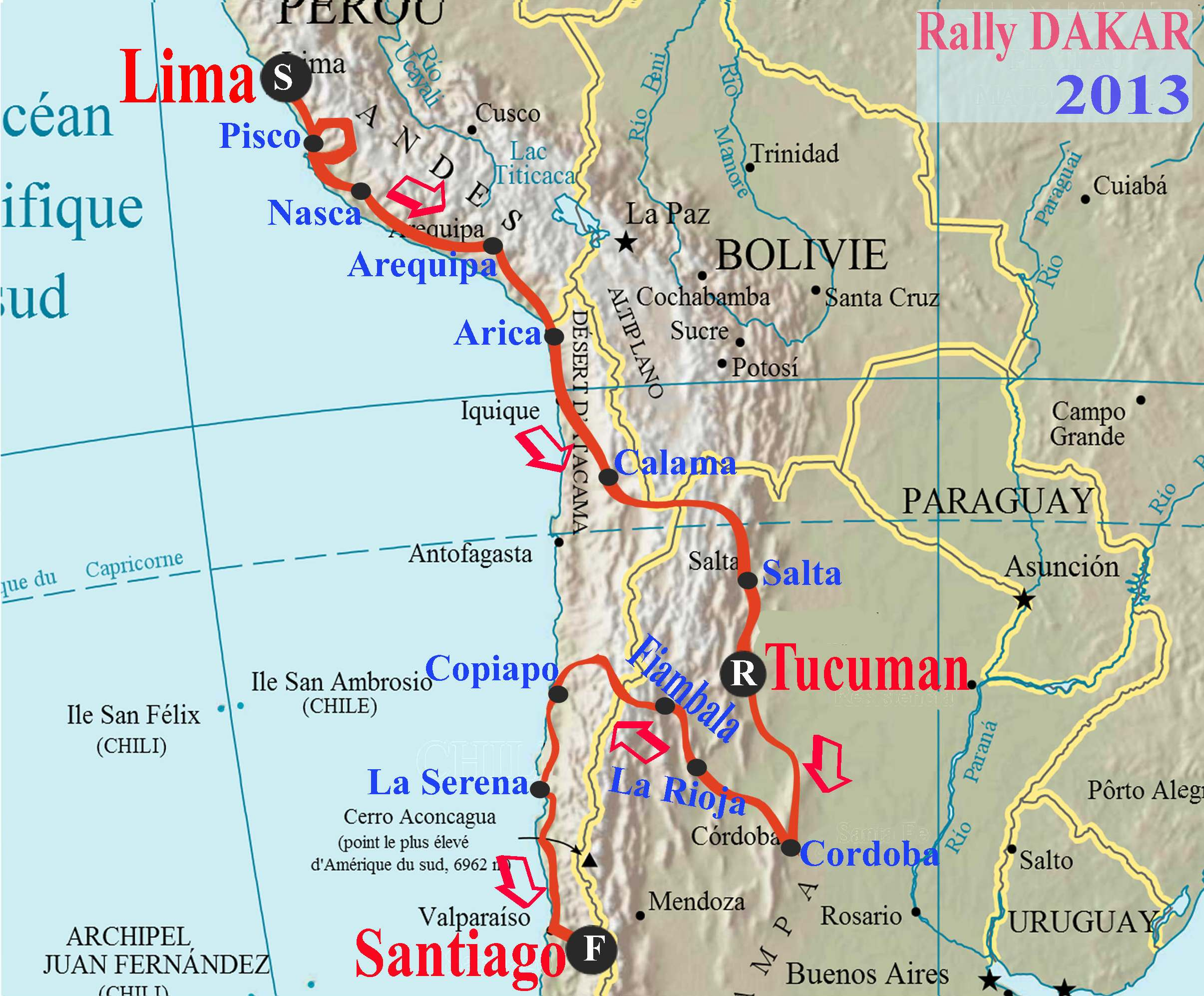
2013年のルート図

| 回     | 開催日程                        | ルート                               | 総距離 / SS走行距離     | ST/P+SS |
| ------ | ------------------------------- | ------------------------------------ | ----------------------- | ------- |
| 第1回  | 1978年12月26日 - 1979年1月14日  | パリ→ アルジェ→ ダカール             | 10,000 km / 3,168 km    | 8/10    |
| 第2回  | 1980年1月1日 - 23日             | パリ→ アルジェ→ ダカール             | 10,000 km / 4,059 km    | 7/13    |
| 第3回  | 1981年1月1日 - 20日             | パリ→ アルジェ→ ダカール             | 6,263 km / 3,357 km     | 12/13   |
| 第4回  | 1982年1月1日 - 20日             | パリ→ アルジェ→ ダカール             | 10,000 km / 5,963 km    | 14/18   |
| 第5回  | 1983年1月1日 - 20日             | パリ→ アルジェ→ ダカール             | 12,000 km / 5,210 km    | 15/15   |
| 第6回  | 1984年1月1日 - 20日             | パリ→ アルジェ→ ダカール             | 12,000 km / 5,882 km    | 18/21   |
| 第7回  | 1985年1月1日 - 22日             | パリ→ アルジェ→ ダカール             | 14,000 km / 7,470 km    | 17/20   |

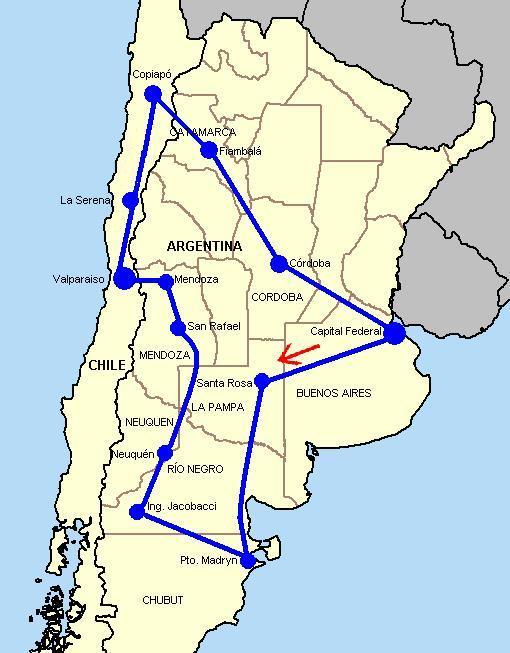
2009年のルート図

| 第8回  | 1986年1月1日 - 22日             | パリ→ アルジェ→ ダカール             | 15,000 km / 7,731 km    | 18/22   |
| 第9回  | 1987年1月1日 - 22日             | パリ→ アルジェ→ ダカール             | 13,000 km / 8,315 km    | 20/20   |
| 第10回 | 1988年1月1日 - 22日             | パリ→ アルジェ→ ダカール             | 12,874 km / 6,605 km    | 18/16   |
| 第11回 | 1988年12月25日 - 1989年1月13日  | パリ→ チュニス→ ダカール             | 10,831 km / 6,605 km    | 17/16   |
| 第12回 | 1989年12月25日 - 1990年1月16日  | パリ→ トリポリ→ ダカール             | 11,420 km / 8,564 km    | 18/21   |
| 第13回 | 1990年12月29日 - 1991年1月17日  | パリ→ トリポリ→ ダカール             | 9,186 km / 6,747 km     | 11/14   |
| 第14回 | 1991年12月25日 - 1992年1月16日  | パリ→ スルト→ ル・カップ             | 12,427 km / 6,263 km    | 22/17   |
| 第15回 | 1993年1月1日 - 16日             | パリ→ タンジェ→ ダカール             | 8,877 km / 4,476 km     | 11/11   |
| 第16回 | 1993年12月28日 - 1994年1月16日  | パリ→ ダカール→ パリ                 | 13,379 km / 4,446 km    | 16/20   |
| 第17回 | 1995年1月1日 - 15日             | グラナダ→ ダカール                   | 10,109 km / 5,725 km    | 14/14   |
| 第18回 | 1995年12月30日 - 1996年1月14日  | グラナダ→ ダカール                   | 7,579 km / 6,179 km     | 15/16   |
| 第19回 | 1997年1月4日 - 19日             | ダカール→ アガデス →ダカール         | 8,049 km / 6,509 km     | 14/15   |
| 第20回 | 1998年1月1日 - 18日             | パリ→ グラナダ→ダカール              | 10,593 km / 5,219 km    | 16/16   |
| 第21回 | 1999年1月1日 - 17日             | グラナダ→ ダカール                   | 9,393 km / 5,638 km     | 16/16   |
| 第22回 | 2000年1月6日 - 23日             | ダカール→ カイロ                     | 7,863 km / 5,012 km     | 13/13   |
| 第23回 | 2001年1月1日 - 21日             | パリ→ ダカール                       | 10,219 km / 6,180 km    | 20/19   |
| 第24回 | 2001年12月18日 - 2002年1月13日  | アラス→ マドリード→ ダカール         | 9,436 km / 6,486 km     | 16/15   |
| 第25回 | 2003年1月1日 - 19日             | マルセイユ→ シャルム・エル・シェイク | 8,552 km / 5,216 km     | 17/17   |
| 第26回 | 2004年1月1日 - 18日             | クレルモン＝フェラン→ ダカール       | 9,506.5 km / 4,635.5 km | 17/15   |
| 第27回 | 2004年12月31日 - 2005年1月16日  | バルセロナ→ ダカール                 | 9,039 km / 5,433 km     | 16/14   |
| 第28回 | 2005年12月31日 - 2006年1月15日  | リスボン→ ダカール                   | 9,043 km / 4,813 km     | 15/14   |
| 第29回 | 2007年1月6日 - 21日             | リスボン→ ダカール                   | 7,915 km / 4,309 km     | 15/14   |
| 第30回 | 中止（2008年1月5日 - 20日予定） | リスボン→ ダカール                   | 9,273 km / 5,736 km     | 16/16   |

| 回     | 開催日程               | ルート                                               | 総距離 / SS走行距離                                                                             | ST/P+SS |
| ------ | ---------------------- | ---------------------------------------------------- | ----------------------------------------------------------------------------------------------- | ------- |
| 第31回 | 2009年1月3日 - 18日    | ブエノスアイレス→ バルパライソ→ ブエノスアイレス     | 9,574 km / 5,652 km                                                                             | 14/13   |
| 第32回 | 2010年1月1日 - 17日    | ブエノスアイレス→ アントファガスタ→ ブエノスアイレス | - 8,937 km / 4,717 km (Bike Quad) - 9,030 km / 4,810 km (Car Truck)                             | 14/14   |
| 第33回 | 2011年1月1日 - 15日    | ブエノスアイレス→ アリカ→ ブエノスアイレス           | - 9,605 km / 5,007 km (Bike Quad) - 9,618 km / 5,020 km (Car) - 9,458 km / 4,457 km (Truck)     | 13/13   |
| 第34回 | 2012年1月1日 - 16日    | マル・デル・プラタ→ コピアポ→ リマ                   | - 8,391 km / 4,372 km (Bike Quad) - 8,377 km / 4,161 km (Car) - 8,336 km / 4,120 km (Truck)     | 14/13   |
| 第35回 | 2013年1月5日 - 20日    | リマ→ サン・ミゲル・デ・トゥクマン→ サンティアゴ     | - 8,423 km / 4,146 km (Bike Quad) - 8,474 km / 4,155 km (Car) - 8,121 km / 3,541 km (Truck)     | 14/14   |
| 第36回 | 2014年1月5日 - 1月18日 | ロサリオ→ サルタ→ バルパライソ                       | - 8,734 km / 5,228 km (Bike Quad) - 9,374 km / 5,522 km (Car) - 9,188 km / 5,212 km (Truck)     | 13/13   |
| 第37回 | 2015年1月4日 - 1月17日 | ブエノスアイレス→ イキケ→ ブエノスアイレス           | - 9,295 km / 4,752 km (Bike Quad) - 9,111 km / 4,578 km (Car) - 3,759 km / 8,159 km (Truck)     | 13/13   |
| 第38回 | 2016年1月2日 - 1月16日 | ブエノスアイレス→ サルタ→ ロサリオ                   | - 8,973 km / 4,690 km (Bike Quad) - 9,237 km / 4,792 km (Car) - 9,039 km / 4,320 km (Truck)     | 13/13   |
| 第39回 | 2017年1月2日 - 1月14日 | アスンシオン→ ラパス→ ブエノスアイレス               | - 8,818 km / 4,089 km (Bike Quad) - 8,823 km / 4,093 km (Car UTV) - 8,781 km / 3,910 km (Truck) | 12/10   |
| 第40回 | 2018年1月6日 - 20日    | リマ→ ラパス→ コルドバ                               | - 8,276 km / 4,234 km (Bike Quad) - 8,793 km / 4,329 km (Car UTV) - 8,710 km / 4,154 km (Truck) | 14      |
| 第41回 | 2019年1月6日 - 27日    | リマ→ アレキパ→ リマ                                 | - 5,541 km / 2,889 km (Bike Quad) - 5,603 km / km (Car UTV) - 5,601 km / 2,959 km (Truck)       | 10      |

## 参加車両
それぞれの部門に最大速度が設定されている。2005年から全車両に「センチネル」と呼ばれるシステムが搭載され、200 m以内に他の車両が接近すると、ブザー音とライトの点滅で知らせるシステムが搭載されている。
以下エンジンの記述については、特記がない限り4ストローク・4バルブを前提とする。

### AUTO/CAR
3,500キログラム (kg) 未満の自動車のための部門。規則上は四〜八輪車が参戦可能だが、基本的には四輪のみであり、ゆえに俗に「四輪部門」と呼ばれる。グループT1〜T4までが存在する。このうちグループT3・T4は別部門としても争う（後述）。そのほか、女性や初参加者 (Trophée 1ère Participation) にも別に競技クラスが用意されている。
いずれもトラクションコントロールやABSのようなドライバー支援、ディファレンシャルギアやサスペンションのアクティブ化は禁止される。

#### アルティメット（グループT1）

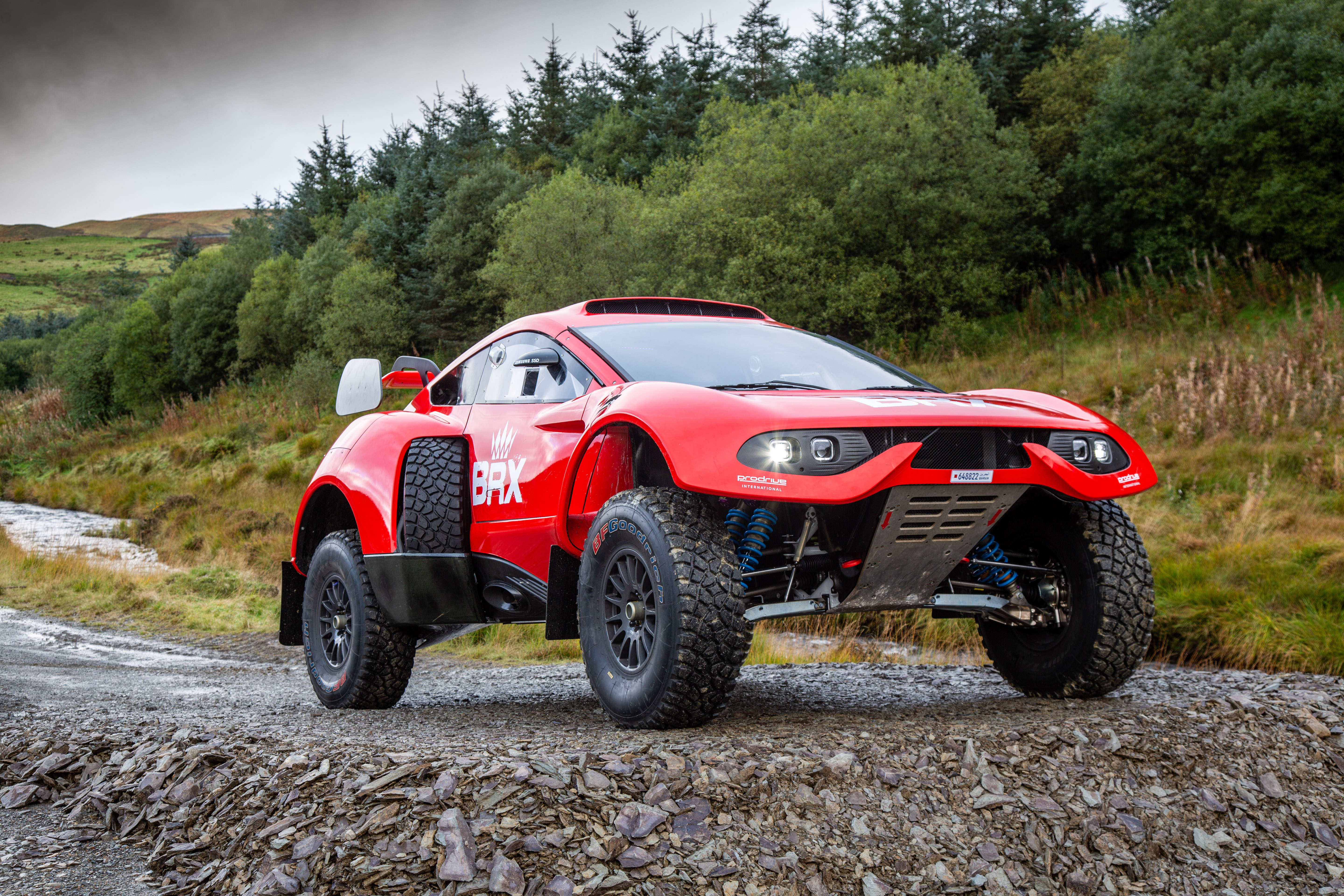
四輪駆動のプロドライブ・ハンターT1+

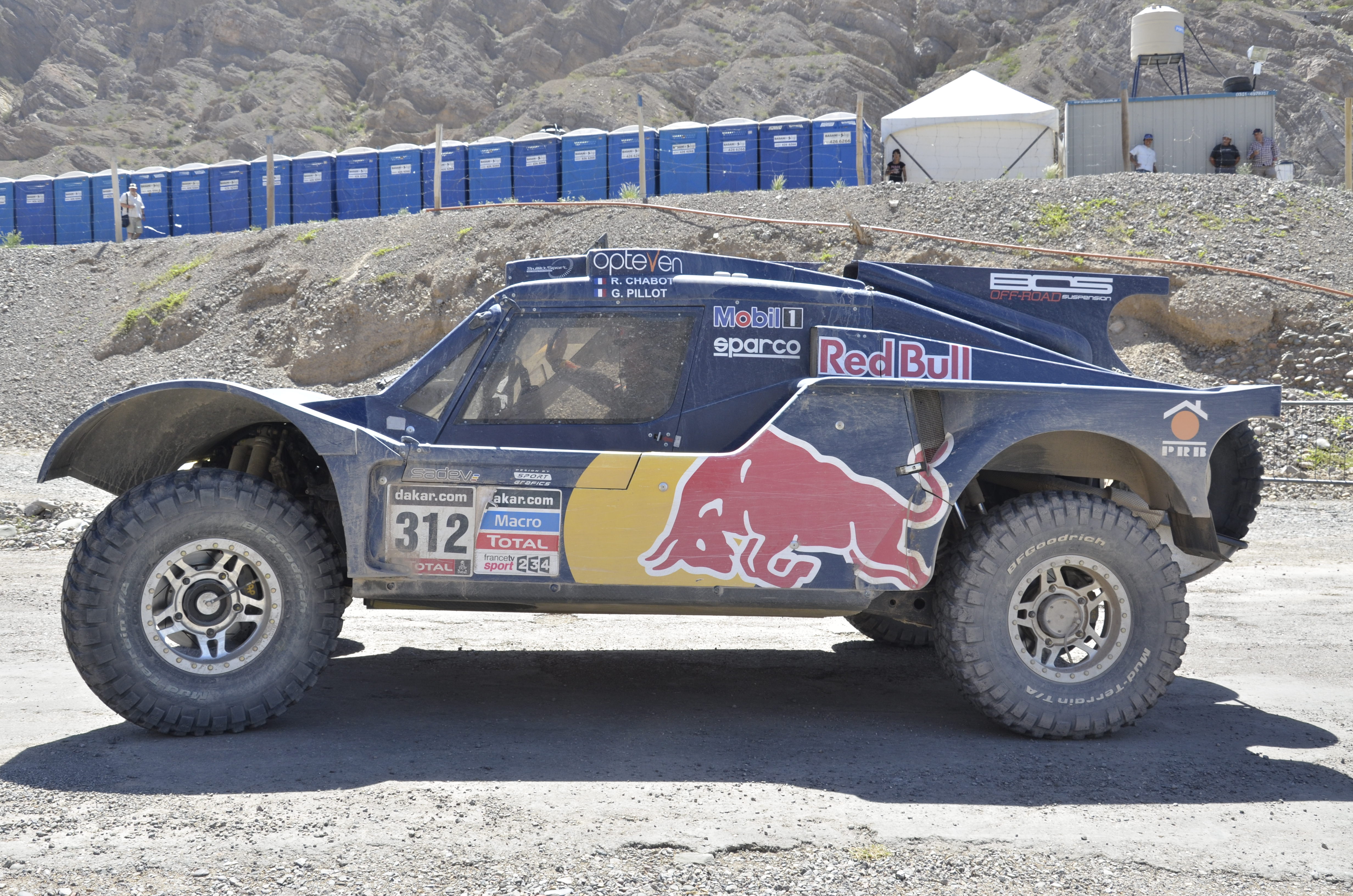
二輪駆動のSMGバギー

競技専用設計のプロトタイプカー、もしくは大規模な改造を施した市販車のクラス。俗称として「アンリミテッドクラス」「スーパープロダクション」と呼ばれることもある。FIAグループII「競技車」に属し、「改造クロスカントリー車」と定義される。最大時速制限は170 km/h。
一部例外を除き、排気量に応じて最低重量が定められている（過給器付きの場合は排気量に係数1.7を乗じた数字を適用する）。
シャシーは年間1,000台以上生産される車両のフレーム、または単一製造の鋼鉄製パイプフレームを使用するが、基本的には後者が選ばれる。グループA、GT（2012年GT公認規定）、T2のいずれかの規定で公認取得済み、もしくはいずれかで公認を取得できる状況にある量産車のエンジンを一定の規制の下に改造して用いることができる。吸気リストリクターにより最大出力は400馬力程度に制限される。
トランスミッションはドライバーが自分でギアを選択するもののみ搭載可能。四輪駆動車の場合はエンジンのクランクシャフトはホイールベース中央より前方に、更にパイプフレームの場合は縦置きで搭載しなければならない（=リアミッドシップ化は禁止。ただし後述のT1.Uを除く）。また四輪駆動は2座席以上が必須となる。
比較的低コストに製造できる二輪駆動車は、プライベーター向けに規制が非常に緩く設定されており、2010年代後半にこれに目をつけた欧州メーカー勢が二輪駆動車で幾度も総合優勝を収めていた。しかしメーカー同士の協議の末に2022年から四輪駆動車の規制を緩和したグループT1+が発足し、以降は四輪駆動車が優位となっている。2023年からT1＋のディーゼル車両には、水素化植物油（HVO、バイオディーゼル燃料の一種）の使用が義務付けられる。
またT1+と同時に、電動車両などのためのT1.U（T1.アルティメット、T1.Eの発展）が誕生。T1.Uと他のT1の間には各チームの合意のもとにEOTが設定されており、FIAがリタルタイムに収集したデータを元に、開催日程の途中でも最大出力の調整が入る場合がある。
- T1.U - 「グループT1アルティメット」。ハイブリッド、EV、水素などのカーボンニュートラルに向けた動力を用いる車両。最低重量は2,100kg。
- T1＋ - 4×4（四輪装着・四輪駆動）のガソリン・ディーゼル車。T1.1に比べて、スペック的な強化が可能[注釈 6]。最低重量は排気量に関係なくガソリン車は2,000 kg，ディーゼル車は2,040 kgとなる[33]。
- T1.1 - 4×4（四輪装着・四輪駆動）のガソリン・ディーゼル車。
- T1.2 - 4×2（四輪装着・二輪駆動）のガソリン・ディーゼル車。
- T1.3 - バハ1000など北米オフロードレースを主催するSCOREインターナショナルの規則に合致した車両。旧称は「グループOP」「グループT1.5」など。

#### ストック（グループT2）

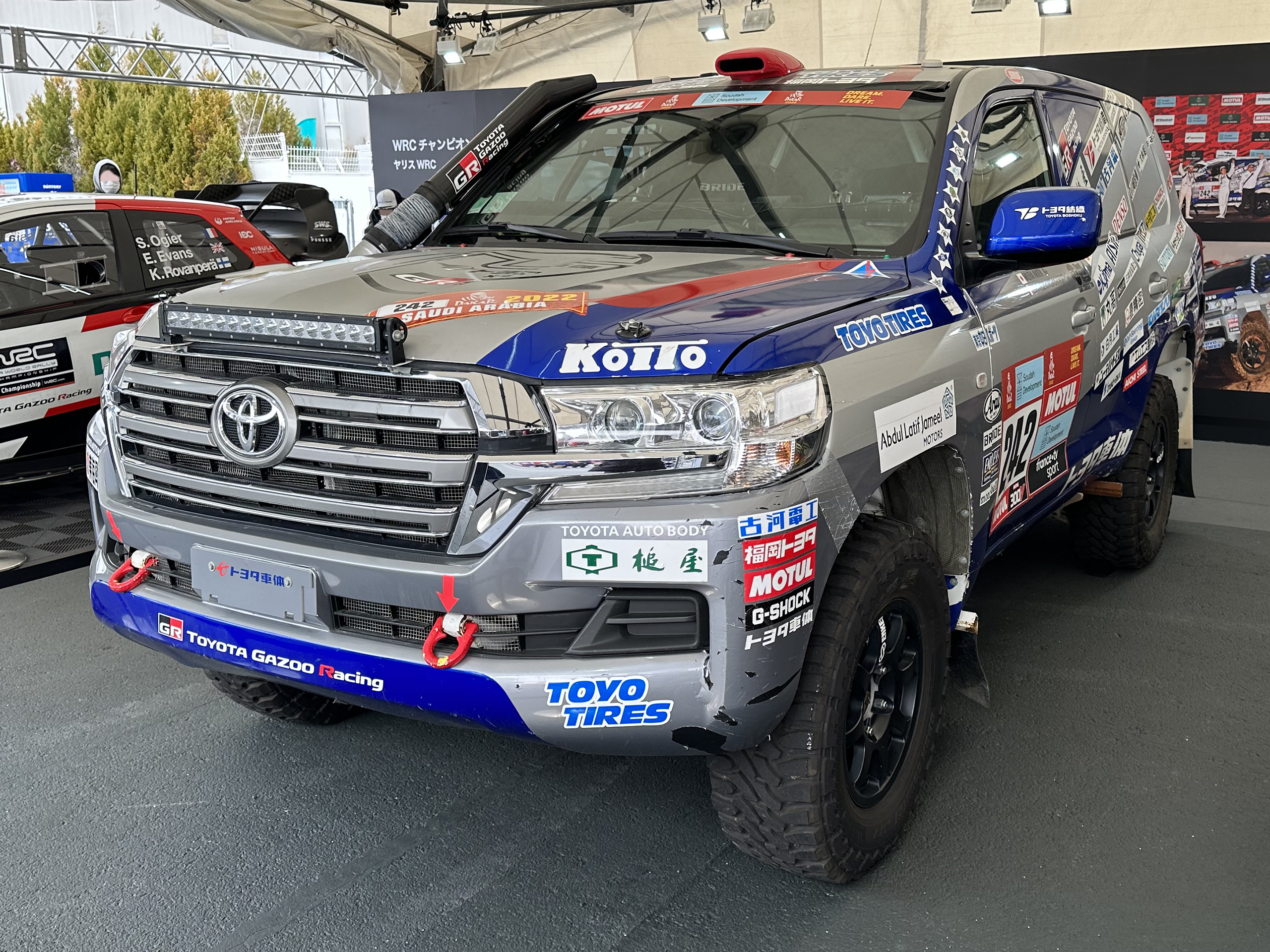
グループT2のトヨタ・ランドクルーザー

最低限の改造を施した、四輪駆動あるいはそれ以上の駆動輪を持つ市販車のクラス。FIAグループⅠ「量産車」に属し、「量産クロスカントリー車」と定義される。最大制限時速は170 km/h。
年間1,000台生産されている車両がホモロゲーション対象。フレーム、エンジン、トランスミッション、給排気系、ブレーキシステムなどはベース車両ほぼそのままを用いる必要があり、エンジン搭載位置も一切動かせない。出力は吸気リストリクターで300馬力程度に制限される。ラリーを走り切るための一通りの改造や、ECU、ラジエーター、ブレーキパッド、ショックアブソーバーの競技用部品への交換は許可されている。最低重量、ボディサイズ、タイヤサイズなどは取得時のホモロゲーションに準拠する。
従来はプロトタイプクラスとは別に市販車改造クラスが存在していたこともあり、日本では三菱自動車工業やトヨタ車体の広報やメディアなどにより「市販車無改造クラス（部門）」と紹介されていた。現在は市販車改造クラスは事実上プロトタイプクラスに吸収されている形となっていることもあり、「市販車部門」「プロダクション」と紹介されるようになっている。低コストで参戦できるため以前はプライベーターの定番であったが、現在は軽量バギー勢（グループT3/T4）が人気を集めていること、またそれらに合わせたルート設定が市販車には厳しいため、参加台数は極めて少なくなっている。
2025年にはトヨタ車体のランクル2台のみとカテゴリー消滅の危機に瀕したが、同年ランドローバーが2026年からダカールラリー含むW2RCワークス参戦を発表した。
- T2.1 - ホモロゲーション期限内のグループT2車両。
- T2.2 - ホモロゲーション期限の切れたグループT2車両。2023年まではT1の一種に分類されていた。

### チャレンジャー（Light Weight Prototype）

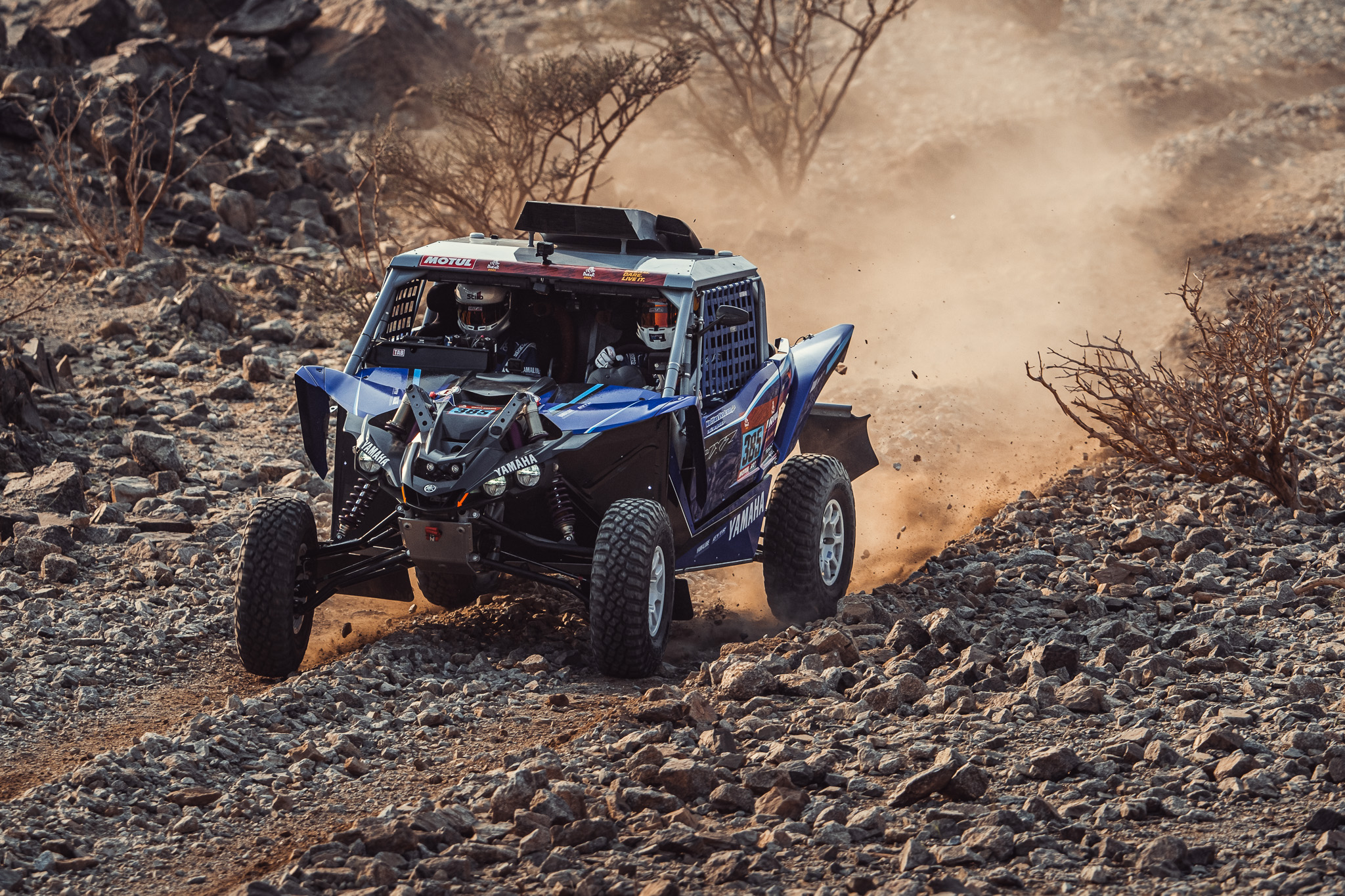
T3のヤマハ・YXZ1000R

「Light Weight Vehicle」とも呼ばれる。公式の略称は「LW Proto」。従来は後述のS×Sクラスに含まれていたが、2021年に市販のSSV（サイド・バイ・サイド・ビークル）をベースとしない、競技専用設計のグループT3が一部門として独立した。2023年からハイブリットまたはEVのT3.Uが施行されており、それに伴い通常のT3はT3.1を名乗っている。
グループT1より安価に参戦できるため、プライベーターからの人気が高い。多くはマシンのデザインや名称に市販SSVのものを取り入れているが、全く独自のデザインと名称のプロトタイプSSVを投入するコンストラクターもいる。

#### グループT3
ベースとなるフレームについて最低生産台数を必要としない、プロトタイプのSSVの規定。FIAグループII「競技車」に属し、「改良された軽量プロトタイプクロスカントリー車」と定義される。ゼッケンは紫背景。最大制限時速は135 km/h。
4×4または4×2の鋼鉄製パイプフレームシャーシを用いる。全幅は最大2,100ミリメートル (mm) 、ホイールベースは最大2,800 mm。最低重量は900 kg。ホイール直径は最大381 mm、タイヤ全体の直径は最大840 mm。ビードロックタイヤの採用が可能。ショックアブソーバーは1輪につき1本のみ。フロントウィンドウの有無は選べる。
エンジンは250基以上が製造された、一般向けに市販されているものを基本無改造で用いる。ただしインタークーラーやスロットルボディ、過給器などは250基以上が製造されたものに変更または追加が可能。搭載位置は自由。最大気筒容積は過給器の有無に関わらず1,050 cc以下。また過給器付きの場合は27 mm径吸気リストリクターの装着が義務付けられる。燃料はガソリンのみが使用可能。トランスミッションは競技専用のシーケンシャルシフトやCVTも使用可能。
T3.Uの場合、最低重量は1,050 kg、最大排気量は過給器の有無問わず1,620 ccとなる。またMGUは最大3つまでである。

### SSV

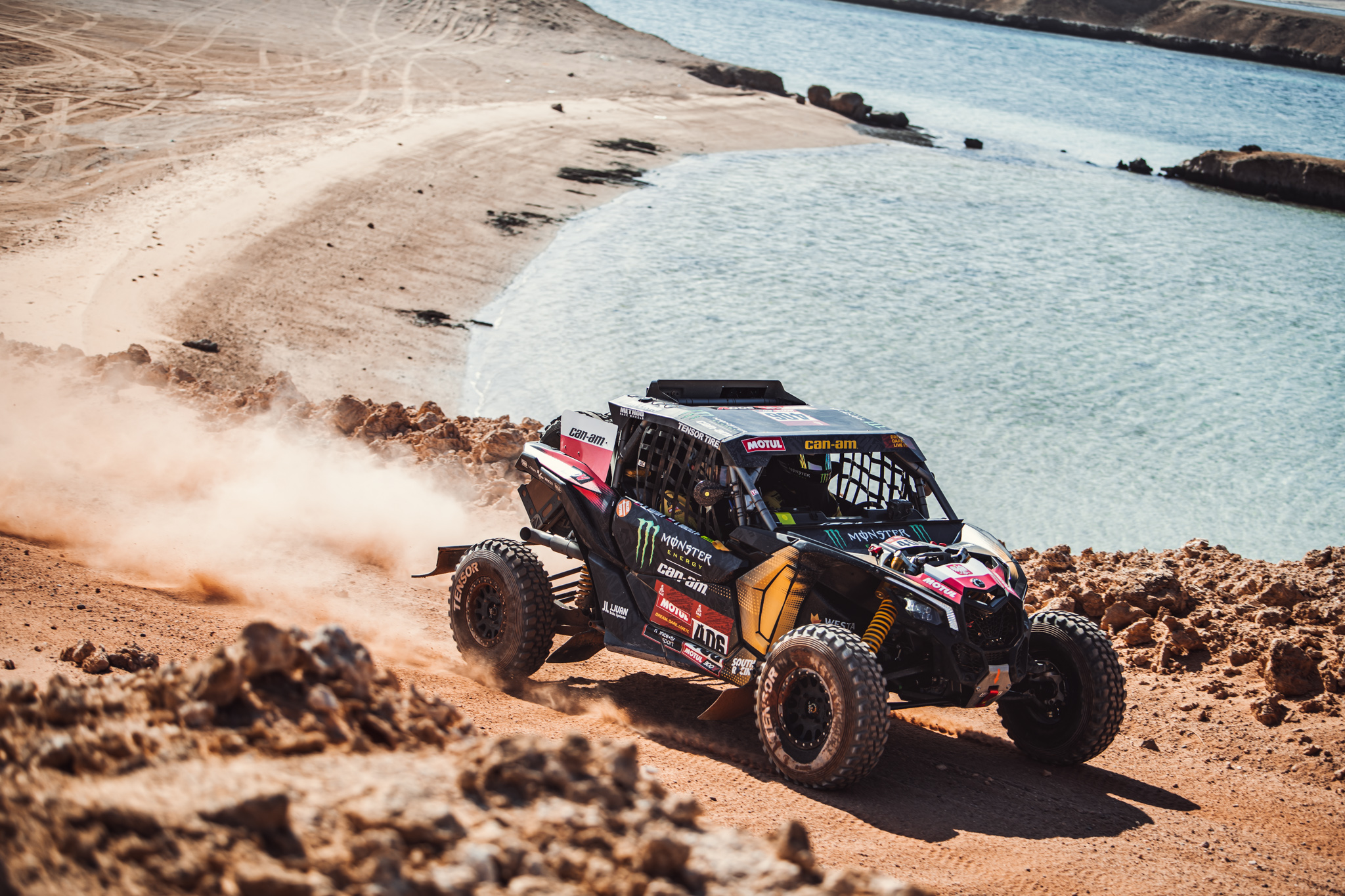
T4のCan-Am・マーベリック X3 XRS

2017年にAUTO/CAR部門から独立した、市販スポーツSSV（サイド・バイ・サイド・ビークル、UTVとも）の部門。従来は軽量プロトタイプバギーと市販SSVが混走していたが、2021年から市販SSVのグループT4のクラスが独立した。かつての部門名は「UTV」や「S×S」であったが、2021年以降は「SSV」で統一されている。外観はLight Weight Prototypeと極めて近く、見分けるのは難しい。市販車と多くの市販部品を用いるため更に低コストで、アマチュアドライバーからの人気が高い。
なおFIMにもクロスカントリー用市販SSVの規定は存在するが、ダカールではFIA規定のSSVが参戦できる。

#### グループT4
ベース車両に市販SSVを用いる規定。FIAグループII「競技車」に属し、「改良された軽量なシリーズクロスカントリーSSV」と定義される。ゼッケンは白背景。最大制限時速は125km/h。
連続する12カ月の間に250台が生産された、4x4または4x2の市販SSVの鋼鉄製パイプフレームを用いる。全幅は最大1,900 mm、ホイールベースおよび前後オーバーハングはベース車両±50 mmの変更が可能。最低重量はエンジンによって異なる。ホイール直径は最大381 mm、タイヤ全体の直径は最大840 mm。ビードロックタイヤの採用が可能。
エンジンは仕様・搭載位置ともに市販状態から改造できない（給排気系やラジエーターなどの改造は可能）。最大排気量は過給器付きの場合は1,050 cc、過給器無しの場合は2,000 cc。過給器無しで1,050 cc超または過給器付きの場合は25 mm径、過給器無しで1,050 cc以下の場合は26 mm径の吸気リストリクターの装着がそれぞれ義務付けられる。燃料はガソリンのみが使用可能。トランスミッションはベース車両のものを無改造で用いる（CVTも可）。サスペンションは競技専用部品に交換が可能。

### Camion/Truck

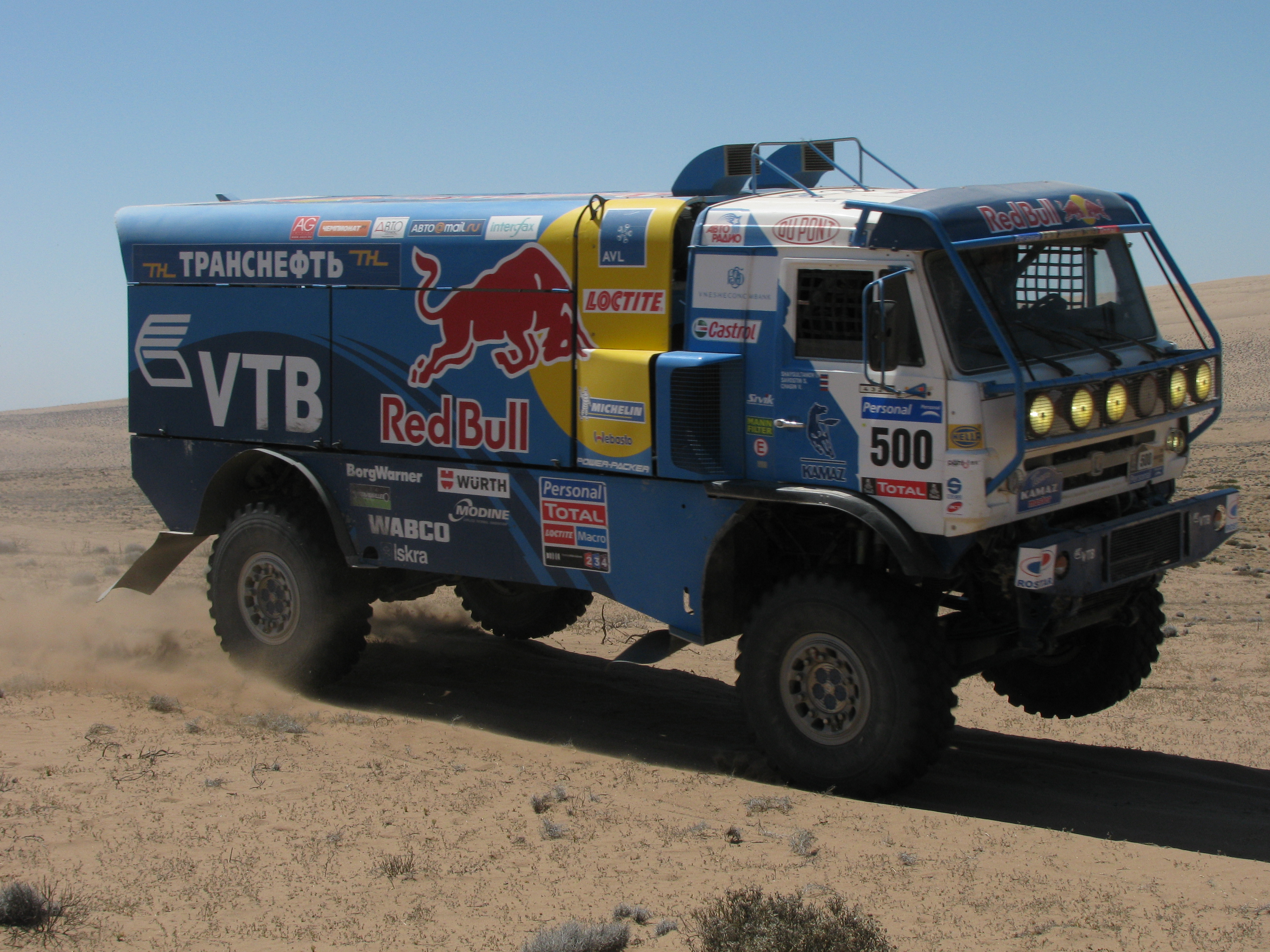
カミオンのカマズ・43269

1980年に創設された、車両総重量3,500 kg以上の車両（＝トラック）のための部門。グループT5と呼ばれる規定で、競技車両のT5.1、アシスタンス・トラックのT5.2の2つに分けられている。FIAグループIII「トラック」に属し、「クロスカントリートラック」と定義される。最大時速制限は140 km/h。
エンジンは最低200台以上が生産されたトラック用ディーゼルエンジンを搭載する（ガソリンエンジンは不可）。最大排気量は13.0 L。ホイールベース中心より後方にシリンダーブロックの背面があってはならず、従ってフロントミッドシップ化は可能でもリアミッドシップ化はできない。
最低重量は、排気量10.0 L以上の場合は8,760 kg、10.0 L未満の場合は6,760 kg。駆動方式は4×4もしくは6×6のみ。座席数は最大4。シャシフレームはワンオフのものが使用できるが、キャビンとエンジンボンネットは、もしくは最低200台が生産された道路運送用トラック（= 軍用ではないトラック。生産終了から15年以内）のものを用いなければならない。コックピット内からのタイヤ内圧調整システムや、オートマチックトランスミッション (AT) の採用が可能。
フロントの形状は世界各地で一般的なキャブオーバー型と、北米で主流のボンネット型の2種類がある。キャブオーバー型のほうが視界が広く砂丘でも下の方まで見通しやすい一方で、ボンネット型は乗組員の快適性が高く、またキャブオーバー型ではフロントに寄りがちな前後重量配分を50:50に近づけやすいというメリットもある。
6×6車両や初参加者はそれぞれ別に競技クラスが用意される。

### Moto/Bike

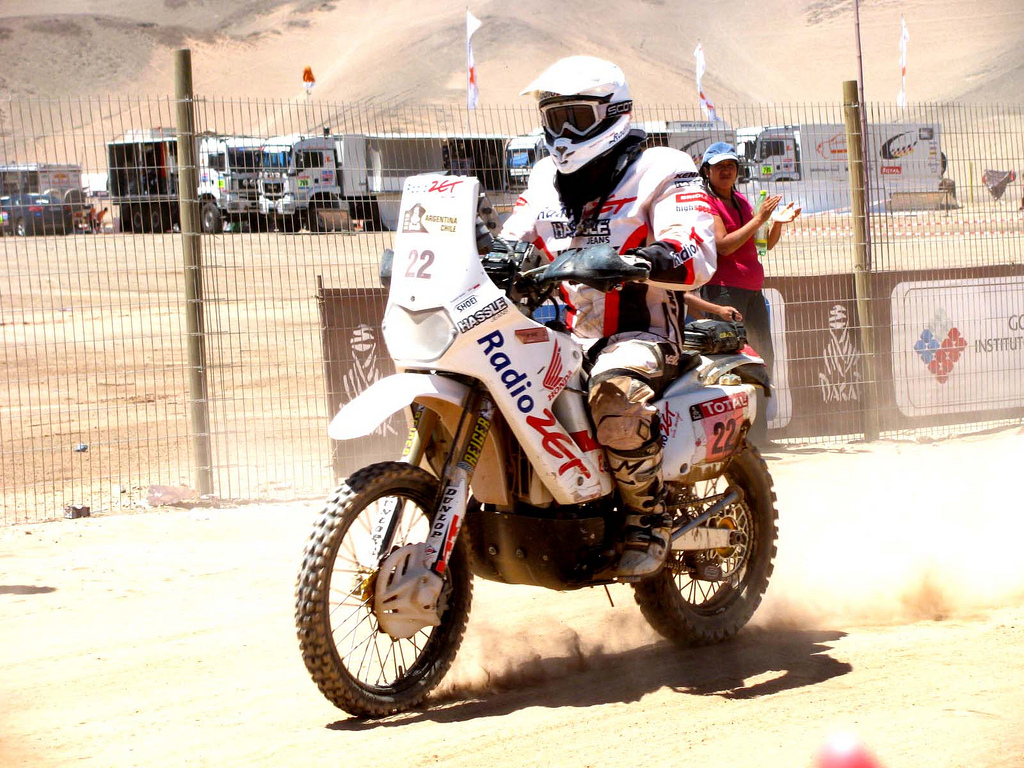
バイクのホンダ・CRF450 DKR X

自動二輪車両の部門。全車両最大排気量450cc、シリンダー数は単気筒のみに制限される。ライダースーツにはエアバッグの装着が義務付けられる。ライダーはグループ1（エリートクラス）とグループ2（ノンエリートクラス）に分かれ、総合トップ10フィニッシュまたはステージウィン経験者は黄色いゼッケンのエリートクラスに強制的にカテゴライズされる。
車両は以前はプロトタイプまたは大規模に改造された市販車を用いるクラス1（スーパープロダクション）と、小規模改造の市販車であるクラス2（マラソン）に分けられており、エリートクラスはクラス1車両のみが使用可能だった。2022年から世界ラリーレイド選手権発足に伴い、同選手権の規定であるRallyGPが導入され、旧クラス2はRally2へと改称されている。最大時速制限はRallyGP、Rally2共に160 km/h。2024年まではRallyGP車両を使用するノンエリートライダーが存在したため、プロダクションクラスはRally3を名乗っていたが、2025年からノンエリートライダーは一律プロダクションクラスとなったため、旧Rally2が廃止され旧Rally3がRally2へと繰り上がっている。
2023年から、その日の先頭スタート車両へのハンデを減らすため、各ウェイポイントで先着3名にタイムボーナスが採用されて「前を走る事によってルート選択難易度を上げる代わりにボーナスを狙う」という選択肢が生まれた。またステージ中のスマホや携帯電話の使用は禁止された。
この他女性ライダー、初参加者のための賞典も用意されている。

### Quad（廃止）

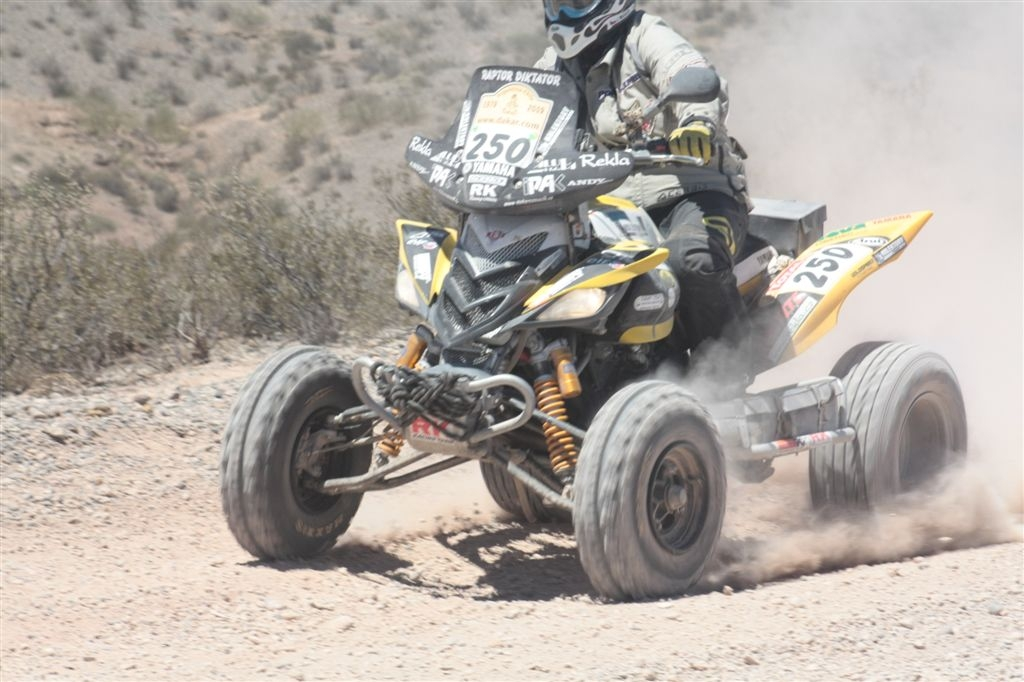
クアッドのヤマハ・ラプター700

2009年にMOTO/BIKE部門から独立した全地形対応車（四輪バイク、ATV）のための部門。FIMの二輪駆動のグループG、四輪駆動のグループHに分けられていた。最大時速制限は130 km/h。初参加者、女性にも賞典が用意された。
部門創設以来ヤマハ発動機が制覇を続けている。当初はホンダ、スズキ、ポラリス、Can-Amなど複数のメーカーが存在したが、リーマン・ショック以降各メーカーが成長するSSVなどにリソースを集中した結果、ヤマハ以外のメーカーがピュアスポーツATV市場から撤退したため、開催の大部分がヤマハ・ラプター700（二輪駆動）のワンメイクレース状態となっていた。参加者もサウジアラビア開催になってから著しく減少し、2024年大会を最後に廃止された。

### ORIGINAL by MOTUL
00年代から存在するクラス。2017年までの名称は「Malle Moto（マルモト）」で、現在も俗にそう呼ばれる。
バイク・クアッド部門のうちサポートスタッフを一切雇わず、運営からの一定のサポート以外は全て自分一人で行うアマチュア競技者のための賞典。エントリー台数は年によるが20〜30台程度に制限される。イベント中、エンジンオイルの解析サービスを行っているモチュールが協賛している。

### Dakar Classic
2021年に創設された部門で、2000年までにパリ-ダカールラリーに参戦した旧車の四輪〜八輪までの車両が対象。他部門とは違う専用のルートが設定される。FIAの認定した一定の安全装備とナビゲーションシステム以外は、旧車をそのまま用いることができる。個人参加者が大挙しており、近年軽量バギーと並んで注目度の高い部門である。最大速度は四輪は140 km/h、トラックは120 km/h。
勝敗は他の部門と異なり純粋な速さを競うのではなく、各ステージに設定された平均速度をどれだけ維持できるかで争う、いわゆるアベレージラリー方式（レギュラリティ・テスト、RTs）が採用される。平均速度はマシンの年式やスペックにあわせてH0〜H3の4種類が設定される。全日程を終えて、最もペナルティポイント数の少ないマシンが勝者となる。
年々ルールが追加されており、2022年には一部区間でルートとウェイポイントを時間内に通過する「ナビゲーション・テスト」、 (NTs) 2023年にはH2〜H3車両は必須、H0〜H1はオプションとして、一部区間で砂丘の攻略を審査対象とする「デューン・テスト」 (DTs) が導入された。どのテストが行われるかは、タイム・コントロールのスタート時に配布されるタイムカードに記載される。
また2023年に「オーセンティック・コドライバー・チャレンジ」（計測機器を一切用いず、ストップウォッチだけでペースを計算してナビゲーションを行う）、「アイコニック・クラシック・クラブ」（レプリカ禁止）など、任意のチャレンジも追加されており、参加者が楽しむための工夫が凝らされている。

### 過去の規定の変遷

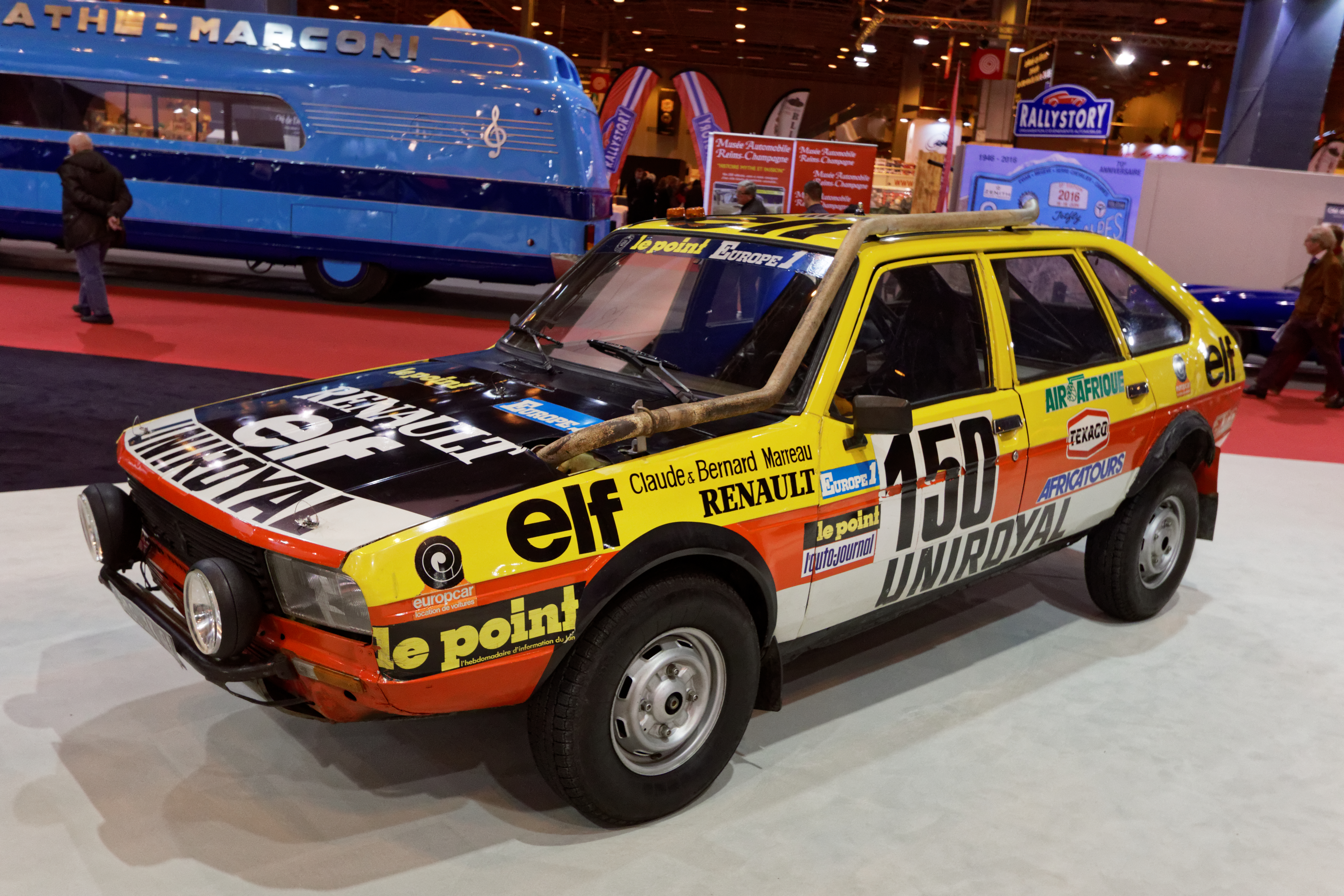
マロー兄弟のルノー・20。四輪駆動に改造されている。1982年にオフロードSUV勢を押しのけて総合優勝した。

開催初年度は部門分けがなく、総合順位に二輪も四輪もトラックも混ざり合っているような状態で、プロトタイプと市販車を分ける概念も最初のうちは無かった。2年目以降も二輪車・四輪車・トラックだけにカテゴリー分けされている程度で、ナンバープレートが取得可能な車両であればどのような車両であっても大抵の場合は参加することが可能であった。そのため参加車両には、街中を走るごく普通の市販車を改造したものもあり、たとえば二輪部門ではスーパーカブやベスパ、四輪部門ではFRのトヨタ・カリーナやカローラレビン、FFのシトロエン・CXも参加したことがある。逆に自動車メーカーのグループBを筆頭とする先鋭化したラリーカーや完全なプロトタイプカー、さらには軍用車両の流用などもあった。特にグループBの流入による高速化と安全の問題は大きな議論を呼び、1989年以降FIAの下に、安全に配慮した規則が統一されるようになった。
マシンの主要部品（エンジン、フレーム類など）の修復を認めない「マラソン」クラスが1980年代から存在し、四輪では2000年代初頭まで、二輪では2020年ごろまで開催されていた。

#### 二輪

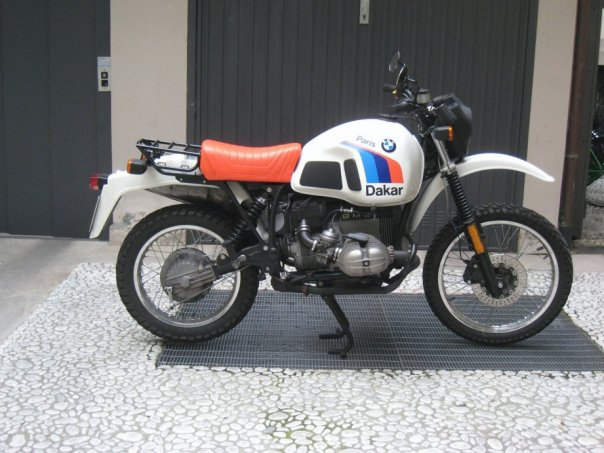
1980年代を席巻し、二輪高速化の引き金を引いたBMW・R80G/Sはアドベンチャーバイクの祖とされる

二輪は1994年に高速化を抑制するためプロトタイプが禁止され、最低15台を市販している車両のみとされた。これは2000年代までには最低200台生産のバイクの改造に変更された。
かつては排気量や気筒数によってクラスが分けられており、排気量が1リッターに近いビッグバイクも多数投入された。しかし高速化に伴う危険性も取り沙汰されるようになり、2004年ファラオ・ラリーで3度の二輪王者リシャール・サンクが事故死した数ヶ月後のダカール2005年大会では、2気筒エンジンの排気量は450ccに制限された。それでもこのイベントで2度の二輪王者ファブリツィオ・メオーニとその僚友ホセ・マヌエル・ペレスも立て続けに事故死したため、2006年に最大時速は150 km/hに制限された。2010年以降では単気筒も450 ccまでとなった。その後2気筒も採用可能だったが、2020年には単気筒のみが指定されるようになった。
従来はあくまで市販車をベースとした改造車であったが、2022年のRallyGP発足後はワンオフのプロトタイプボディも可能となっている。
バイクは00年代初頭までにはプロダクションのグループ1、スーパープロダクションのグループ2、サイドカーやATV（三輪・四輪バイク）など特殊な形状の車両のグループ3にわけられた。グループ3は「エクスペリメンタル（試験車）」クラスも設けられた。2005年には「グループG1〜G3」と名称が変わり、南米移転の2009年にATVは部門として独立した。

#### トラック

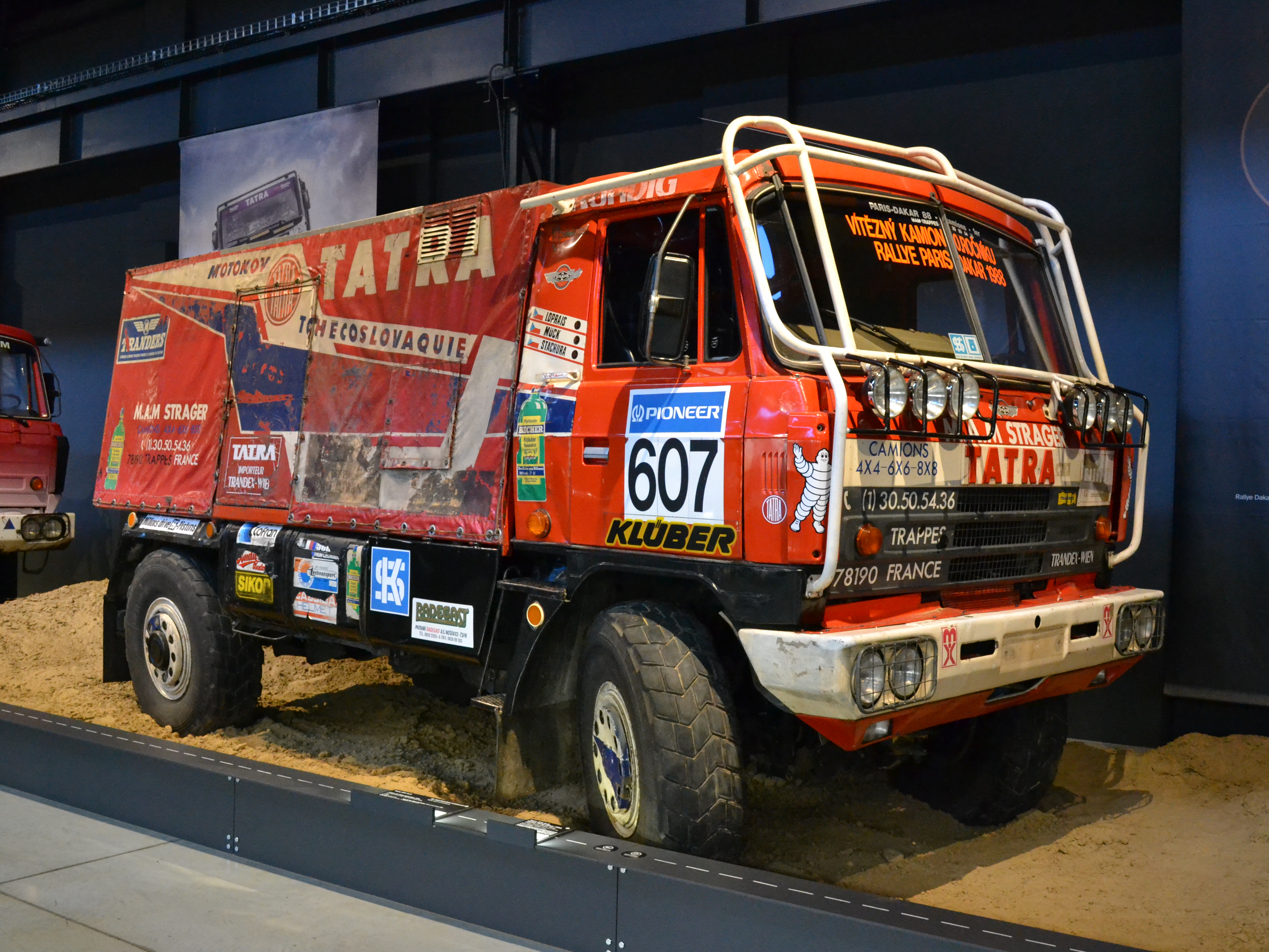
1988年部門優勝のタトラ・815。空冷V型8気筒を搭載。

トラック部門はもともとはサポート用車両から派生したもので、1998年まで総合順位は公式には四輪と一緒になっており、ステージ勝利も公式には計測されていなかった。
1988年にツインエンジンで知られるDAF・ターボツインが高速巡航中に起こした死亡事故により、1989年は競技部門としては一年停止、1990年からは改造車が禁止され、公認を受けた市販車無改造のみとなった。ただし最低生産台数15台という緩い条件であったため、改造車の禁止後もミッドシップレイアウトのトラックが幅を利かせていた。その後市販トラックには程遠いという理由から将来的にミッドシップ車両を排除するため、2000年にフロントエンジン車両とでクラスが分けられた。2003年以降は明確にミッドシップが禁止されてフロントエンジンに統一されている。2009年に市販車パーツを流用することを条件にプロトタイプが再び解禁されている。
1996年からトラックは排気量10 L未満と10 L以上でクラスが分けられるようになった。ただし2003年〜2004年、および2022年以降は排気量によるクラス分けは廃止されている。また部門全体の最大排気量は2012年に16 L、2019年に13 Lまでに規制されている。
1998年にアシスタンス用トラック規定のグループT5が新設された。2021年からSSVがグループT4の名称を譲り受けたため、クロスカントリートラックは競技用もグループT5を名乗るようになった。

#### 四輪

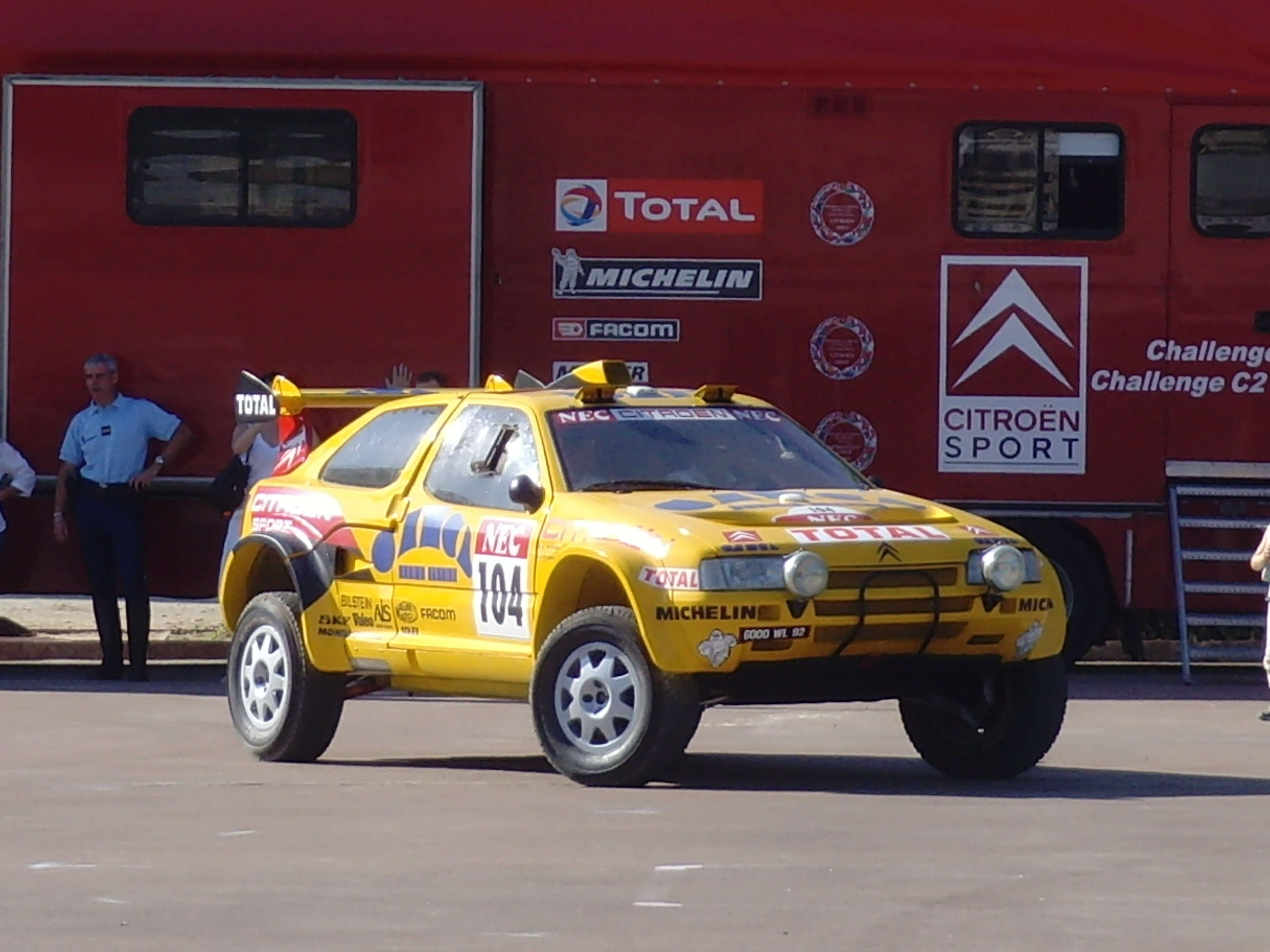
1991年総合優勝のシトロエン・ZX RR。グループBのプジョー・205 T16を先祖とする。97年の規則改訂により撤退。

ダカール・ラリーが誕生する前から北米のデザートレースではフォルクスワーゲン・ビートルやポルシェ・911のRRレイアウトを流用してバギーカーを製造するのが大人気だったが、ダカールではそうした車両は少なく、市販車の形をしたプロトタイプや、市販のセダンやSUVを改造したマシンが多い傾向にあった。
四輪のFIAによるグループT規定は1989年から導入された。2003年まではグループT1が市販車無改造（プロダクション）、グループT2が市販車改造、グループT3がプロトタイプという区分けであった。1997年以降四輪部門は高速化に歯止めをかける名目で、メーカー系のワークスチームはT3で参戦することを禁じられ、同時にグループT1〜T3までの過給器付きガソリンエンジンも禁止（ディーゼルターボは可）となった。本来は1998年施行であったが、主催者がFIA規定を先取りして1年早く禁止した。これによりガソリンNAエンジンの市販改造車のほか、ディーゼルターボエンジンを採用するチームが多く登場した。なお三菱は1999年から、メーカー直系ではなく販社系チームからの参戦ということでプロトタイプでの参戦を認められており、規則は半ば形骸化していた。

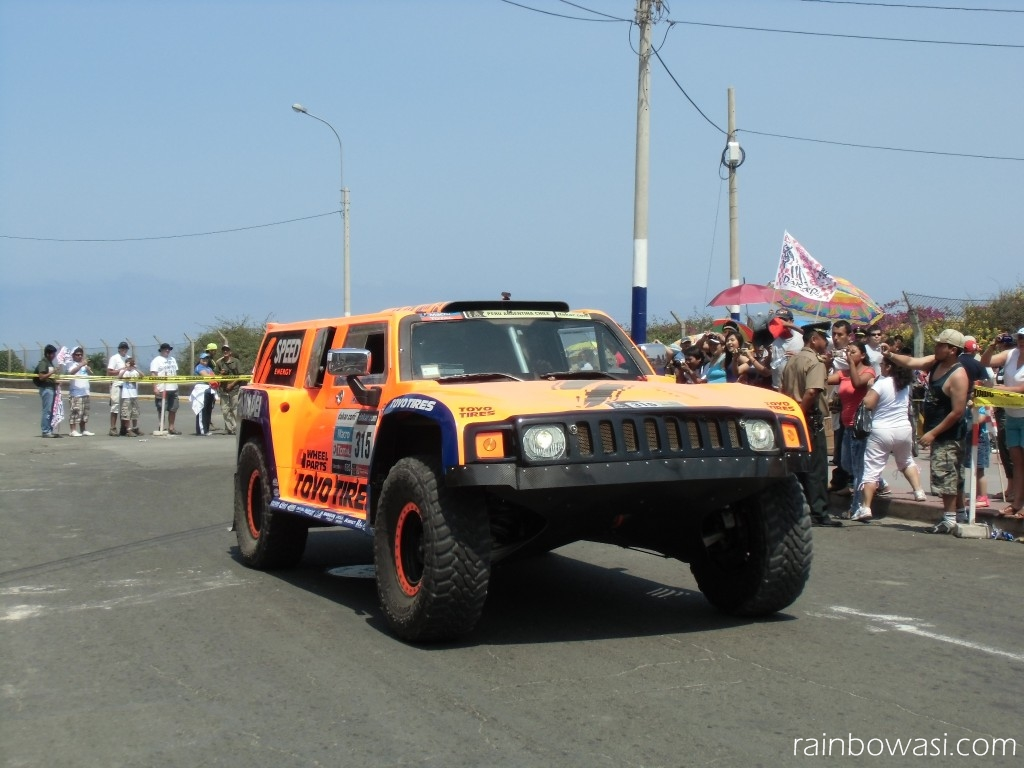
SCORE枠で参戦したロビー・ゴードンのハマー・H3。ミッドシップエンジンの二輪駆動車で、2009年に総合3位を獲得

2000年から現在まで、北米のエントラントを招致する目的で、バハ1000に代表されるSCOREインターナショナルのデザートレースの車両も参戦できるようになっている。これにより北米で結果を残していたコンストラクターが、既存のシャシーをFIA規定に合わせて改造して持ち込むことが増えた。ただし1000馬力前後のFRレイアウトでフラットダートを超高速で突っ走り続けるバハ1000と、400馬力程度に規制され、リエゾンとビバークも存在し、部品交換を前提に長期間戦うダカールではマシンの設計思想が異なる部分もあり、近年トップクラスでの目立った参戦例は少ない。
2002年から、これまたFIA規定を先取りする形でT2とT3は合体してT2（スーパープロダクション）となり、メーカーによるプロトタイプマシンが解禁となった。これにより当時三菱のみだったワークス勢にBMW、日産、フォルクスワーゲンが加わることになった。2006年にT1がスーパープロダクション、T2がプロダクションと現在の形に改められた。

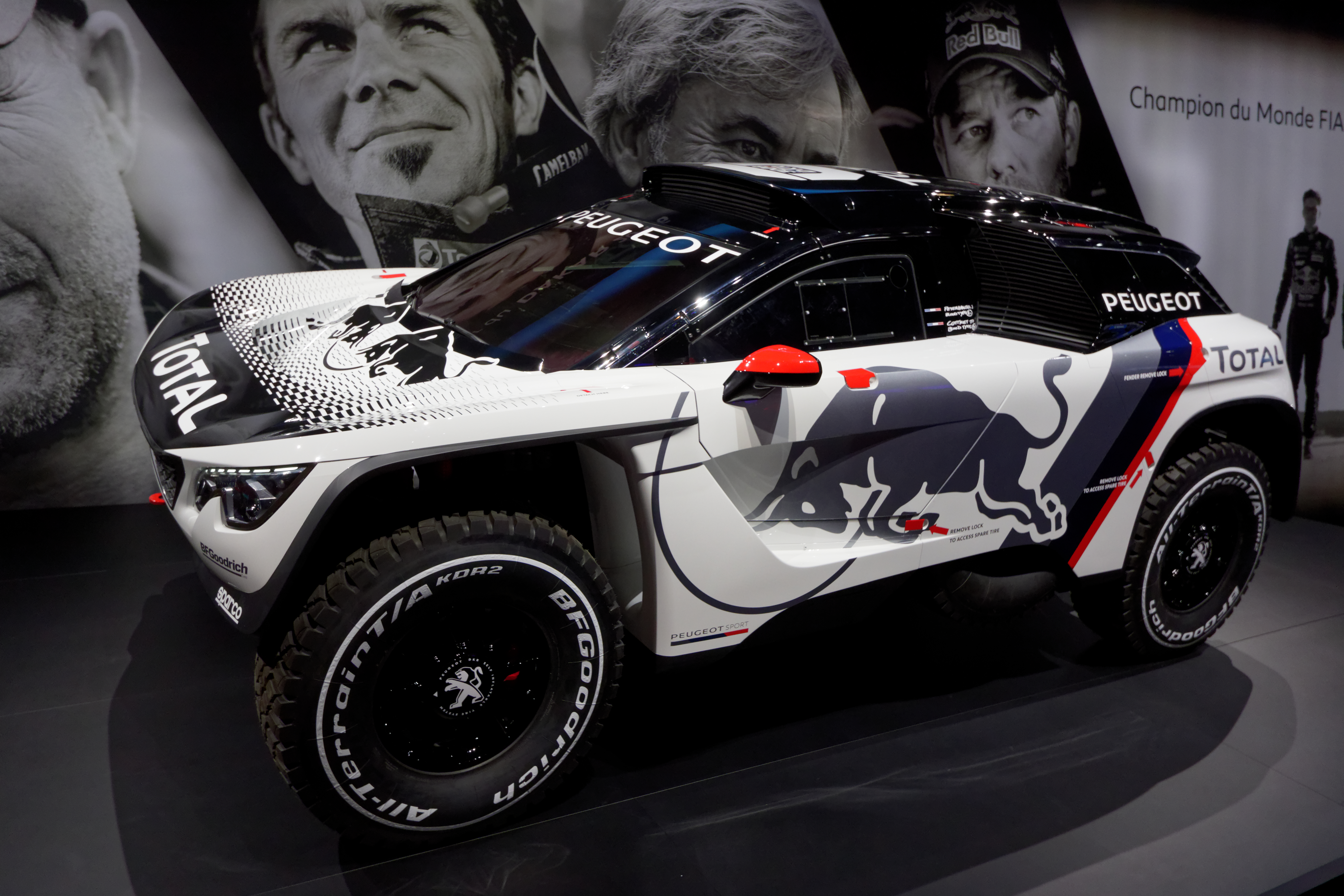
プジョーはディーゼルターボ+二輪駆動という当時の最強パッケージを駆使し、三連覇した

00年代はディーゼルターボが優遇され、2009年にフォルクスワーゲンは、ディーゼルエンジン車として初の四輪部門総合優勝を達成した。2009年までにはT1は過給器付きガソリンエンジンが、吸気リストリクター径を自然吸気より1 mm絞った上で解禁されていたが、2013年以降は再び禁止されている。2020年ごろまでのT1とT2は、駆動形式に加えてガソリンとディーゼルでもクラスが分けられていた。
2013年からしばらく、「エリート」（ASOが定義するトップドライバーたち）のマシンのエンジンは、市販車のエンジンをベースとするもののみに限定されていた。その後プロトタイプエンジンも解禁されたが、吸気リストリクター径の絞りがきついのは禁止と解禁の前後で変わっておらず、トップチームのプロトタイプエンジン採用はほぼ見られない。また2013年は二輪駆動バギーカーのエンジン・タイヤに関する規則が緩和された年でもあり、プライベーターが低コストに製造したバギーたちがメーカー系チームを脅かした。これに対抗してメーカー系チームも二輪駆動バギーを製造するようになった。
2017年頃から強すぎる二輪駆動規定の是非とともに、過給器付きガソリンエンジンの再解禁が前向きに検討されるようになり、2021年から排気量3.5リッターを上限に解禁された。また2018年に四輪駆動車の最低重量は1,850 kgと従来より70 kg軽くなり、サスペンションストローク量も280 mmと30 mm拡大されたが、それでも両者の差は埋まらなかった。さらに2021年から、2006年には二輪やトラックに先行導入されていた最高速度制限が四輪車両にも課されるようになった。これで最高速度の速さが強みであった二輪駆動勢に制限がかかると思われたが、それでもこの年二輪駆動が制覇している。最終的には四輪駆動が優位となるように規制緩和した、グループT1+が2022年から導入されることで決着した。

#### 軽量バギー（LWP/SSV）

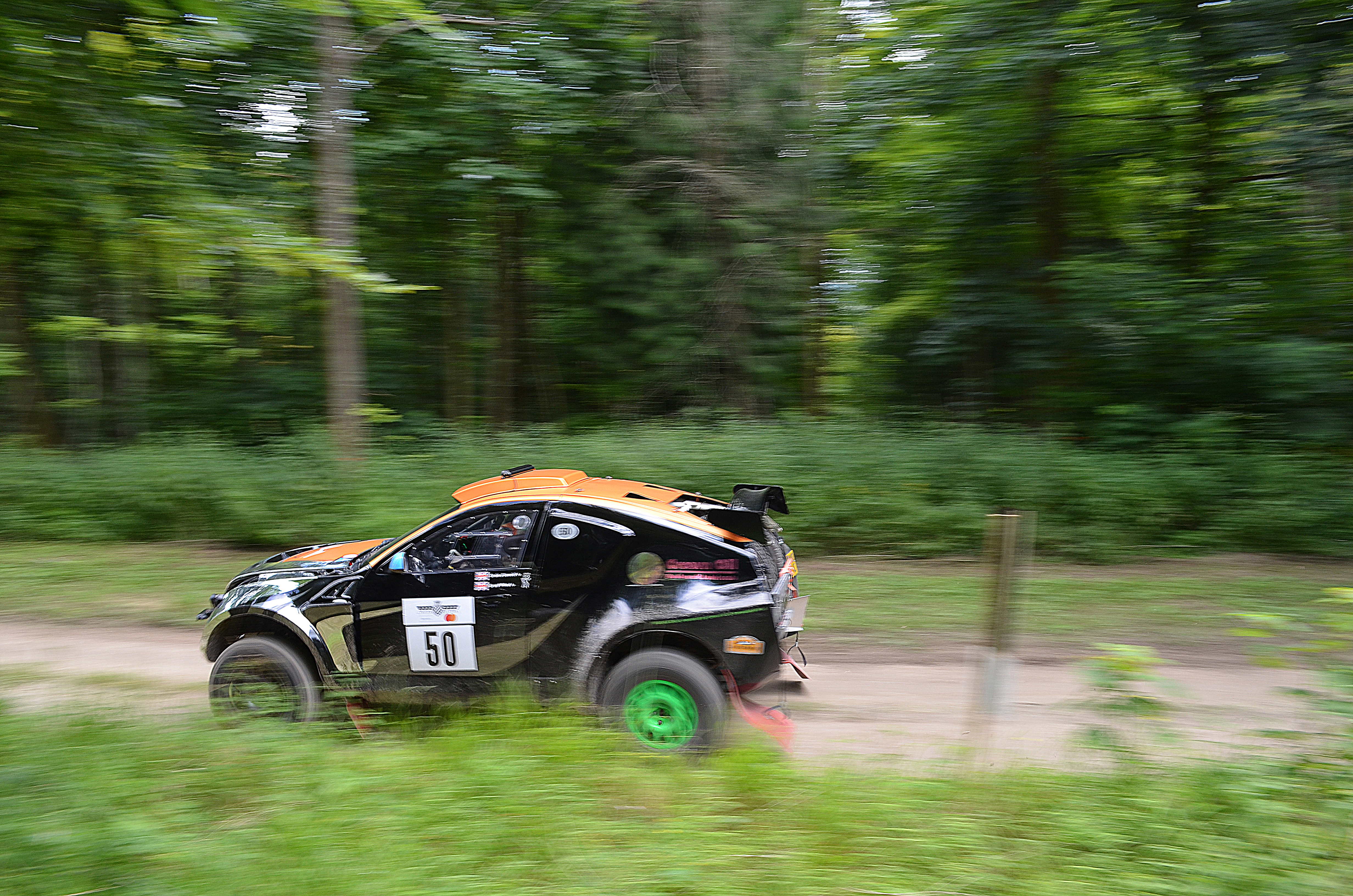
マクレー・エンデューロは、プライベーター向け低コストバギーを模索する中で誕生し、2009年に4台中3台が完走を果たした。

時を遡って2000年代半ばにT1（プロトタイプ）のコスト高騰と、T2（市販車）との速度格差が取り沙汰されるようになった。FIAはプライベーター向けに2.0Lのディーゼルターボエンジンを用いたワンメイク供給のバギーの入札を行い、ローラ・カーズが実現可能性を調査したものの、大トルクに耐えられるトランスミッションを製造する上でのコストが厳しく挫折した。
その後T1シャシーにT2のエンジンと駆動系を組み込む案が浮上。これを元にコリン・マクレー率いるプロジェクトは「マクレー・エンデューロ」を製作し、2007年に英国オートカーショーのアイディア・オブ・ザ・イヤーを受賞している。これはコストの問題をクリアできたものの、マクレーの急逝によるスポンサー撤退やエンジン供給を巡る紛糾によりにより短命に終わってしまった。
2010年にFIAは新規則「T1ライトウェイト」を施行し、これにマクレーのプロジェクトを継ぐ者たちが700 kgの軽量な車体にベルト式CVTとスノーモービルのエンジンを搭載するという、SSVのような構成を取った「マクレー 4x2（マクレー・バギー）」を投入した。そしてこの規則がベースとなり、2011年に市販四輪車やバイクのパワートレインを流用した、軽車両向けの新生グループT3が発足した。
2012年、当時消費者市場で注目を集め始めていた市販スポーツSSV（ポラリス・RZR900）を、ポラリスが支援するフランスのエクストリームプラスが運用し、初めて完走を果たした。SSVは当初「ゴルフカート」「芝刈り機」などと揶揄されて軽視されていたが後に人気を集めるようになり、T3自体も最初は市販乗用車や密閉型のバギーでT1と遜色ない外観が多かったが、徐々にSSVに近い外観で窓のない軽量バギーがメインとなっていき、最終的にはSSVのみで部門が成立するほどになった。

## 参加国・参加者

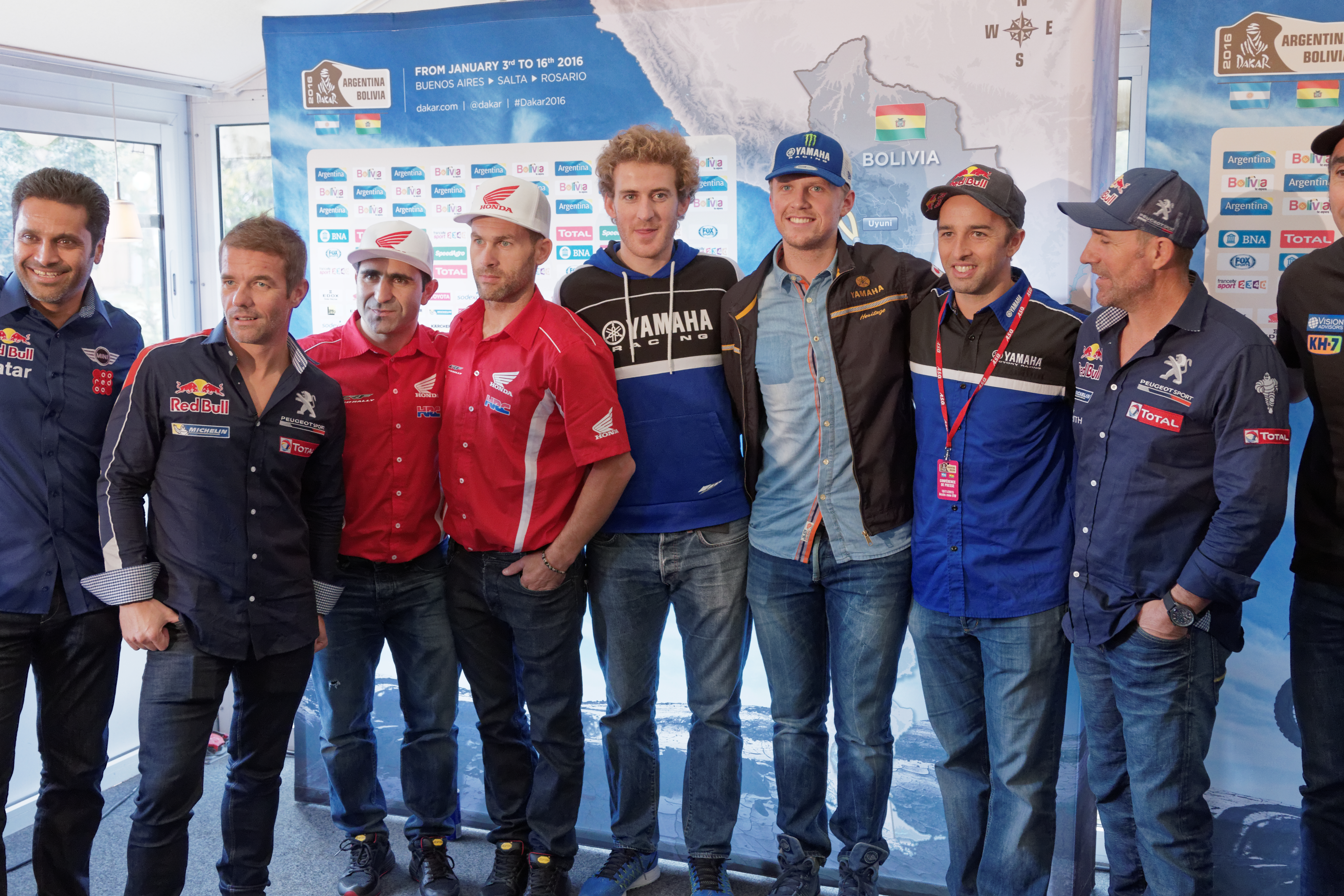
2016年大会のプレスカンファレンスに集結した二輪・四輪のヒーローたち

参加者の国籍は、創設者の母国でありかつてのスタート地点だったフランスが圧倒的に多い。1979年の第一回大会では完走者74人中70人（94.5%）がフランス人だった。南米開催時の2014年も、参加者に占める割合で最も多かったのがフランス（18%）で、2位オランダ（14.8%）、3位アルゼンチン（12.2%）、4位スペイン（6.2%）、5位チリ（4.9%）だった。またサウジアラビア開催の2022年は63ヶ国から参加したが、参加者数1位はやはりフランス（18.4%）で、2位スペイン（7.6%）、3位オランダ（6.2%）であった。
参加者の国籍は部門によって異なった傾向が見られ、例えばトラック部門参加者の国籍はオランダ、東欧（ロシア、チェコ、ポーランド）など、乗用車以上にトラックメーカーが有名な地域に大きく偏っている。またクアッドは他の部門に比べると南米人の比率が高い。

### フランス

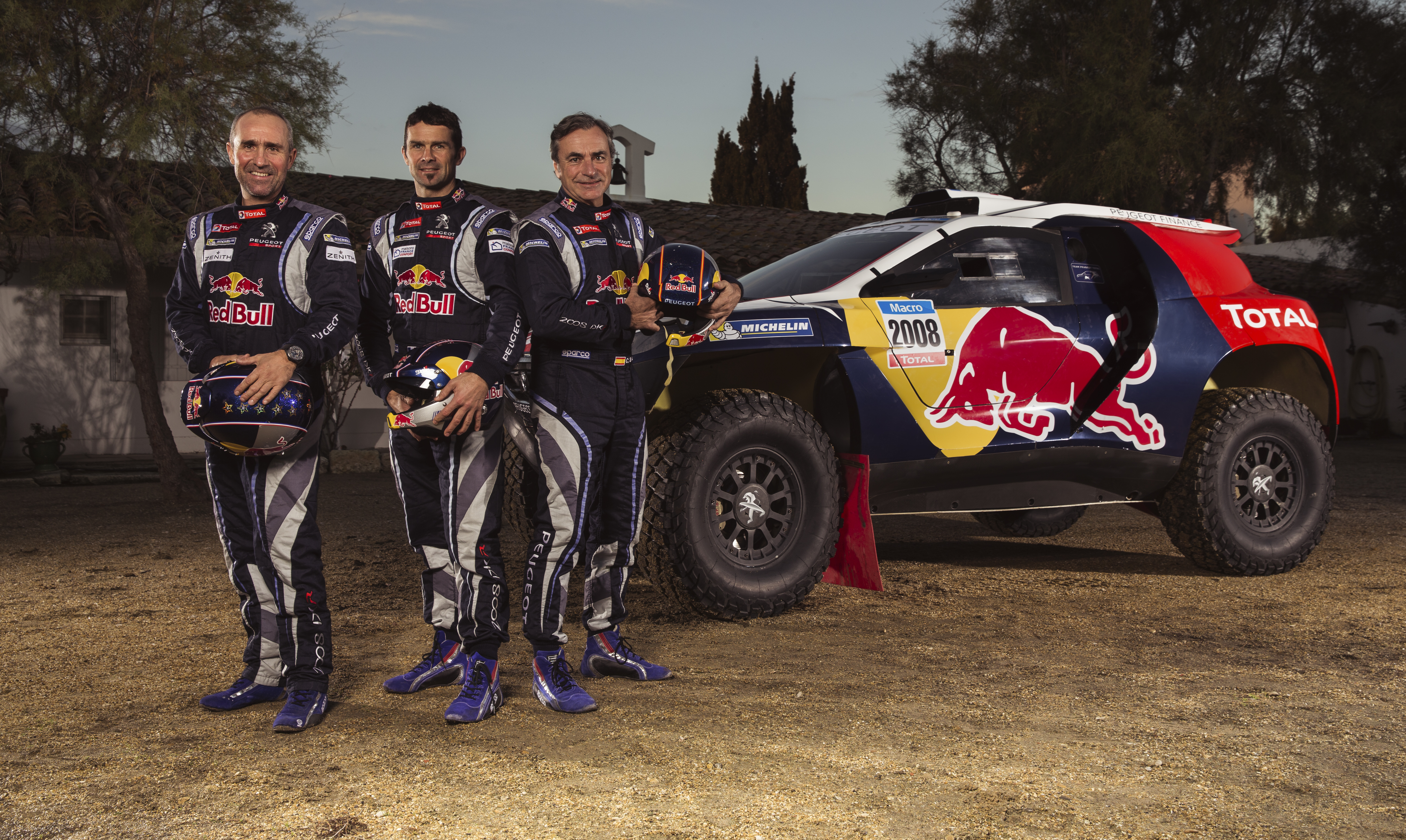
2015年のプジョー・スポールは、三人合わせて17勝（当時）という圧巻の布陣であった。

圧倒的な参加者数を誇るフランスは、2023年時点で二輪・四輪で合計14度もの制覇を果たした、レジェンドのステファン・ペテランセルを筆頭に、ユベール・オリオール、シリル・デプレ、シリル・ヌヴー、ルネ・メッジ、ジャン＝ルイ・シュレッサー、ジョルジュ・グロワン、アレクサンドロ・ジルー、ピエール・ラルティーグ、リシャール・サンク、ミシェル・ペラン、ジャン＝ポール・コトレ、マシュー・ボウメルといった複数回制覇した選手を多数輩出している。
メーカーとしてはプジョー、シトロエン、ルノー（四輪）のマシンがそれぞれ総合優勝を果たしている。独立系コンストラクターもシュレッサー・アバンチュール、チーム・ドスード、SMG、MDラリースポーツ、PHスポール、ソディカーズ・レーシングなど名門が揃う。
外国のチームもフランスのプライベーターや代理店との協力体制で参戦したり、フランスを拠点に置く例が古今東西見られ、日系チームではヤマハ（二輪）、ホンダ、三菱、日産、日野自動車、トヨタ車体といった日本の有力なメーカー系チームは軒並みフランスと関わりを持っている。
運営のトップも基本的にはフランス人が担う。フランスがルートから外れて以降も、ダカールの歴史はフランス抜きには語れない。

### 西欧/南欧

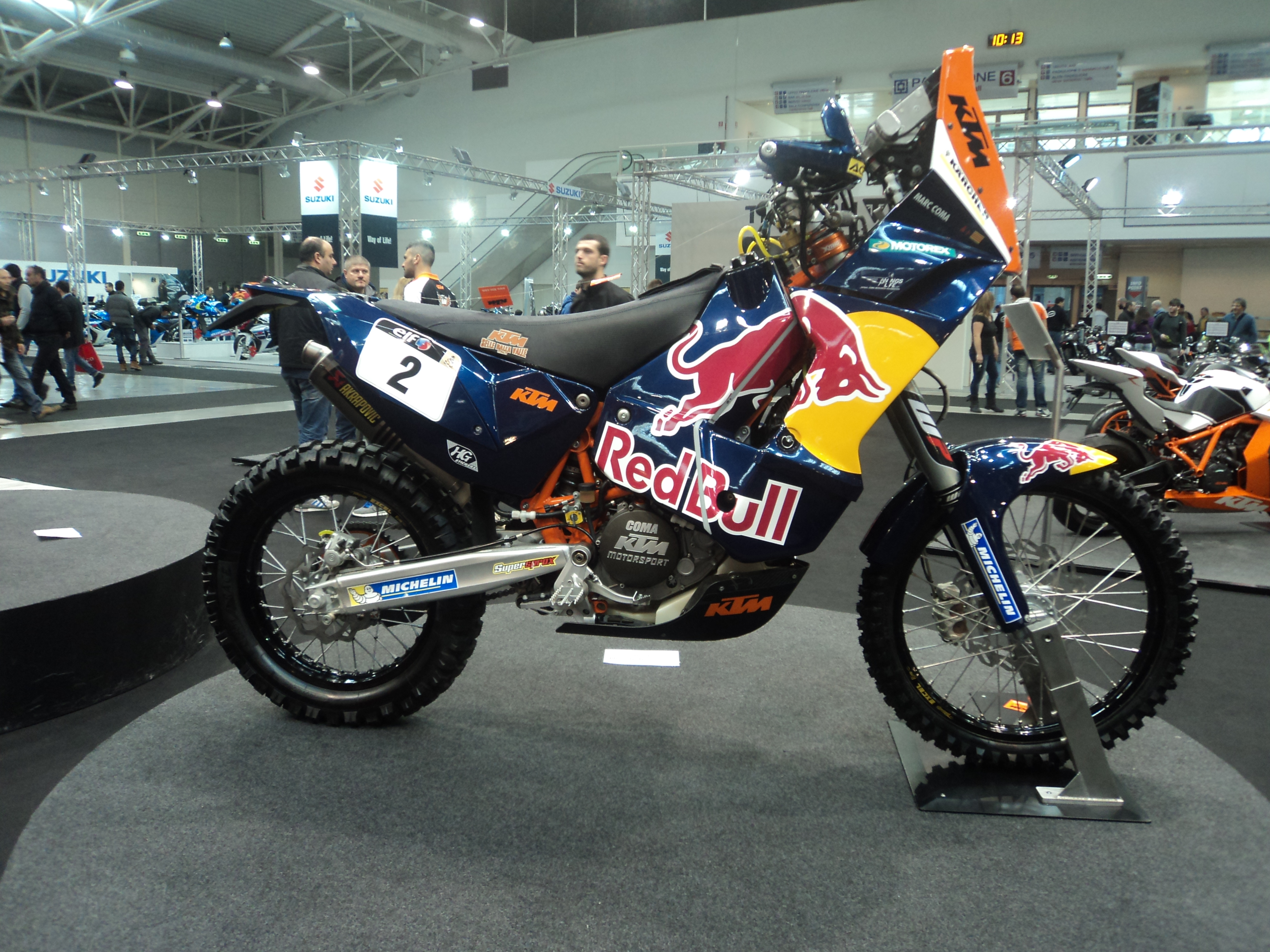
スペイン人マルク・コマのKTM・450ラリー（2014年優勝）

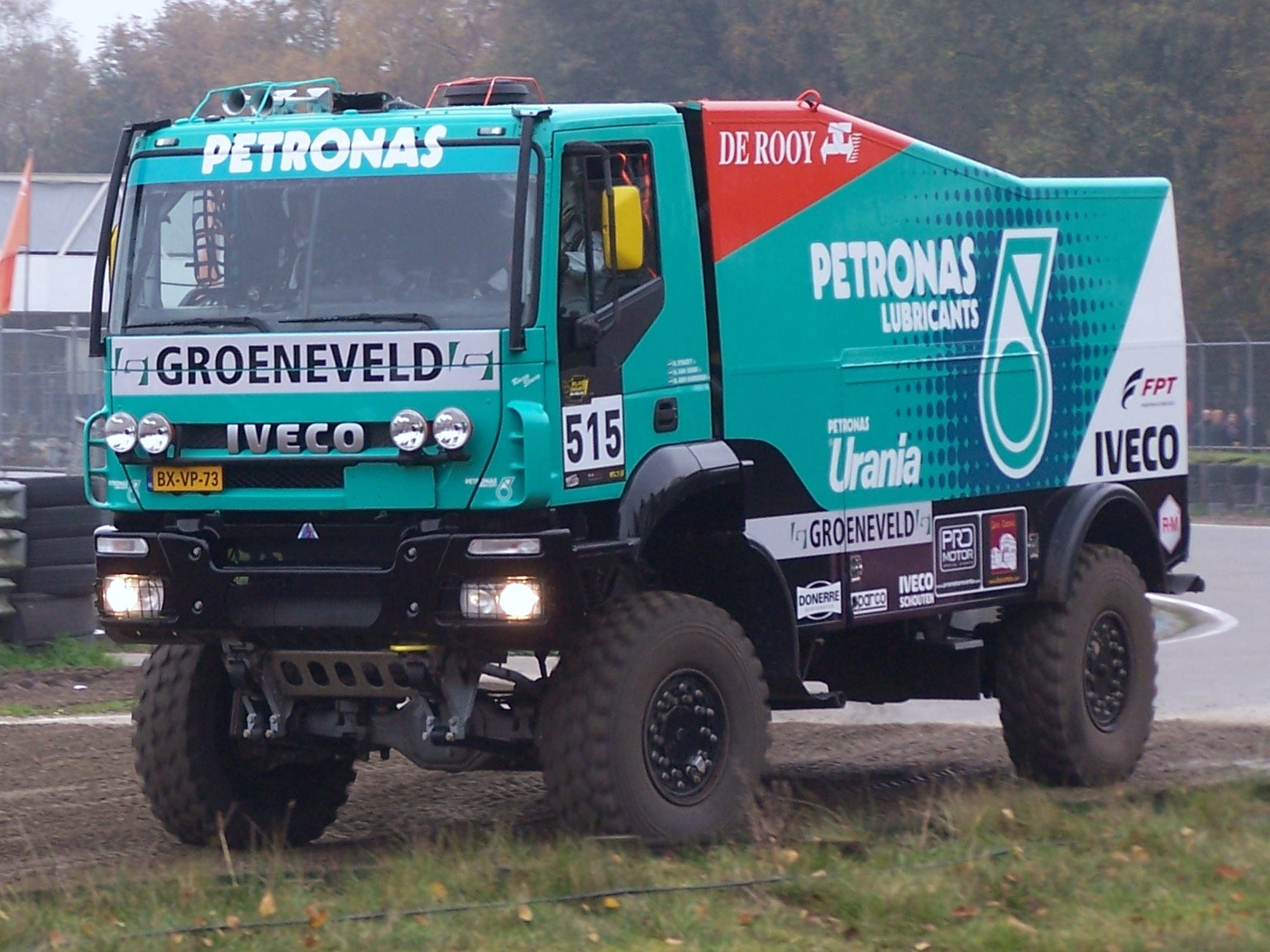
オランダ人ハンス・ステイシーのイヴェコ・パワースター（2012年総合2位）

オフロード系競技の盛んなスペインは21世紀に入ってからの活躍がめざましく、参戦者も多い。カルロス・サインツ、マルク・コマ、ナニ・ロマ、ルーカス・クルスが複数回制覇している。メーカーとしては規模や参戦例は小規模だが、ペガソのトラックやセアトのワークスマシンがエントリーした。近年は二輪のガスガスがファクトリー体制で参戦している。
逆にドイツは参加者数は比率としては多くはないが、フォルクスワーゲン/アウディ/ポルシェ、メルセデス（四輪・トラック）、BMW（二輪・四輪）/MINI、MANのような優れたメーカーが多数あり、競技者も併せて好成績を残している。特に1983年・1984年は3部門全てでドイツ車が優勝するほど存在感を示していた。現在はX-raidが四輪とLWPで、サウス・レーシングがLWP/SSV部門で活躍し、一時代を築いている。
イタリアは第一回大会で4人の完走者を輩出するなど、古くからダカールとの関わりが深い国であった。二輪はカジバ（ドゥカティ傘下）、トラックはペルリーニ、イヴェコが複数回優勝経験があり、ライダーとしては4度優勝のエディ・オリオリが最も知られる。2010年から短期間だけアプリリアもワークス体制で参戦した。ただし四輪はメーカー・ドライバーともに部門優勝は無く、ワークス参戦もフィアットやランボルギーニが小規模もしくは計画未遂で終わっている。現在二輪はファンティック、トラックはイヴェゴがワークス参戦している。
レッドブルの母国であるオーストリアはKTMが二輪で18連覇の金字塔を打ち立て、マティアス・ウォークナーが優勝している。日野を優勝に導いたJ-P・ライフとそのコドライバーたちもオーストリア人である。
他のカテゴリとは異なりイギリスは存在感は薄く、競技者としてはナビ・メカニックまで含めても、二輪のサム・サンダーランドが2017年にようやく初めて達成した程度には少ない。製造者としては1979年四輪1位・1981年部門優勝のランドローバーや、ランドローバーをベースとしたボウラー・オフロード社のデザート・ウォリアー、コリン・マクレーと彼のプロジェクトであるマクレー・エンデューロ、プロドライブ・ハンターなど、印象的なチームの参戦があった。
スペインに並んでエントリーの多いオランダはDAFやGINAFのような有力トラックメーカーを有しており、トラック部門でデ・ルーイの一族をはじめ、多くの優勝者を輩出している。二輪でKTMの別働隊として活躍するバズ・ワールド（本業は中古建機売買）もオランダのチームである。
ベルギーは参加者数こそ少ないが、ジャッキー・イクスとガストン・ライエを輩出した。現在トヨタのワークス運営に深く関わるオーバードライブ・レーシングもベルギーのチームで、LWP部門でも独自のバギーで優勝争いを展開して存在感を示している。

### 東欧/北欧

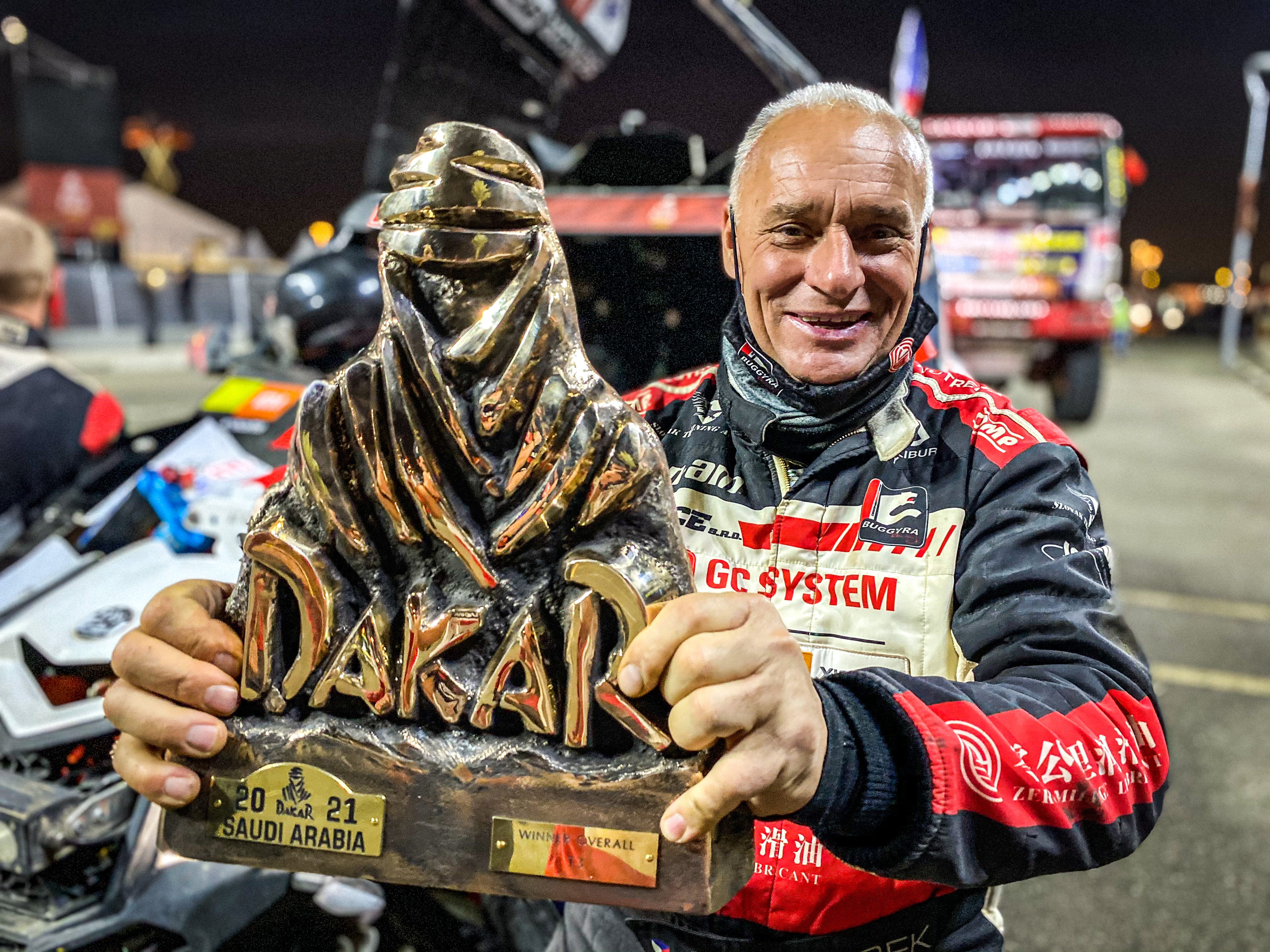
2021年に史上最年長の63歳で部門優勝を果たしたチェコ人ヨセフ・マハチェック。

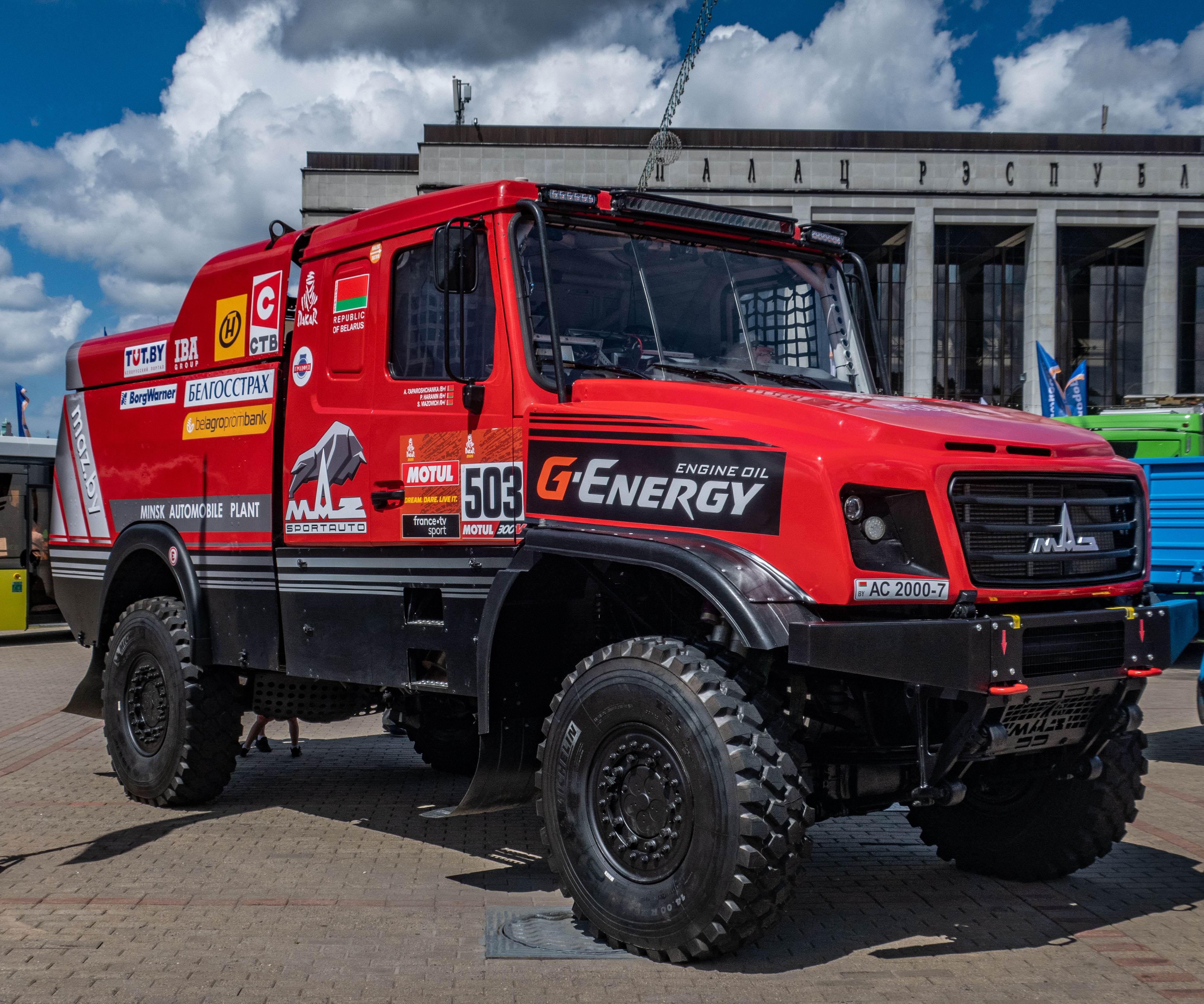
シアルヘイ・ヴァイアゾヴィッチのMAZ・スポルタフト（2020年部門総合3位）

ロシアはメーカー・競技者ともに四輪とトラック部門を中心に活躍した。四輪部門では市販車・プロトタイプ問わずラーダが1980年代〜1990年代にフランス人を中心に好んで用いられ、通算18回のステージ勝利を記録している。またトラックはカマズ、スカニアがあり、近年はカマズのワークスチームである「カマズ・マスター」が史上初の同一メーカーによるトラック部門6連覇（その殆どが1-2もしくは1-2-3独占）という圧巻の強さを見せていた。またクアッド部門でも2017年にセルゲイ・カリヤキンが優勝を果たしている。
しかしウクライナ侵攻以降、ロシアの競技参加者に、参加規範の同意書（国を代表しない「中立的立場」としての参加が含まれる）の提出を求めるFIAの方針に反発し、参加者がいなくなっている。ロシアの政治的友好国で、トラックメーカーのMAZを擁するベラルーシも同様に参加が途絶えている。
タトラやLIAZ、プラガの母国であるチェコもトラック部門を中心に参加者が多く、特にタトラで6度王者のカレル・ロプライスがレジェンドとして知られる。2023年大会はロシア勢の撤退もあって、トップ10のうち9台をオランダ人とチェコ人のドライバーだけで占めた。また1969年から存在する老舗プライベーターで、タトラのワークス格でもあるバギーラ・レーシングはT3のCan-Amを開発し、2021年のLWV部門創設初年度に、同国のヨセフ・マハチェクを擁して優勝を果たしている。
ポーランドも同様にトラックでの参戦が多く、ダレック・ロドワルドがナビとして3度優勝している。また新興部門のクアッドとSSVでも優勝者を輩出しており、特にSSV部門で目覚ましい活躍を見せるゴツァル一族が有望株として注目される。
バルト三国の中ではリトアニアが突出して参加者が多く、ヴァイドタス・ザラやロカス・バチュスカのような部門優勝を争えるドライバーが四輪系の部門を中心に台頭してきている。
北欧系ではグループB時代に四輪部門で勝利したアリ・バタネンとユハ・カンクネン及びそのナビたちが一時代を築き、以降もWRCやWorld RXの有力ドライバーが転向する例がよく見られるが、参加者の絶対数としては多くはない。二輪ではスウェーデンのハスクバーナがファクトリー参戦している。

### 北米/南米/オセアニア

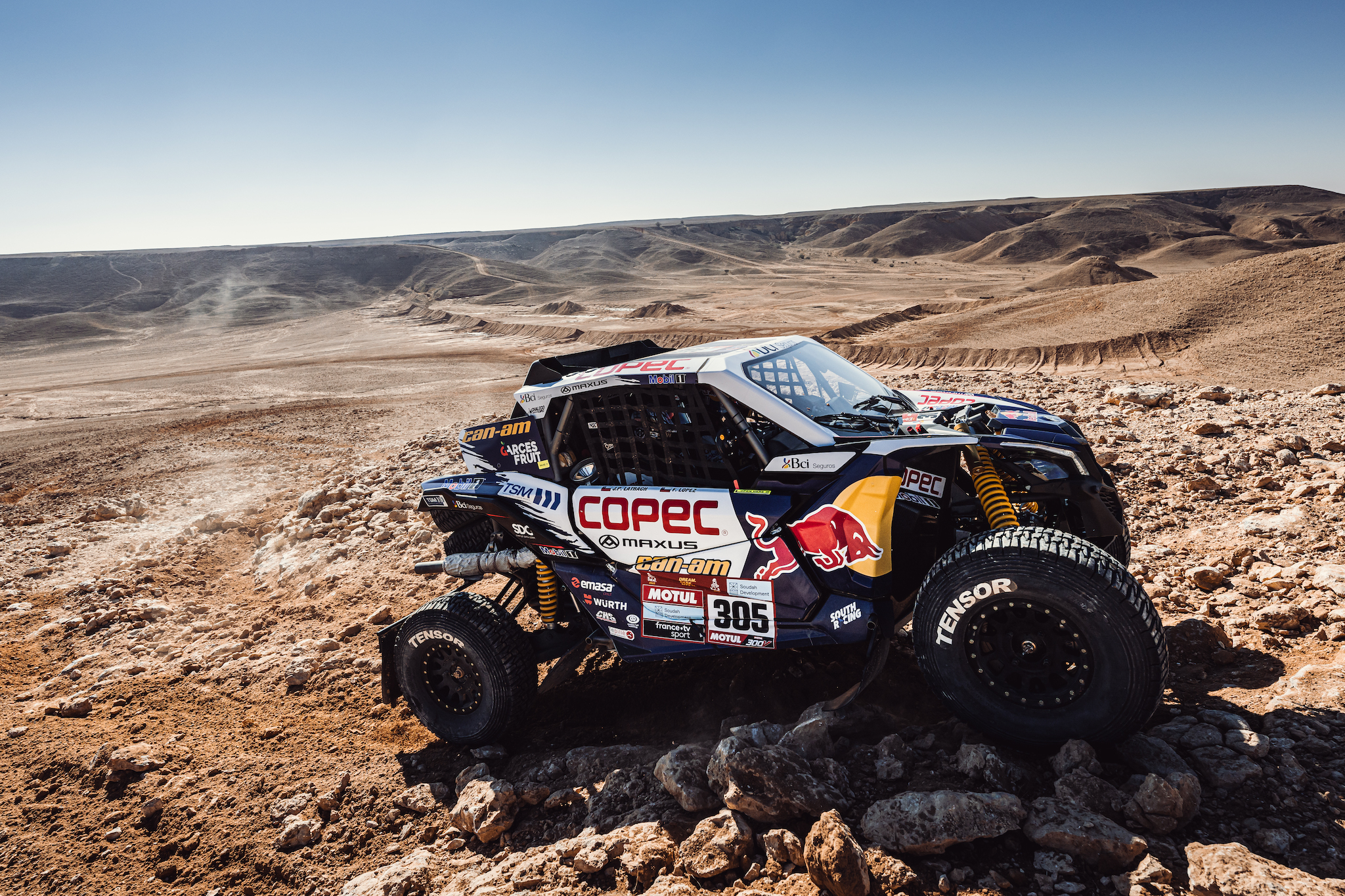
LWV部門のCan-Am・XRS。独サウス・レーシングがファクトリーチームを運用（2022年）

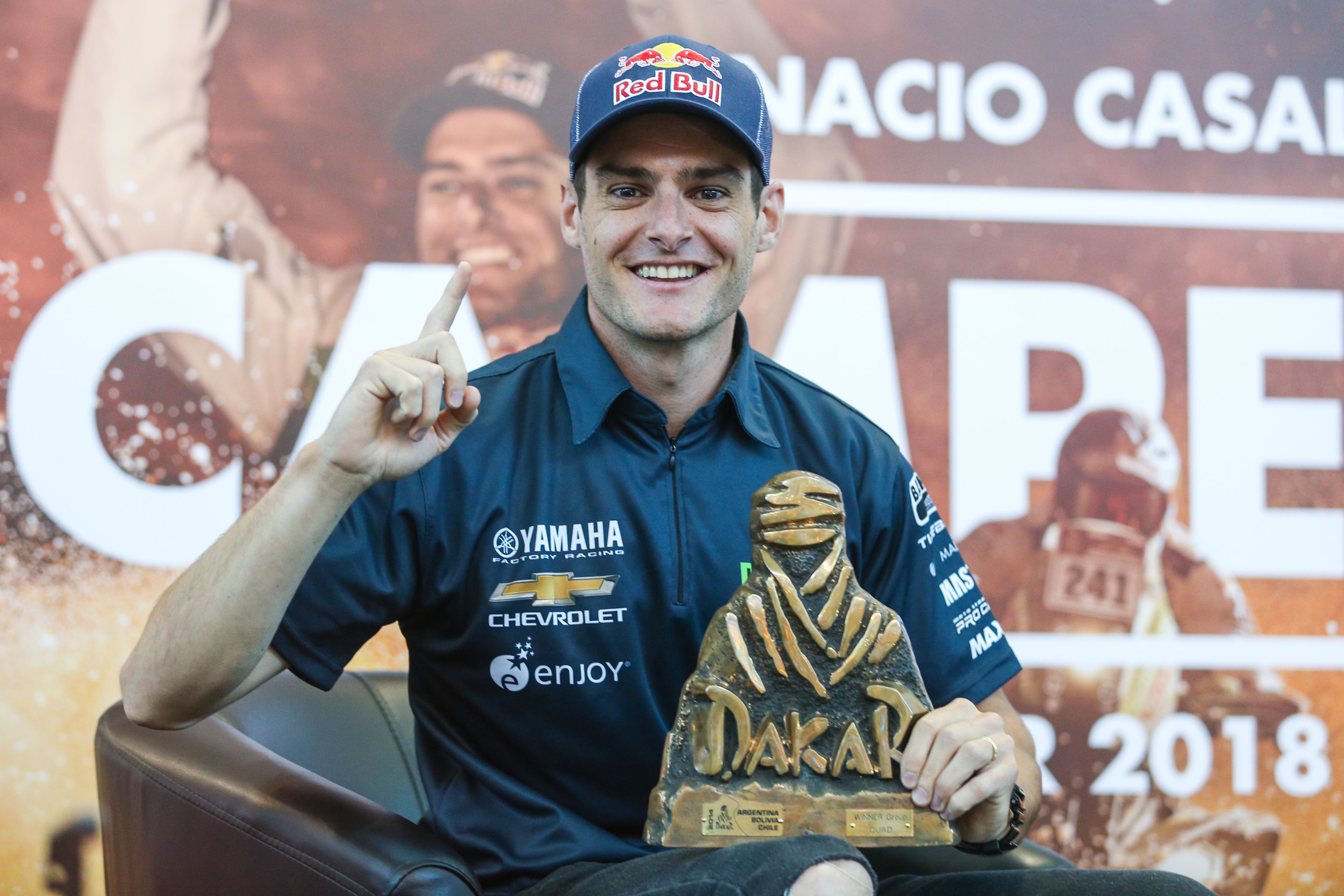
3度クアッド部門を制したチリ人のイグナシオ・カサーレ（2014年）

北米、殊にアメリカ人の参加者は二輪部門を中心に古くから一定数おり、1985年はチャック・スターンズ（ヤマハ）がステージ6勝をマーク。1992年はダニー・ラポルテ（カジバ）が総合2位、2000年はジミー・ルイス（BMW）が総合3位に入った。
四輪部門では90年代後半からデザートレース用のプロトラックを持ち込む者たちが現れ始め、2000年以降になるとロビー・ゴードンやデーモン・ジェフリーズ、BJ・バルドウィンといったデザートレースの雄たちが二輪駆動バギーを製造して参戦したり、マーク・ミラーがフォルクスワーゲンのワークスチームで総合優勝争いを展開したりした。2020年代に入ってケイシー・カリーがSSVで初めてアメリカ人として部門優勝を果たし、2021年は二輪のリッキー・ブラベック、2022年はSSV、2023年はLWVと部門を変えながらアメリカ人のオースティン・ジョーンズが連覇を達成するなど、アメリカ人の戴冠が続いている。
メーカーとしてはGMやフォードの大排気量ガソリン自然吸気の「クレートエンジン」はプライベーターに好まれて採用されている。ワークス体制ではフォードが2013年〜2015年に参戦した。SSVメーカーは北米が本場ということもあり、LWP/SSV各部門はポラリスやCan-Am（カナダ）が圧倒的な強さを見せている。
南米開催以降、もともとオフロード系競技の盛んだった南米人の参戦も一気に増加し、部門の増設もあって、主にチリ・ブラジル・アルゼンチンの選手たちにより多くの部門優勝者を輩出するようになった。特にクアッドは2023年までの15回の開催中9回、SSVは7回中4回で南米人が優勝を果たしている。また伝統的な部門でも存在感を示すようになり、直近でアルゼンチン人ケビン・ベナビデスがホンダとKTMで二輪を制覇した。四輪部門でもしばしトップ10に食い込んでいたが、2023年にブラジル人のルーカス・モラエス（トヨタ）がルーキーながら南米人最高の総合3位という鮮烈なデビューを飾っている。
オセアニアでは2016年二輪部門のトビー・プライス (KTM) が初の部門優勝者となっている。

### アフリカ

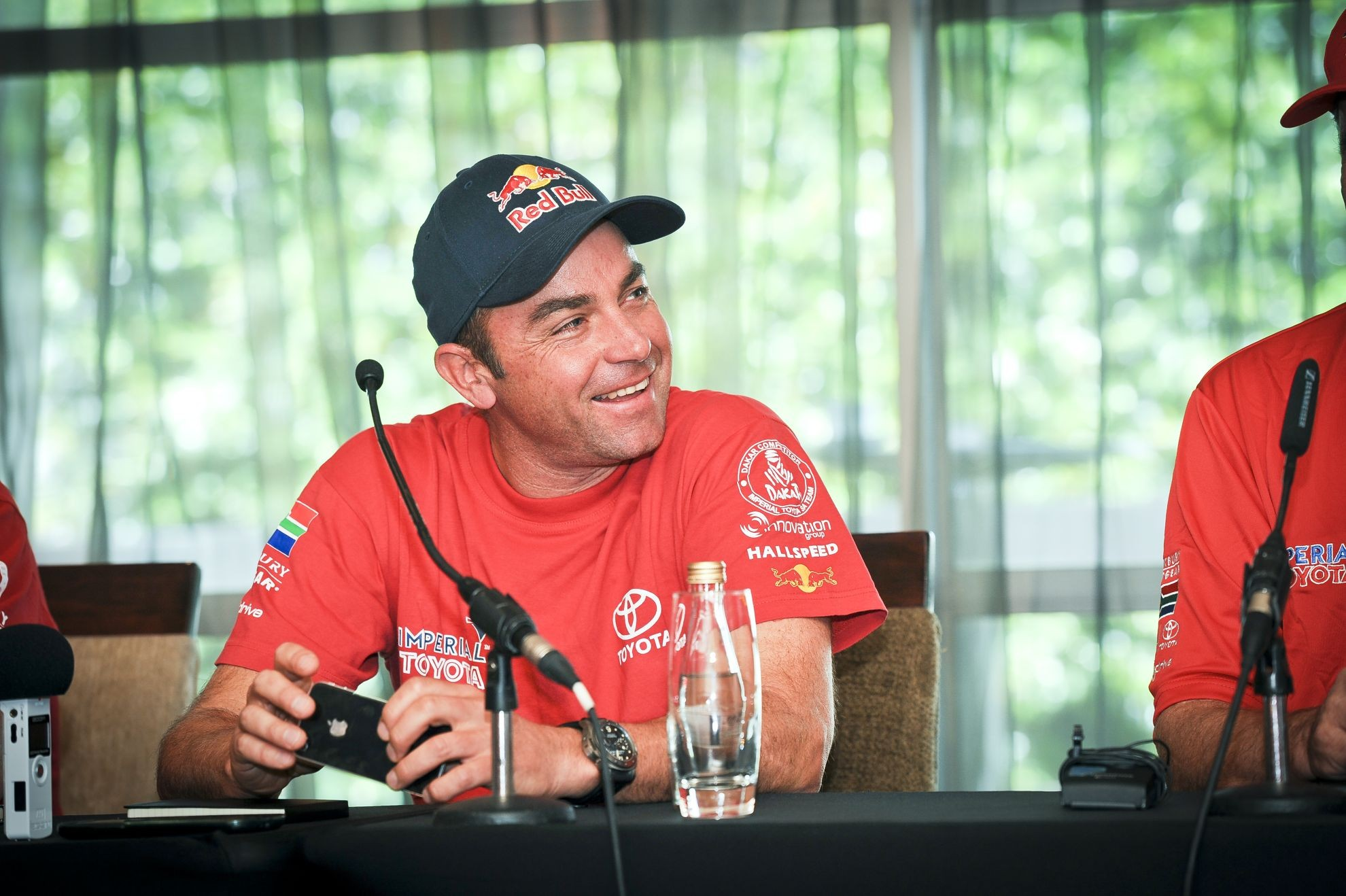
南アフリカ人のジニエル・ド・ヴィリエ。アフリカ人唯一の四輪部門優勝者で、最多連続完走記録（20回）も持つ。

元々アフリカの大地を冒険することがコンセプトであったダカールだが、政治・経済などの理由で参加者は少ない。1980年のトラック部門のアルジェリア勢と、2009年の四輪部門の南アフリカ人ジニエル・ド・ヴィリエが優勝者として名を連ねるのみである。
ユベール・オリオール、ピエール・ラルティーグのように、以前フランス領だったアフリカで生まれ育ったフランス人の有力選手も存在する。
最も活発にダカールに参戦しているのは南アフリカだが、以前はアパルトヘイト政策に対する制裁により、長らく参戦が認められていなかった。1994年総選挙でアパルトヘイト廃止が決定された後、1999年に三菱・パジェロを駆るニール・ウーリッジが南アフリカ人として初めて完走を果たした。
もともと南アフリカは国内のラリーレイド選手権が盛んなため、四輪の有力コンストラクターが豊富で、近年フランスに次いで頭角を現している。上述のウーリッジが創設しフォード勢として活躍するニール・ウーリッジ・モータースポーツ (NVW) 、現在トヨタのワークスチームを率いるホールスピード、二輪駆動バギーで躍進を遂げているセンチュリー・レーシング、日産のピックアップトラック型マシンを開発しているレッドラインド・モータースポーツなどがある。またSSV系の部門を制圧しているサウス・レーシングの創設者は南アフリカ人で、拠点を同国にも持っている。

### アジア

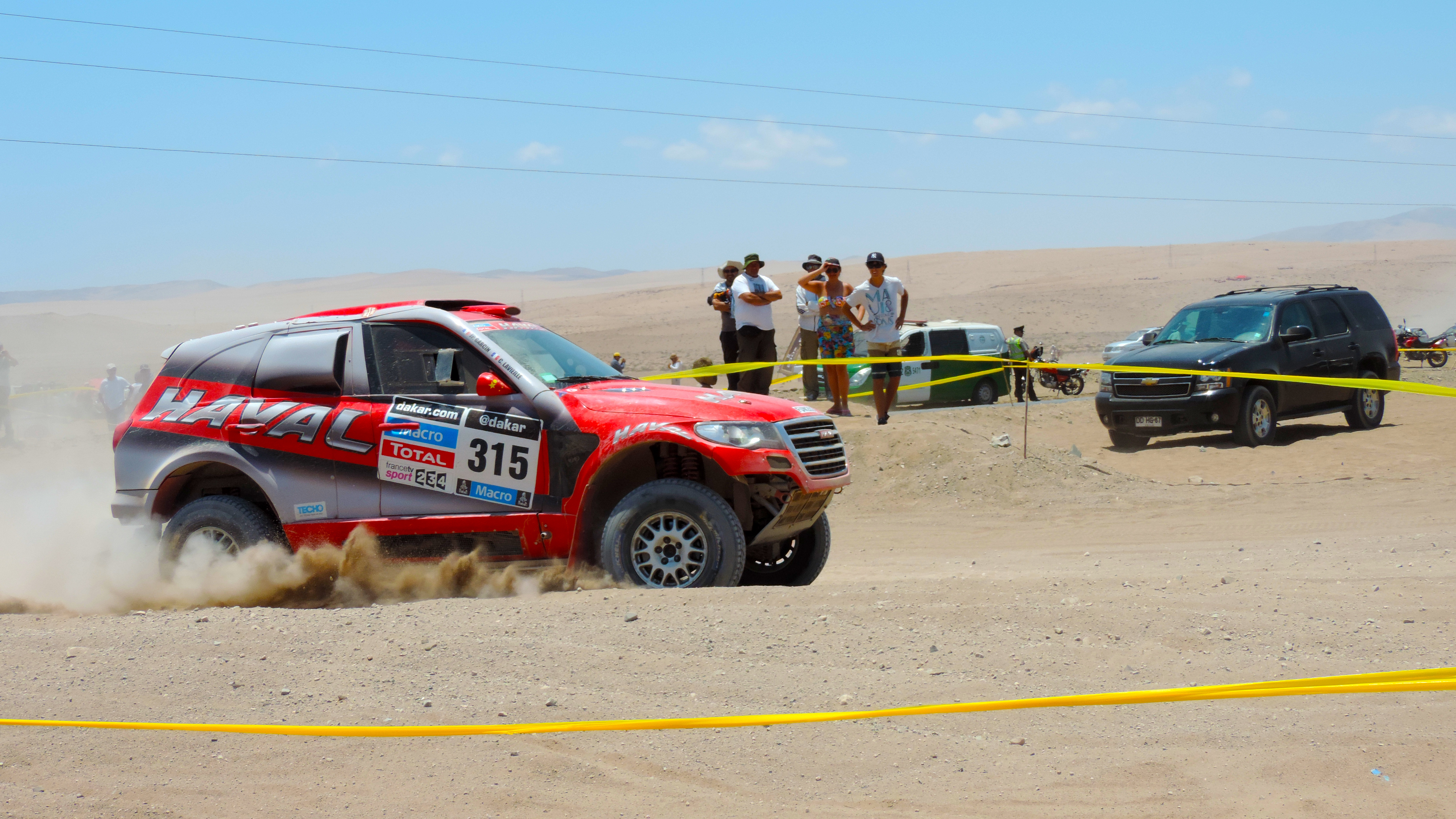
中国の自動車ブランドのハヴァルのマシン（2014年）

アフリカ同様砂漠の本場でもある中東は有力ドライバーが少なかったが、サウジアラビア移転以降は地元プライベーターによる参戦もよく見られるようになった。イスラム圏ながら女性ドライバーの参戦もあった。四輪部門で5度の制覇を達成している、カタールのナッサー・アル＝アティヤが最もよく知られる存在である。
富裕層が集まり、中東の砂漠地帯へのアクセスも良いドバイ（アラブ首長国連邦）を拠点に持つ有力チームや選手も少なからずいる。
2010年代から中国系のエントラントが目立つようになり、以降現在までにハヴァル（長城汽車）、威麟（奇瑞汽車）、紅旗（第一汽車）、吉利汽車、北京汽車などが参戦。ハヴァルは2012年にカルロス・スーザのドライブで総合6位の好成績を収め、2014年のステージ1ではステージ優勝も記録した。また2008年からプライベートチームを持つウェイ・ハン（魏韩）は、2023年にSMGバギーで中国人最高の総合8位を獲得している。
韓国メーカーでは1990年代から散発的に双竜自動車が参戦している。
インドは近年二輪のヒーローがファクトリー体制で参戦している。
日本の参加者については別項にて記述している。

### 参加者の属性/キャリア

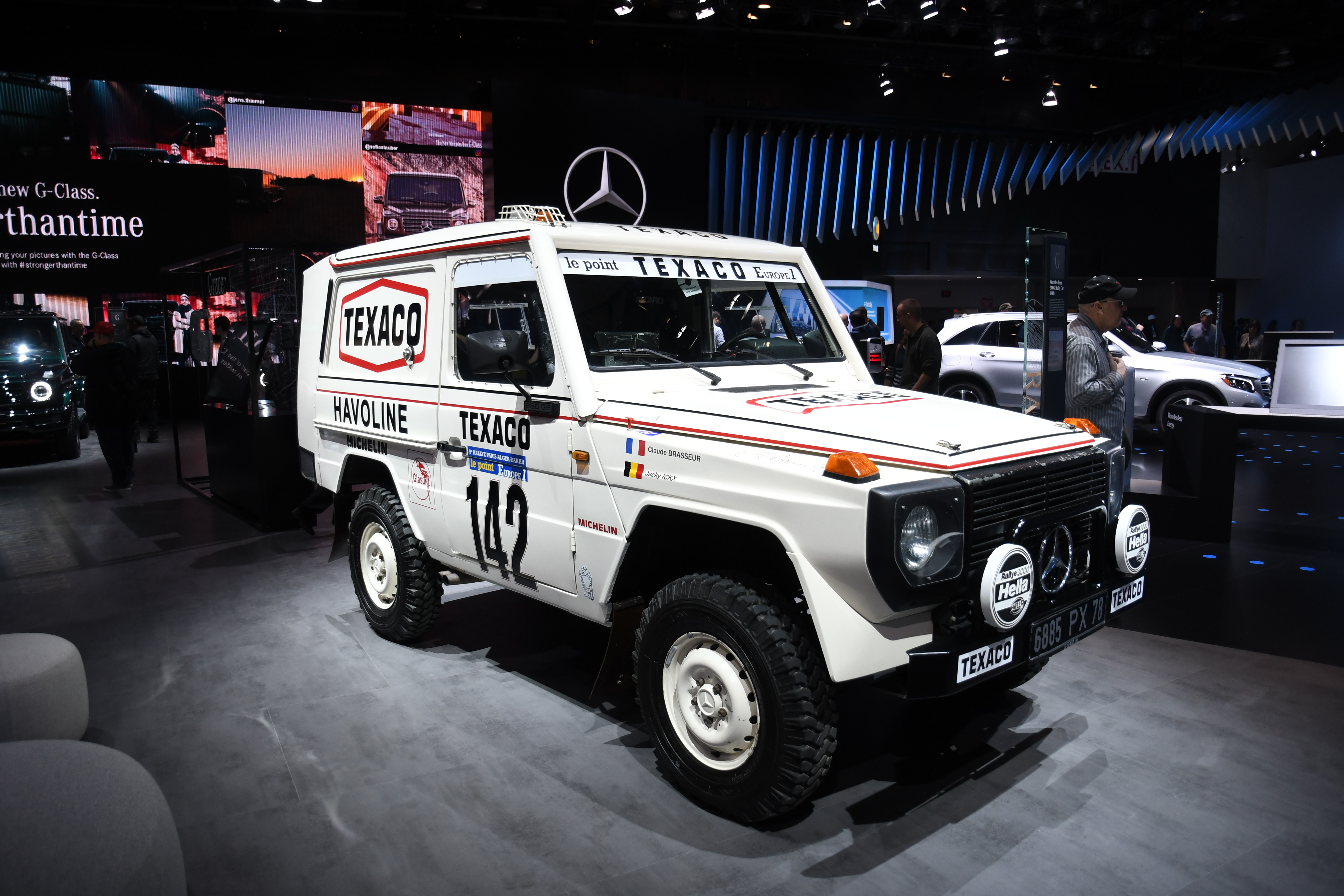
1983年ジャッキー・イクスとクロード・ブラッスールが優勝した時のメルセデス・280GE

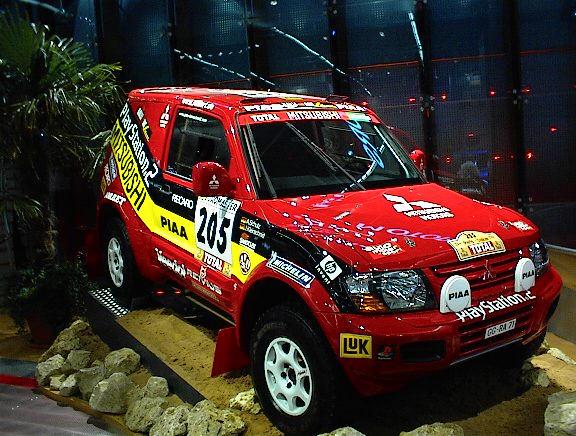
2001年女性初の優勝者となったユタ・クラインシュミットの三菱・パジェロ

WRC（世界ラリー選手権）に参戦中もしくは引退したドライバー/ナビゲーターによる参戦は非常に多い。WRCとダカール両方でチャンピオンとなったドライバーに、アリ・バタネン、ユハ・カンクネン、カルロス・サインツがいる。近年の有力ドライバーではセバスチャン・ローブやミッコ・ヒルボネン、クリス・ミーク、アンドレアス・ミケルセンなどが参戦した。またプロドライブやMスポーツ、PHスポールのように、WRCで活躍した有力チームの参戦もある。
F1やMotoGP経験者の参戦もしばし見られ、上述の優勝者シュレッサーやイクスの他に、フェルナンド・アロンソ、クレイ・レガッツィオーニ、ヤン・ラマース、片山右京、片山敬済、ダニーロ・ペトルッチなどがいる。またF1チームでは、1986年にミナルディが独自開発のCVSトラックで参戦した（結果はリタイア）。
二輪部門参加者の多くは、ラリーレイドに近い形式のエンデューロで経験を積んでからデビューしている。
部門にもよるが、総合優勝を争うのはプロのレーサーばかりではなく、会社経営など本業を他に持つジェントルマンレーサーも多い。
著名人では上述したサッチャー首相の息子マークの他に、歌手のジョニー・アリディ、モナコ大公アンベール2世、俳優のクロード・ブラッスール、夏木陽介などがいる。ブラッスールはジャッキー・イクスのナビとして、1度きりの参戦で総合優勝を果たしている。
女性も初回大会で7人が参加した。最も実績を残した競技者として、2000年に三菱で四輪優勝のユタ・クラインシュミットが知られる。女性のステージ優勝は1997年に彼女が最初に記録し、最後も長らく2005年に彼女が達成した限りとなっていたが、2021年にクリスティーナ・グティエレス・エレーロがSSV部門で16年ぶりに記録した。2021年のLWV部門で、X-raid・ヤマハのカメロ・リパロティ/アネット・フィッシャー組が女性コンビとして表彰台を獲得し、翌年グティエレス・エレーロも同部門で3位となった。

## 歴代優勝者
- 2018年度までの出典：(ASO 2019)
- 第1回大会（1979年）は部門・クラス区分なし（オート・モト・カミオン全車の総合順位）。

### オート（四輪）
| 回            | 参加台数 | 完走台数 | 優勝クルー                   | 優勝クルー                                  | 優勝マシン                            | 備考    |
| 回            | 参加台数 | 完走台数 | ドライバー                   | ナビゲーター                                | 優勝マシン                            | 備考    |
| ------------- | -------- | -------- | ---------------------------- | ------------------------------------------- | ------------------------------------- | ------- |
| 第1回 (1979)  | 80台     |          | アラン・ジェネスティエ       | - ジョセフ・テルブロー - ジャン・ルモルダン | ランドローバー・レンジローバー        | 総合4位 |
| 第2回 (1980)  | 116台    | 49台     | フレディ・コトゥリンスキー   | ゲルト・ルッフェルマン                      | フォルクスワーゲン・イルティス        |         |
| 第3回 (1981)  | 170台    | 60台     | ルネ・メッジ                 | ベルナール・ジロー                          | ランドローバー・レンジローバー        |         |
| 第4回 (1982)  | 233台    | 94台     | クロード・マロー             | ベルナール・マロー                          | ルノー・20                            |         |
| 第5回 (1983)  |          |          | ジャッキー・イクス           | クロード・ブラッスール                      | メルセデス・280GE                     |         |
| 第6回 (1984)  |          |          | ルネ・メッジ                 | ドミニク・ルモイヌ                          | ポルシェ・953                         |         |
| 第7回 (1985)  | 362台    | 101台    | パトリック・ザニローリ       | ジャン・ダ・シルバ                          | 三菱・パジェロプロトタイプ            |         |
| 第8回 (1986)  | 282台    |          | ルネ・メッジ                 | ドミニク・ルモイヌ                          | ポルシェ・959                         |         |
| 第9回 (1987)  | 154台    |          | アリ・バタネン               | ベルナール・ジロー                          | プジョー・205T16GR                    |         |
| 第10回 (1988) | 311台    |          | ユハ・カンクネン             | ユハ・ピロネン                              | プジョー・205T16GR                    |         |
| 第11回 (1989) | 241台    | 100台    | アリ・バタネン               | ブルーノ・ベルグルンド                      | プジョー・405T16GR                    |         |
| 第12回 (1990) | 236台    | 64台     | アリ・バタネン               | ブルーノ・ベルグルンド                      | プジョー・405T16GR                    |         |
| 第13回 (1991) | 184台    |          | アリ・バタネン               | ブルーノ・ベルグルンド                      | シトロエン・ZXラリーレイド            |         |
| 第14回 (1992) | 133台    | 68台     | ユベール・オリオール         | フィリップ・モネ                            | 三菱・パジェロプロトタイプ            |         |
| 第15回 (1993) | 65台     |          | ブルーノ・サビー             | ドミニク・セリエス                          | 三菱・パジェロプロトタイプ            |         |
| 第16回 (1994) | 96台     | 57台     | ピエール・ラルティーグ       | ミシェル・ペラン                            | シトロエン・ZXラリーレイドEvo3        |         |
| 第17回 (1995) | 86台     | 58台     | ピエール・ラルティーグ       | ミシェル・ペラン                            | シトロエン・ZXラリーレイドEvo4        |         |
| 第18回 (1996) | 99台     | 61台     | ピエール・ラルティーグ       | ミシェル・ペラン                            | シトロエン・ZXラリーレイドEvo5        |         |
| 第19回 (1997) | 282台    | 71台     | 篠塚建次郎                   | アンリ・マーニュ                            | 三菱・パジェロ                        |         |
| 第20回 (1998) | 115台    | 55台     | ジャン＝ピエール・フォントネ | ジル・ピカール                              | 三菱・パジェロエボリューション        |         |
| 第21回 (1999) | 88台     | 54台     | ジャン＝ルイ・シュレッサー   | フィリップ・モネ                            | シュレッサー-ルノー・メガーヌ         |         |
| 第22回 (2000) | 135台    | 95台     | ジャン＝ルイ・シュレッサー   | アンリ・マーニュ                            | シュレッサー-ルノー・メガーヌ         |         |
| 第23回 (2001) | 133台    | 53台     | ユタ・クラインシュミット     | アンドレアス・シュルツ                      | 三菱・パジェロ                        |         |
| 第24回 (2002) | 117台    | 52台     | 増岡浩                       | パスカル・メモン                            | 三菱・パジェロ                        |         |
| 第25回 (2003) | 130台    | 61台     | 増岡浩                       | アンドレアス・シュルツ                      | 三菱・パジェロエボリューションMPR10   |         |
| 第26回 (2004) | 142台    | 60台     | ステファン・ペテランセル     | ジャン=ポール・コトゥレ                     | 三菱・パジェロエボリューションMPR10   |         |
| 第27回 (2005) | 165台    | 75台     | ステファン・ペテランセル     | ジャン=ポール・コトゥレ                     | 三菱・パジェロエボリューションMPR11   |         |
| 第28回 (2006) | 174台    | 67台     | リュック・アルファン         | ジル・ピカール                              | 三菱・パジェロエボリューションMPR12   |         |
| 第29回 (2007) | 181台    | 109台    | ステファン・ペテランセル     | ジャン=ポール・コトゥレ                     | 三菱・パジェロエボリューションMPR13   |         |
| 第30回 (2008) | 中止     | 中止     | 中止                         | 中止                                        | 中止                                  | 中止    |
| 第31回 (2009) | 178台    | 91台     | ジニエル・ド・ヴィリエ       | ディルク・フォン・ツィツェヴィッツ          | フォルクスワーゲン・レーストゥアレグ2 |         |
| 第32回 (2010) | 134台    | 57台     | カルロス・サインツ           | ルーカス・クルス                            | フォルクスワーゲン・レーストゥアレグ2 |         |
| 第33回 (2011) | 140台    | 55台     | ナサール・アル＝アティヤ     | ティモ・ゴットシャルク                      | フォルクスワーゲン・レーストゥアレグ3 |         |
| 第34回 (2012) | 161台    | 78台     | ステファン・ペテランセル     | ジャン=ポール・コトゥレ                     | ミニ・オール4レーシング               |         |
| 第35回 (2013) | 153台    | 90台     | ステファン・ペテランセル     | ジャン=ポール・コトゥレ                     | ミニ・オール4レーシング               |         |
| 第36回 (2014) | 147台    | 61台     | ナニ・ロマ                   | ミシェル・ペラン                            | ミニ・オール4レーシング               |         |
| 第37回 (2015) | 137台    | 68台     | ナサール・アル＝アティヤ     | マシュー・バウメル                          | ミニ・オール4レーシング               |         |
| 第38回 (2016) | 111台    | 67台     | ステファン・ペテランセル     | ジャン=ポール・コトゥレ                     | プジョー・2008 DKR 16                 |         |
| 第39回 (2017) | 79台     | 57台     | ステファン・ペテランセル     | ジャン=ポール・コトゥレ                     | プジョー・3008 DKR                    |         |
| 第40回 (2018) | 92台     | 43台     | カルロス・サインツ           | ルーカス・クルス                            | プジョー・3008 DKR Maxi               |         |
| 第41回 (2019) | 100台    | 56台     | ナサール・アルアティア       | マシュー・ボウメル                          | トヨタ・ハイラックス                  |         |
| 第42回 (2020) | 83台     | 57台     | カルロス・サインツ           | ルーカス・クルス                            | ミニ・JCWバギー                       |         |
| 第43回 (2021) | 67台     | 48台     | ステファン・ペテランセル     | エドゥアール・ブーランジェ                  | ミニ・JCWバギー                       |         |
| 第44回 (2022) | 97台     | 75台     | ナサール・アル＝アティヤ     | マシュー・ボウメル                          | トヨタ・GRダカールハイラックスT1+     |         |
| 第45回 (2023) | 74台     | 45台     | ナサール・アル＝アティヤ     | マシュー・ボウメル                          | トヨタ・GRダカールハイラックスT1+     |         |
| 第46回 (2024) | 73台     | 55台     | カルロス・サインツ           | ルーカス・クルス                            | アウディ・RS Q e-tron                 |         |

### モト（二輪）
| 回（年）      | 参加台数 | 完走台数 | 優勝ライダー             | 優勝マシン                          | 備考    |
| ------------- | -------- | -------- | ------------------------ | ----------------------------------- | ------- |
| 第1回 (1979)  | 90台     |          | シリル・ヌヴー           | ヤマハ・XT500                       | 総合1位 |
| 第2回 (1980)  | 90台     | 25台     | シリル・ヌヴー           | ヤマハ・XT500                       |         |
| 第3回 (1981)  | 106台    | 28台     | ユベール・オリオール     | BMW・R80G/S                         |         |
| 第4回 (1982)  | 129台    | 33台     | シリル・ヌヴー           | ホンダ・XR550                       |         |
| 第5回 (1983)  | 132台    | 29台     | ユベール・オリオール     | BMW・R80G/S                         |         |
| 第6回 (1984)  | 114台    | 50台     | ガストン・ライエ         | BMW・R80G/S                         |         |
| 第7回 (1985)  | 135台    | 25台     | ガストン・ライエ         | BMW・R80G/S                         |         |
| 第8回 (1986)  | 131台    | 29台     | シリル・ヌヴー           | ホンダ・NXR750                      |         |
| 第9回 (1987)  | 154台    | 26台     | シリル・ヌヴー           | ホンダ・NXR750                      |         |
| 第10回 (1988) | 183台    | 34台     | エディー・オリオリ       | ホンダ・NXR750                      |         |
| 第11回 (1989) | 155台    | 60台     | ジル・ラレイ             | ホンダ・NXR750                      |         |
| 第12回 (1990) | 136台    | 46台     | エディー・オリオリ       | カジバ・エレファント900             |         |
| 第13回 (1991) | 113台    | 46台     | ステファン・ペテランセル | ヤマハ・YZE750T                     |         |
| 第14回 (1992) | 98台     | 45台     | ステファン・ペテランセル | ヤマハ・YZE750T                     |         |
| 第15回 (1993) | 46台     | 12台     | ステファン・ペテランセル | ヤマハ・YZE850T                     |         |
| 第16回 (1994) | 96台     | 47台     | エディー・オリオリ       | カジバ・エレファント900             |         |
| 第17回 (1995) | 95台     | 27台     | ステファン・ペテランセル | ヤマハ・XTZ850R                     |         |
| 第18回 (1996) | 119台    | 50台     | エディー・オリオリ       | ヤマハ・XTZ850TRX                   |         |
| 第19回 (1997) | 126台    | 58台     | ステファン・ペテランセル | ヤマハ・XTZ850TRX                   |         |
| 第20回 (1998) | 173台    | 41台     | ステファン・ペテランセル | ヤマハ・XTZ850TRX                   |         |
| 第21回 (1999) | 161台    | 40台     | リシャール・サンク       | BMW・F650RR                         |         |
| 第22回 (2000) | 200台    | 107台    | リシャール・サンク       | BMW・F650RR                         |         |
| 第23回 (2001) | 133台    | 76台     | ファブリツィオ・メオーニ | KTM・LC4 660R                       |         |
| 第24回 (2002) | 167台    | 58台     | ファブリツィオ・メオーニ | KTM・LC8 950R                       |         |
| 第25回 (2003) | 162台    | 98台     | リシャール・サンク       | KTM・LC4 660R                       |         |
| 第26回 (2004) | 195台    | 65台     | ナニ・ロマ               | KTM・LC4 660R                       |         |
| 第27回 (2005) | 230台    | 104台    | シリル・デプレ           | KTM・LC4 660R                       |         |
| 第28回 (2006) | 232台    | 93台     | マルク・コマ             | KTM・LC4 660R                       |         |
| 第29回 (2007) | 231台    | 126台    | シリル・デプレ           | KTM・690ラリー                      |         |
| 第30回 (2008) | 中止     | 中止     | 中止                     | 中止                                | 中止    |
| 第31回 (2009) | 217台    | 113台    | マルク・コマ             | KTM・690ラリー                      |         |
| 第32回 (2010) | 151台    | 88台     | シリル・デプレ           | KTM・690ラリー                      |         |
| 第33回 (2011) | 170台    | 94台     | マルク・コマ             | KTM・450ラリー                      |         |
| 第34回 (2012) | 178台    | 97台     | シリル・デプレ           | KTM・450ラリー                      |         |
| 第35回 (2013) | 183台    | 125台    | シリル・デプレ           | KTM・450ラリー                      |         |
| 第36回 (2014) | 174台    | 78台     | マルク・コマ             | KTM・450ラリー                      |         |
| 第37回 (2015) | 161台    | 79台     | マルク・コマ             | KTM・450ラリー                      |         |
| 第38回 (2016) | 136台    | 84台     | トビー・プライス         | KTM・450ラリー                      |         |
| 第39回 (2017) | 143台    | 96台     | サム・サンダーランド     | KTM・450ラリー                      |         |
| 第40回 (2018) | 139台    | 85台     | マティアス・ウォークナー | KTM・450ラリー                      |         |
| 第41回 (2019) | 137台    | 75台     | トビー・プライス         | KTM・450ラリー                      |         |
| 第42回 (2020) | 144台    | 96台     | リッキー・ブラベック     | ホンダ・CRF450ラリー                |         |
| 第43回 (2021) | 108台    | 63台     | ケビン・ベナビデス       | ホンダ・CRF450ラリー                |         |
| 第44回 (2022) | 149台    | 124台    | サム・サンダーランド     | ガスガス・RC450Fラリー              |         |
| 第45回 (2023) | 142台    | 80台     | ケビン・ベナビデズ       | KTM・450ラリー ファクトリーレプリカ |         |
| 第46回 (2024) | 136台    | 96台     | リッキー・ブラベック     | ホンダ・CRF450ラリー                |         |

### カミオン（トラック）
| 回            | 参加台数   | 完走台数   | 優勝クルー                     | 優勝クルー                                                | 優勝マシン                 | 備考             |
| 回            | 参加台数   | 完走台数   | ドライバー                     | ナビゲーター/メカニック                                   | 優勝マシン                 | 備考             |
| ------------- | ---------- | ---------- | ------------------------------ | --------------------------------------------------------- | -------------------------- | ---------------- |
| 第1回 (1979)  | 12台       |            | ジャン＝フランソワ・デュナック | - ジャン＝ピエール・シャペル - フランソワ・ボー           | ピンツガウアー             | 総合44位         |
| 第2回 (1980)  | 10台       | 7台        | ミルー・アタカ                 | - ハジ・ダオ・ボウクリフ - マヒエディン・カオラ           | ソナコム                   |                  |
| 第3回 (1981)  | 15台       | 3台        | アドリアン・ヴィレット         | - アンリ・ガブリエール - アラン・ヴォルロー               | アルム・アクマ             | 四輪トラック18位 |
| 第4回 (1982)  | 23台       |            | ジョルジュ・グロワン           | - ティエリー・ド・スール - ベルナール・マルフェロワール   | メルセデス・U 1700L        | 四輪トラック38位 |
| 第5回 (1983)  |            |            | ジョルジュ・グロワン           | - ティエリー・ド・スール - ベルナール・マルフェロワール   | メルセデス・1936AK         | 四輪トラック19位 |
| 第6回 (1984)  |            |            | ピエール・ラルー               | - ダニエル・デュルス - パトリック・ヴェンチュリーニ       | メルセデス                 |                  |
| 第7回 (1985)  | 55台       | 20台       | カール＝フリードリッヒ・カピト | - ヨースト・カピト - クラウス・シュヴァイカール           | メルセデス                 |                  |
| 第8回 (1986)  |            |            | ジャコモ・ヴィスマーラ         | ジュリオ・ミネーリ                                        | メルセデス                 | 四輪トラック25位 |
| 第9回 (1987)  | 73台       |            | ヤン・デ・ルーイ               | - イヴォ・ジューネンス - テオ・ファン・デ・リアト         | DAF・ターボツインII        | 四輪トラック11位 |
| 第10回 (1988) | 109台      |            | カレル・ロプライス             | - ラドミール・スタッチュラ - マック                       | タトラ・815                | 四輪トラック19位 |
| 第11回 (1989) | 実施されず | 実施されず | 実施されず                     | 実施されず                                                | 実施されず                 | 実施されず       |
| 第12回 (1990) | 93台       | 23台       | ジョルジオ・ヴィラ             | - ジョルジオ・デルフィーノ - クラウディオ・ヴィナンテ     | ペルリーニ・105F           | 四輪トラック16位 |
| 第13回 (1991) | 113台      | 46台       | ジャック・ウサ                 | - ティエリー・ド・スール - ダニーロ・ボッタロ             | ペルリーニ・105F           | 四輪トラック19位 |
| 第14回 (1992) | 101台      | 56台       | フランチェスコ・ペルリーニ     | - ジョルジオ・アルビエーロ - クラウディオ・ヴィナンテ     | ペルリーニ・105F           | 四輪トラック16位 |
| 第15回 (1993) | 42台       |            | フランチェスコ・ペルリーニ     | - ジョルジオ・アルビエーロ - クラウディオ・ヴィナンテ     | ペルリーニ・105F           | 四輪トラック10位 |
| 第16回 (1994) | 96台       | 47台       | カレル・ロプライス             | - ラドミール・スタッチュラ - ヨセフ・カリナ               | タトラ・815                |                  |
| 第17回 (1995) | 24台       | 18台       | カレル・ロプライス             | - ラドミール・スタッチュラ - ヨセフ・カリナ               | タトラ・815                |                  |
| 第18回 (1996) | 70台       | 21台       | ヴィクトル・モスコフスキー     | - アナトリ・コウジミン - ナイル・バガヴェトディノフ       | カマズ                     | 四輪トラック15位 |
| 第19回 (1997) | 55台       | 22台       | ヨハン・ペーター・ライフ       | ヨハン・ダインホーファー                                  | 日野・ライジングレンジャー | 四輪トラック23位 |
| 第20回 (1998) | 35台       | 8台        | カレル・ロプライス             | - ラドミール・スタッチュラ - ヤン・セルマック             | タトラ・815                |                  |
| 第21回 (1999) | 29台       | 16台       | カレル・ロプライス             | - ラドミール・スタッチュラ - ヨセフ・カリナ               | タトラ・815                |                  |
| 第22回 (2000) | 30台       | 23台       | ウラジーミル・チャギン         | - セメン・ヤクボフ - セルゲイ・サヴォスティン             | カマズ                     |                  |
| 第23回 (2001) | 30台       | 12台       | カレル・ロプライス             | - ヨセフ・カリナ - ペトル・ハメルラ                       | タトラ・815                |                  |
| 第24回 (2002) | 34台       | 22台       | ウラジミール・チャギン         | - セメン・ヤクボフ - セルゲイ・サヴォスティン             | カマズ                     |                  |
| 第25回 (2003) | 51台       | 27台       | ウラジミール・チャギン         | - セメン・ヤクボフ - セルゲイ・サヴォスティン             | カマズ                     |                  |
| 第26回 (2004) | 63台       | 38台       | ウラジミール・チャギン         | - セメン・ヤクボフ - セルゲイ・サヴォスティン             | カマズ                     |                  |
| 第27回 (2005) | 69台       | 36台       | フィルダウス・カビロフ         | - アイダール・ベルヤエフ - アンドレイ・モケエフ           | カマズ                     |                  |
| 第28回 (2006) | 69台       | 33台       | ウラジミール・チャギン         | - セメン・ヤクボフ - セルゲイ・サヴォスティン             | カマズ                     |                  |
| 第29回 (2007) | 85台       | 59 台      | ハンス・ステイシー             | - チャーリー・ゴッドリーブ - ベルナルド・デル・キンデレン | MAN・TGA                   |                  |
| 第30回 (2008) | 中止       | 中止       | 中止                           | 中止                                                      | 中止                       | 中止             |
| 第31回 (2009) | 81台       | 54台       | フィルダウス・カビロフ         | - アイダール・ベルヤエフ - アンドレイ・モケエフ           | カマズ・4326               |                  |
| 第32回 (2010) | 52台       | 28台       | ウラジミール・チャギン         | - セルゲイ・サヴォスティン - エドゥアルド・ニコラエフ     | カマズ・4326               |                  |
| 第33回 (2011) | 67台       | 41台       | ウラジミール・チャギン         | - セルゲイ・サヴォスティン - イルダル・シャイスルタノフ   | カマズ・4326               |                  |
| 第34回 (2012) | 74台       | 60台       | ジェラルド・デ・ルーイ         | - トム・コルスール - ダレク・ロデワルド                   | イヴェコ・パワースター     |                  |
| 第35回 (2013) | 75台       | 60台       | エドゥアルド・ニコラエフ       | - セルゲイ・サヴォスティン - ウラジミール・リュバコフ     | カマズ・4326               |                  |
| 第36回 (2014) | 70台       | 50台       | アンドレイ・カルギノフ         | - アンドレイ・モケエフ - イゴール・デビャトキン           | カマズ・4326               |                  |
| 第37回 (2015) | 63台       | 51台       | アイラット・マルデーフ         | - アイダール・ベルヤエフ - ドミトリー・スビストゥノフ     | カマズ・4326               |                  |
| 第38回 (2016) | 55台       | 44台       | ジェラルド・デ・ルーイ         | - モイ・トルジャルドナ - ダレク・ロデワルド               | イヴェコ・パワースター     |                  |
| 第39回 (2017) | 50台       | 38台       | エドゥアルド・ニコラエフ       | - エフゲニー・ヤコブレフ - ウラジミール・リュバコフ       | カマズ・4326               |                  |
| 第40回 (2018) | 44台       | 25台       | エドゥアルド・ニコラエフ       | - エフゲニー・ヤコブレフ - ウラジミール・リュバコフ       | カマズ・4326               |                  |
| 第41回 (2019) | 41台       | 13台       | エドゥアルド・ニコラエフ       | - エフゲニー・ヤコブレフ - ウラジミール・リュバコフ       | カマズ                     |                  |
| 第42回 (2020) | 46台       | 28台       | アンドレイ・カルギノフ         | - アンドレイ・モケエフ - イゴール・レオノフ               | カマズ                     |                  |
| 第43回 (2021) | 42台       | 20台       | ドミトリー・ソトニコフ         | - ラスラン・アクマデフ - イルギス・アクジアノフ           | カマズ・マスター           |                  |
| 第44回 (2022) | 58台       | 33台       | ドミトリー・ソトニコフ         | - ラスラン・アクマデフ - イルギス・アクジアノフ           | カマズ・マスター           |                  |
| 第45回 (2023) | 55台       | 21台       | ヤヌス・ファン・カステレン     | - ダレック・ロドワルド - マルセル・スネイデルス           | イヴェコ・パワースター     |                  |
| 第46回 (2024) | 47台       | 20台       | マルティン・マツィク           | - フランティシェク・トマシェク - ダヴィト・シュヴァンダ   | イヴェコ・パワースター     |                  |

### クアッド（四輪バギー）
| 回（年）      | 参加台数 | 完走台数 | 優勝ライダー               | 優勝マシン           |
| ------------- | -------- | -------- | -------------------------- | -------------------- |
| 第31回 (2009) | 25台     | 13台     | ヨセフ・マチャセック       | ヤマハ・ラプター700R |
| 第32回 (2010) | 25台     | 14台     | マルコス・パトロネッリ     | ヤマハ・ラプター700R |
| 第33回 (2011) | 30台     | 14台     | アレハンドロ・パトロネッリ | ヤマハ・ラプター700R |
| 第34回 (2012) | 30台     | 12台     | アレハンドロ・パトロネッリ | ヤマハ・ラプター700R |
| 第35回 (2013) | 38台     | 26台     | マルコス・パトロネッリ     | ヤマハ・ラプター700R |
| 第36回 (2014) | 40台     | 15台     | イグナシオ・カサーレ       | ヤマハ・ラプター700R |
| 第37回 (2015) | 45台     | 18台     | ラファウ・ソニク           | ヤマハ・ラプター700R |
| 第38回 (2016) | 45台     | 23台     | マルコス・パトロネッリ     | ヤマハ・ラプター700R |
| 第39回 (2017) | 37台     | 22台     | セルゲイ・カリャーキン     | ヤマハ・ラプター700R |
| 第40回 (2018) | 49台     | 32台     | イグナシオ・カサーレ       | ヤマハ・ラプター700R |
| 第41回 (2019) | 26台     | 15台     | ニコラス・カヴィグリアッソ | ヤマハ・ラプター700R |
| 第42回 (2020) | 23台     | 12台     | イグナシオ・カサーレ       | ヤマハ・ラプター700R |
| 第43回 (2021) | 21台     | 11台     | マヌエル・アンドゥハル     | ヤマハ・ラプター700R |
| 第44回 (2022) | 21台     | 7台      | アレクサンドル・ジルー     | ヤマハ・ラプター700R |
| 第45回 (2023) | 19台     | 10台     | アレクサンドル・ジルー     | ヤマハ・ラプター700R |
| 第46回 (2024) | 10台     | 7台      | マヌエル・アンドゥハル     | ヤマハ・ラプター700R |

### UTV / SxS / SSV（多用途四輪車）
| 回            | 参加台数 | 完走台数 | 優勝クルー                       | 優勝クルー                           | 優勝マシン          | 備考 |
| 回            | 参加台数 | 完走台数 | ドライバー                       | ナビゲーター                         | 優勝マシン          | 備考 |
| ------------- | -------- | -------- | -------------------------------- | ------------------------------------ | ------------------- | ---- |
| 第39回 (2017) | 10台     | 5台      | レアンドロ・トーレス             | ロウリバル・ロルダン                 | ポラリス・RZR1000XP |      |
| 第40回 (2018) | 11台     | 6台      | レイナウド・ヴァレラ             | グスタボ・グージェルミン             | Can-Am              |      |
| 第41回 (2019) | 30台     | 15台     | フランシスコ・ロペス・コンタルド | アルバロ・キンタニラ                 | Can-Am              |      |
| 第42回 (2020) | 46台     | 台       | ケーシー・カリー                 | ショーン・ベリマン                   | Can-Am              |      |
| 第43回 (2021) | 41台     | 台       | フランシスコ・ロペス・コンタルド | ファン・パブロ・ラトラック・ビナグレ | Can-Am              |      |
| 第44回 (2022) | 61台     | 44台     | オースティン・ジョーンズ         | グスタボ・グージェルミン             | Can-Am              |      |
| 第45回 (2023) | 48台     | 38台     | エリック・ゴツァル               | オリオール・メナ                     | Can-Am              |      |
| 第46回 (2024) | 36台     | 26台     | グザヴィエ・ド・スルトレ         | マルタン・ボネ                       | ポラリス・RZRプロR  |      |

### Light Weight Prototype（軽量プロトタイプバギー）
| 回            | 参加台数 | 完走台数 | 優勝クルー                       | 優勝クルー                           | 優勝マシン      | 備考 |
| 回            | 参加台数 | 完走台数 | ドライバー                       | ナビゲーター                         | 優勝マシン      | 備考 |
| ------------- | -------- | -------- | -------------------------------- | ------------------------------------ | --------------- | ---- |
| 第43回 (2021) | 17台     | 台       | ジョセフ・マカチェク             | パベル・ビオラル                     | Can-Am          |      |
| 第44回 (2022) | 44台     | 37台     | フランシスコ・ロペス・コンタルド | ファン・パブロ・ラトラック・ビナグレ | Can-Am          |      |
| 第45回 (2023) | 45台     | 39台     | オースティン・ジョーンズ         | グスタボ・グージェルミン             | Can-Am          |      |
| 第46回 (2023) | 43台     | 28台     | クリスティーナ・グティエレス     | パブロ・モレノ・ウェーテ             | トーラス T3 MAX |      |

### クラシック
| 回              | 参加台数 | 完走台数 | 優勝クルー             | 優勝クルー                   | 優勝マシン                    | 備考 |
| 回              | 参加台数 | 完走台数 | ドライバー             | ナビゲーター                 | 優勝マシン                    | 備考 |
| --------------- | -------- | -------- | ---------------------- | ---------------------------- | ----------------------------- | ---- |
| 第43回 (2021年) | 26台     | 23台     | マルク・ドートン       | エミリエン・エチエンヌ       | サンヒル・バギー              |      |
| 第44回 (2022年) | 148台    | 129台    | サージ・モーニョ       | フローレント・ドリュオン     | トヨタ・ランドクルーザーHDJ80 |      |
| 第45回 (2023年) | 89台     | 80台     | フアン・モレーナ       | リディア・ルバ               | トヨタ・ランドクルーザーHDJ80 |      |
| 第46回 (2024年) | 80台     | 71台     | カルロス・サンタオラヤ | アラン・ソル・アイ・フアノラ | トヨタ・ランドクルーザーHDJ80 |      |

### 優勝回数ランキング
記録は2023年大会終了時点。

#### 個人別

##### Auto (Car)
- 1.  ステファン・ペテランセル 8 (2004, 2005, 2007, 2012, 2013, 2016, 2017，2020)
- 2.  ナサール・アルアティヤ 5 (2011, 2015, 2019, 2022)
- 3.  アリ・バタネン 4 (1987, 1989 - 1991)
- 4.  ピエール・ラルティーグ 3 (1994 - 1996)
- 4.  ルネ・メッジ 3 (1981, 1984, 1986)
- 4.  カルロス・サインツ 3（2010, 2018, 2021）
- 7.  増岡浩 2 (2002, 2003)
- 7.  ジャン＝ルイ・シュレッサー 2 (1999, 2000)

##### Moto (Bike)
- 1.  ステファン・ペテランセル 6 (1991 - 1993, 1995, 1997, 1998)
- 2.  シリル・ヌヴー 5 (1979, 1980, 1982, 1986, 1987)
- 2.  シリル・デプレ 5 (2005, 2007, 2010, 2012, 2013)
- 2.  マルク・コマ 5 (2006, 2009, 2011, 2014, 2015)
- 5.  エディ・オリオリ 4 (1988, 1990, 1994, 1996)

##### Camion (Truck)
- 1.  ウラジミール・チャギン 7 (2000, 2002 - 2004, 2006, 2010, 2011)
- 2.  カレル・ロプライス 6 (1988, 1994, 1995, 1998, 1999, 2001)
- 3.  セルゲイ・サヴォスティン 5 (2000, 2002 - 2004, 2006)
- 3.  ラドミール・スタチュラ 5 (1988, 1994, 1995, 1998, 1999)
- 3.  エドゥアルド・ニコラエフ 5（2010, 2013, 2017 - 2019）
- 6.  ヨセフ・カリナ 4 (1994, 1995, 1999, 2001)
- 6.  セメン・ヤクボフ 4 (2000, 2003, 2004, 2006)

※ナビゲーター/メカニックとしての優勝回数も含む

##### Quad
- 1.  マルコス・パトロネッリ 3 (2010, 2013, 2016)
- 1.  イグナシオ・カザール 3（2014, 2018, 2020）
- 2.  アレハンドロ・パトロネッリ 2 (2011, 2012)
- 2.  アレクサンドロ・ジルー 2 (2022, 2023)

#### メーカー別

##### Auto (Car)
- 1.  三菱 12 (1985, 1992, 1993, 1997, 1998, 2001 - 2007)
- 2.  プジョー 7 (1987 - 1990, 2016 - 2018)
- 3.  ミニ 5 (2012 - 2015, 2020)
- 4.  シトロエン 4 (1991, 1994 - 1996)
- 4.  フォルクスワーゲン 4 (1980, 2009 - 2011)

##### Moto (Bike)
- 1.  KTM 20 (2001 - 2007, 2009 - 2019, 2022 - 2023)
- 2.  ヤマハ 9 (1979, 1980, 1991 - 1993, 1995 - 1998)
- 3.  ホンダ 7 (1982, 1986 - 1989, 2020 - 2021)
- 4.  BMW 6 (1981, 1983 - 1985, 1999, 2000)
- 5.  カジバ 2 (1990, 1994)

##### Camion (Truck)
- 1.  カマズ 19 (1996, 2000, 2002 - 2006, 2009 - 2011, 2013 - 2015, 2017 - 2022)
- 2.  タトラ 6 (1988, 1994, 1995, 1998, 1999, 2001)
- 3.  メルセデス・ベンツ 5 (1982 - 1986)
- 4.  ペルリーニ 4 (1990 - 1993)
- 5.  イヴェコ 3 (2012, 2016,2023)

##### Quad
- 1.  ヤマハ 15 (2009 - 2023)

## 記録
※2023年時点

### 競技者記録（総合）
- 最多エントリー：菅原義正（36回）
- 最多連続エントリー:菅原義正（35回）
- 最多完走者：菅原義正（29回）
- 最多連続完走者：菅原義正/ジニエル・ド・ヴィリエ(20回)
- 最多部門出場者：キース・クーレン (バイク/クワッド/乗用車/トラック/SSV)
- 最年長出場者：マルセル・ユグニー(81歳 1995年四輪部門)
- 最年長ルーキー：グラハム・ナイト（68歳、2020年SSV部門)
- 最年長部門優勝者：ヨセフ・マハチェク （63歳、2021年）
- 最年少出場者：ミッチェル・ファン・デン・ブリンク（16歳357日、2019年トラック部門）
- 最年少ステージ優勝者：エリク・ゴツァル （18歳2か月、2023年SSV部門)
- 最年少部門優勝者：エリク・ゴツァル（18歳2か月、2023年SSV部門)
- 女性部門優勝者：ユタ・クラインシュミット（2001年四輪部門）
- 通算部門未勝利表彰台最多記録：菅原義正(7回)
- 最高ステージ勝利率：セス・キンテロ（92.31%、2022年SSV部門)
- 最多連続ステージ勝利者：セス・キンテロ（8回、2022年SSV部門）
- 最少差部門優勝者：ケビン・ベナビデス（43秒、2023年二輪部門）
- 通算最多ステージ勝利者：ステファン・ペテランセル（各部門合計82回）
- 通算最多勝利マシン：三菱・パジェロ（12回）
- 通算最多勝利マニュファクチャラー：KTM（二輪部門、20回）
- 通算最多完走マニュファクチャラー：ヤマハ/ホンダ（二輪部門、全ラリー完走）/トヨタ（四輪部門、全ラリー完走）

### 競技者記録（部門別）

#### 二輪
- 最多連続部門優勝者：ステファン・ペテランセル（3連勝）
- 通算最多ステージ勝利者：ステファン・ペテランセル/シリル・デプレ（33回）
- 1イベント内最多ステージ勝利者：ユベール・オリオール（9回）
- 最多ステージ勝利メーカー：KTM（232回）
- ライダー優勝最多国：フランス（22回）

#### 四輪
- 最多連続部門勝利者：アリ・バタネン/ピエール・ラルティーグ（3連勝）
- 通算最多ステージ勝利者：アリ・バタネン（50回）
- 1イベント内最多ステージ勝利者：ピエール・ラルティーグ（10回）
- 連続最多ステージ勝利者：セバスチャン・ローブ（7回）
- 最多ステージ勝利メーカー：三菱（150回）
- ドライバー優勝最多国：フランス（23回）

#### トラック
※ステージ勝利の公式な記録は1999年以降
- 最多連続部門優勝者：ウラジーミル・チャギン/エドゥアルド・ニコラエフ（3連勝）
- 通算最多ステージ勝利者：ウラジーミル・チャギン（63回）
- 1イベント内最多ステージ勝利者：ウラジーミル・チャギン（9回）
- 最多ステージ勝利メーカー：カマズ（178回）
- ドライバー最多優勝最多国：ロシア（19回）

### イベント記録
- 最多完走者数：317 （2022年、クラシックを含むと446）
- 最高完走率：77.51% （2017年、クラシックを含むと80.94%）
- 最少完走者数：67 （1993年）
- 最低完走率：20.58% （1986年）
- 最低参加者数：153 （1993年）
- 最長距離：15,000 km/（1986年）
- 最短距離：6,263 km/（1981年）
- 最多スタート地点国：フランス（21回）
- 最多ゴール地点国：セネガル（26回）

## 日本勢の活躍
日本はメーカーとして二輪・四輪・トラック・クアッドの四部門で制覇を達成しており、ダカールの歴史の中で重要な地位を占める国の一つである。
特に三菱自動車の四輪部門優勝回数と、ヤマハ発動機のクアッド部門優勝回数はいずれも歴代1位の金字塔である。またヤマハは二輪部門の優勝数、ステージ勝利数でいずれもKTMに次ぎ歴代2位につけている。部門総合優勝の最多記録を持つステファン・ペテランセルの14勝（2023年現在）のうち9勝は、ヤマハと三菱に在籍していた時に記録したものである。
また1997年は二輪（ヤマハ発動機）・四輪（三菱自動車、篠塚建次郎がドライブ）・トラック（日野自動車）と当時存在した三部門全てで日本メーカーが優勝を果たし、しかもヤマハが1-3、三菱と日野が1-2-3フィニッシュで、9つのポディウムのうち8つを日本メーカーが占めるという圧巻ぶりであった。
選手としては、三菱の篠塚建次郎と増岡浩が併せて3回、四輪部門で総合優勝を果たした。また増岡は2023年時点で歴代6位となるステージ勝利数26回を記録している。
トラック部門は菅原義正の総合2位（6回）・ステージ優勝2回が最高成績である。二輪部門の日本人のステージ勝利はまだ無く、総合では2000年の池町佳生の10位が最高記録となっている。

### 二輪/クアッド

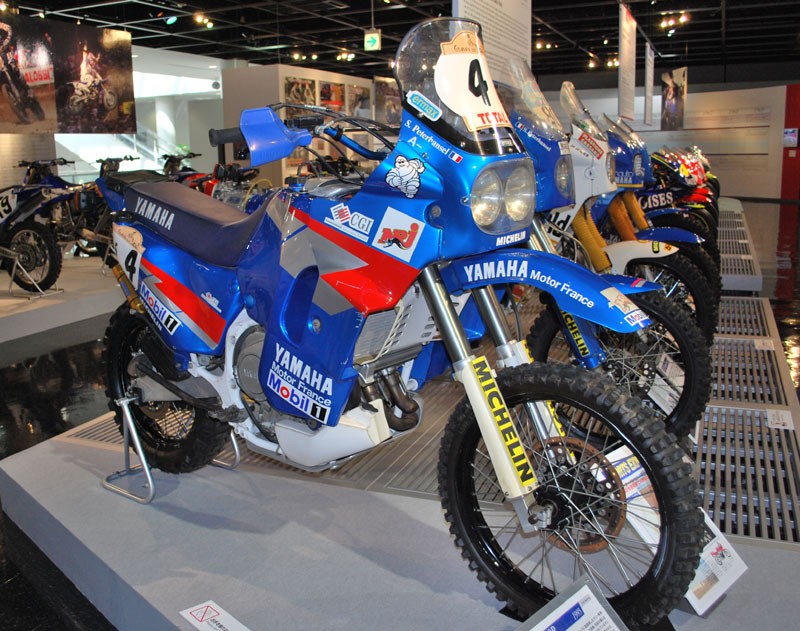
ヤマハ・XTZ850R（1995年ステファン・ペテランセル優勝車）

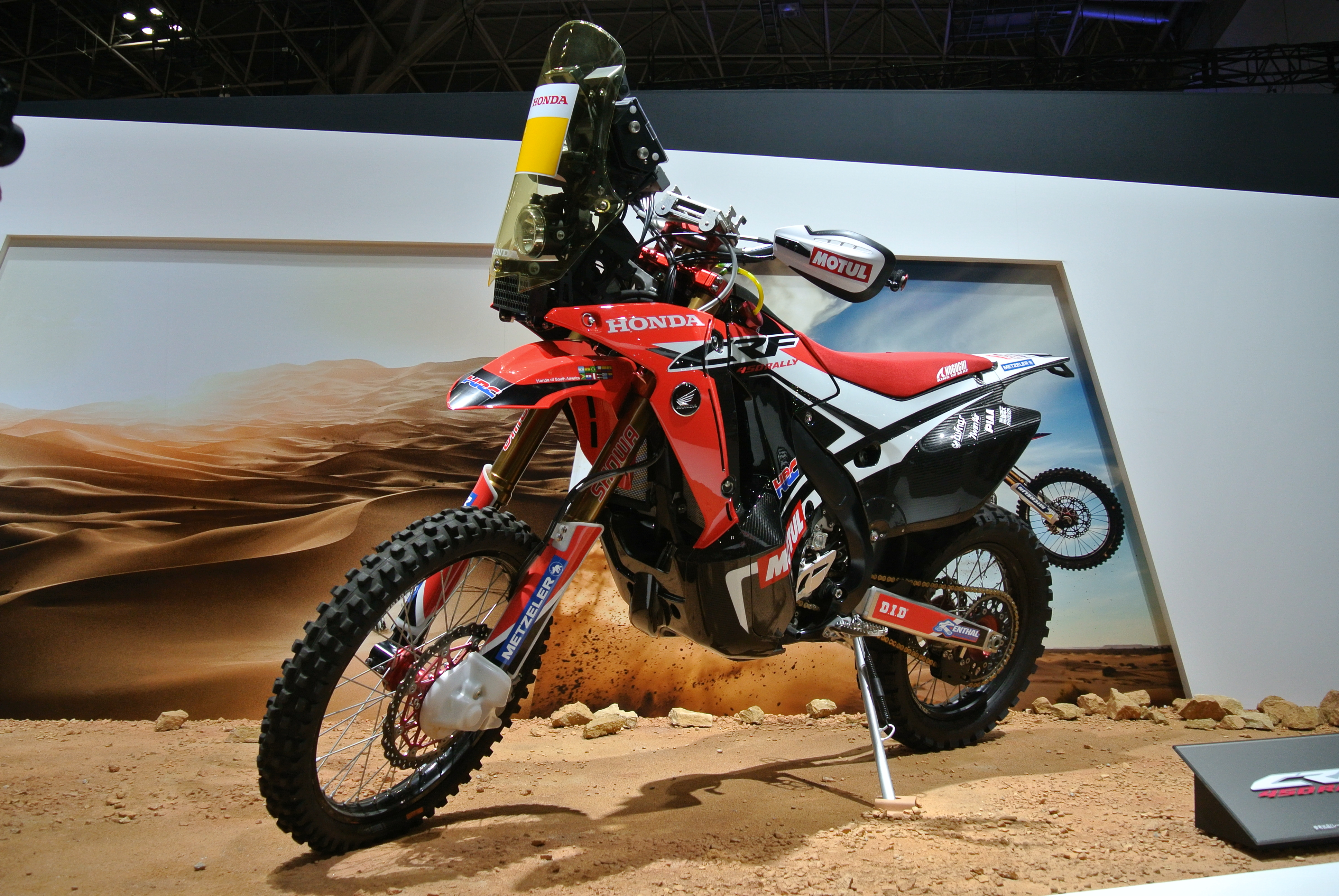
ホンダ・CRF450ラリー（2015年）

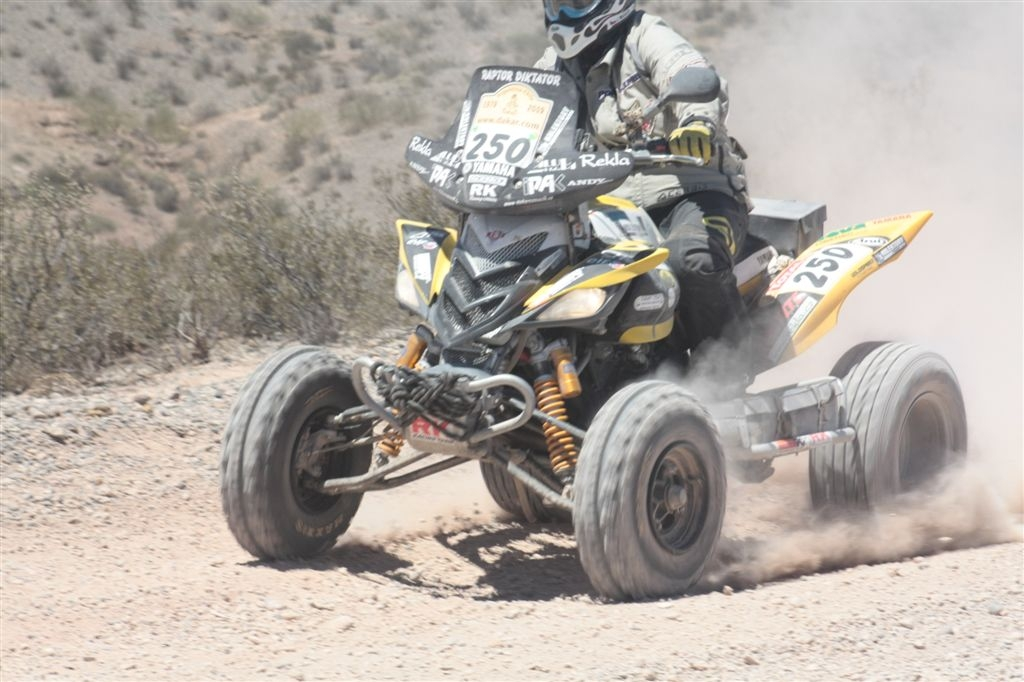
ヤマハ・ラプター700R（2009年ヨセフ・マハチェク優勝車）

二輪部門ではヤマハ発動機、本田技研工業（ホンダ）がワークスチームを編成して長期的に参戦していた。
ヤマハはフランスの輸入代理店、ソノート社 (Sonauto) でジャン＝クロード・オリビエが計画の中心となり、ダカール誕生前からXT500でアドベンチャーラリーに参加していた。そして記念すべき第1回（1979年）と第2回（1980年）で駆るフランス人のシリル・ヌヴーが制覇した。第1回は部門分けが無かったため、全車両の中での正真正銘の1位だった。
ヌヴーは第3回（1981年）でホンダ・XL550R改に乗り換え、第4回（1982年）でまたしても優勝した。ホンダは打倒BMWを目指し、スペインに拠点を置いたホンダ・レーシング (HRC) に指示して作らせたワークスマシンのVツインマシンNXR750を1986年から投入。投入初年度から1989年まで4連覇を達成した後に撤退した。
この時期スズキも1988年から短期間のみ、二輪勝者のベルギー人ガストン・ライエを支援する形のセミワークス体制で参戦していた。
ヤマハは最初期を除き1980年代は苦戦したが、「テネレ」→「スーパーテネレ」シリーズの継続開発が実り、1990年代に7勝を記録。オリビエに見いだされたフランス人のステファン・ペテランセルが二輪部門個人最多の6勝を挙げた。1998年大会終了後のペテランセルの四輪転向と同時に、ヤマハもワークス参戦から撤退した。
2000年以降は各メーカーともワークス参戦を見送る時期が続いていたが、2013年からホンダがCRF450で、2015年からヤマハがWR450Fでワークス参戦を再開させた。モンスターエナジーをタイトルスポンサーとするホンダは、2020年〜2021年に再び連覇を果たしてレッドブルKTMの20連覇を阻止したが、ヤマハは再び勝利することはなく、2022年を最後に二輪からは撤退した。2023年以降はホンダのみがワークス参戦を継続している。
クアッド部門では、ヤマハ・ラプターが2009年の部門創設から2023年現在まで無傷の15連覇を達成しており、エントリーリスト上も完全にヤマハのワンメイクレース状態と化している。初期にはホンダやスズキのクアッドもわずかながら参戦していた。

### 四輪

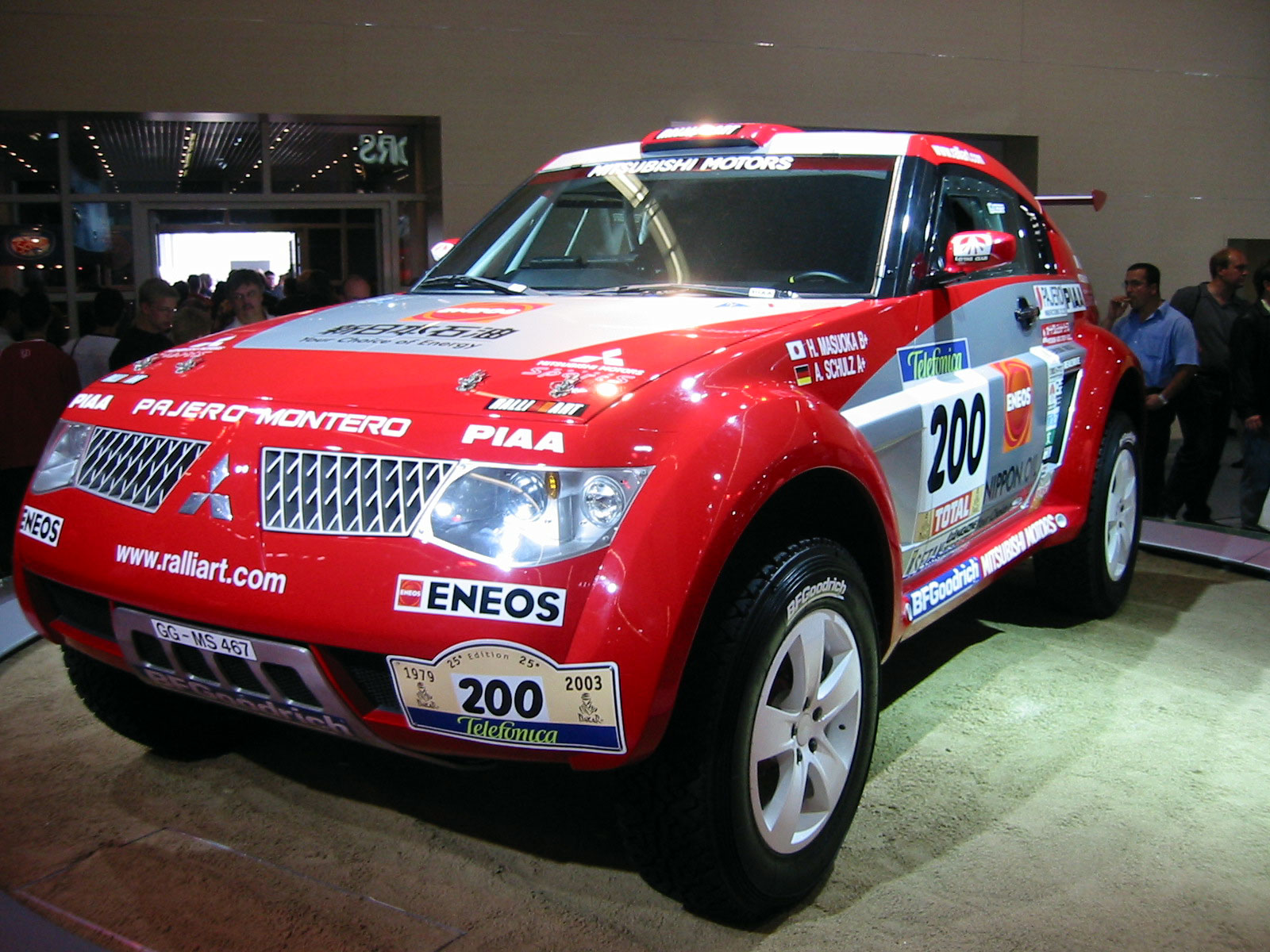
三菱・パジェロエボリューション（2003年増岡優勝車）

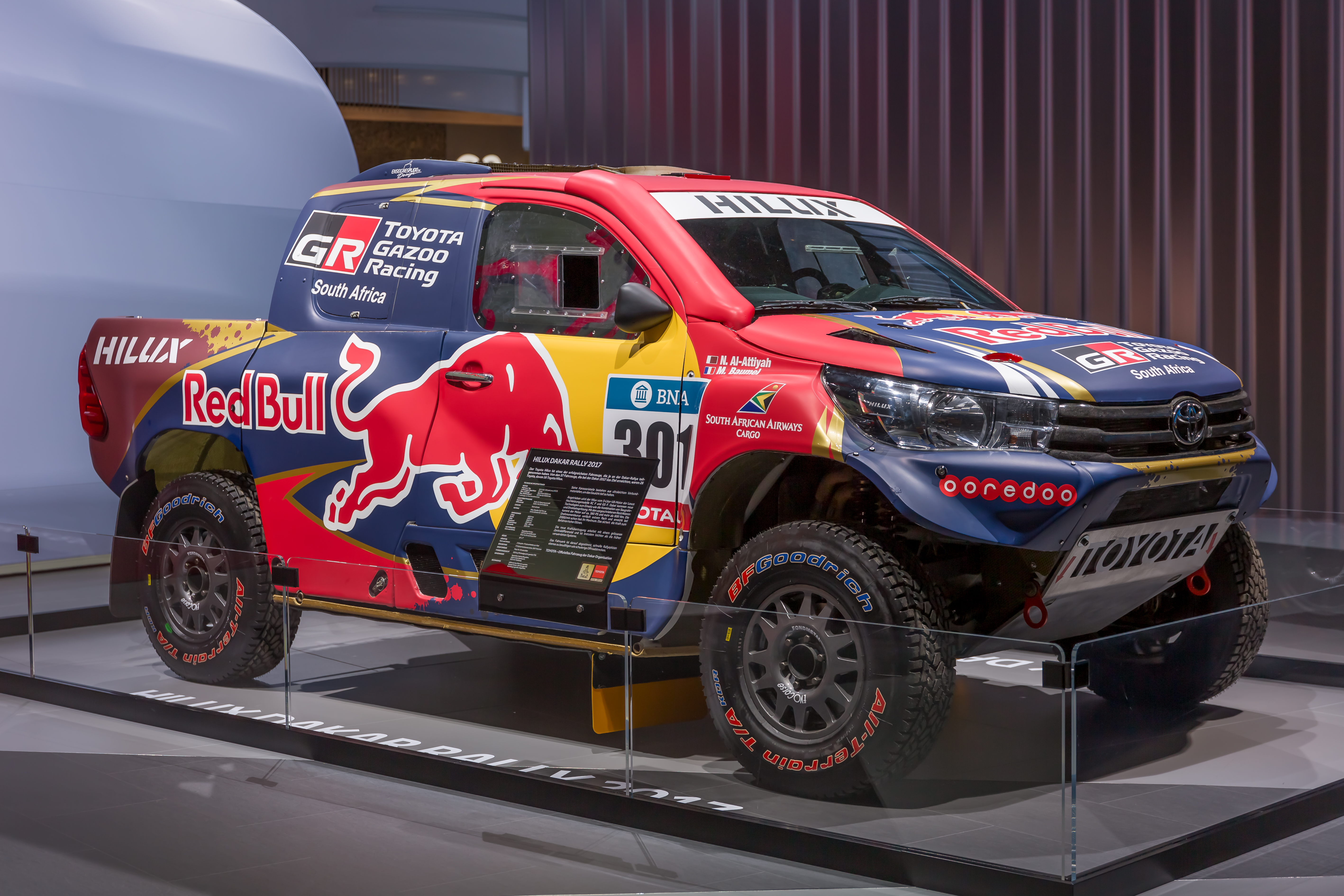
トヨタ・ハイラックス（2017年ナッサー・アル＝アティヤ車）

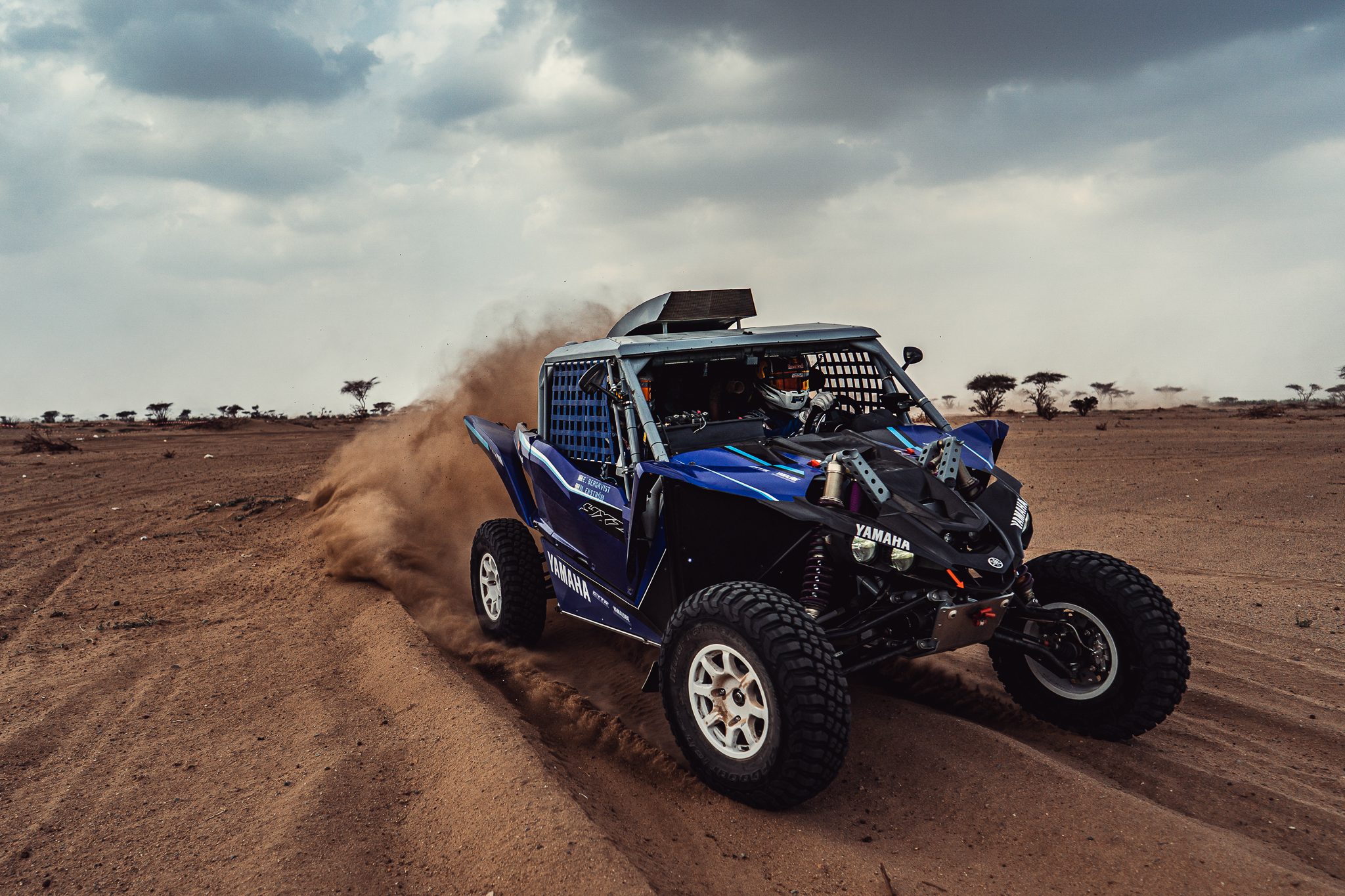
ヤマハ・YXZ1000Rターボ（2021年マティアス・エクストローム車）

四輪部門ではクラスを問わず三菱・パジェロの活躍が目覚ましく、1985年に三菱のワークスチームが1・2位を独占して日本車としては初めてとなる四輪部門での総合優勝を果たした。三菱は日本の岡崎とフランスのSBMに拠点を置いた。
その後もフランス車と激しい戦いを繰り広げながら、2001年から2007年までの7連覇を含め、参戦メーカー中最多となる12回の総合優勝を飾り、「パジェロ＝パリダカ」というブランドイメージを印象付け、三菱自動車を一躍、世界的な自動車メーカーへと押し上げた。舞台が南米大陸に移った2009年にはディーゼル車のレーシングランサーをデビューさせたが、リーマンショック後の景気悪化に伴い、大会終了後にラリー活動からの撤退を表明した。
日産自動車は古くからフランス日産のチーム・ドスードが旗振り役となって、パジェロとともに市販車無改造/改造部門の優勝争い常連となっており、1990年代末期はトップ10を三菱とともに牛耳っていた。2003年に南アフリカ選手権で活躍していたホールスピードのオペレーションの下にワークス体制を敷き、日産・ピックアップを投入。ドライバーには篠塚建次郎、アリ・バタネン、コリン・マクレーらビッグネームを迎え入れた。幾度かのステージ勝利を飾ったが総合優勝は果たせず、4年以内計画を前倒しして3年目の2005年限りでワークス撤退した。
2012年には日産から鞍替えしたホールスピードと、これまた日産を以前使用していたベルギーのオーバードライブ・レーシングのオペレーションにより、南アフリカトヨタ (TSAM) が四輪部門のT1に「TOYOTA GAZOO Racing South Africa」名義でハイラックスで参戦を開始。2019年にナッサー・アル＝アティヤにより初優勝を達成し、2022年、2023年も連覇して通算3勝を挙げている。
SUBARUは南米拠点のチームによりワークス参戦の予定であったが、リーマン・ショックに伴いWRCともども計画が消滅。2010年～2012年にプライベーター体制でフォレスターが短期間のみ参戦した。
市販車改造/無改造クラスでは三菱・パジェロ、日産・パトロール、トヨタ・ランドクルーザーといった日本のオフローダーが非常に強かった。00年代以降で最も成功しているのはトヨタ車体のTLC（チームランドクルーザー）率いるランドクルーザーで、市販車無改造クラスで1996年の優勝を皮切りに1998年 - 2003年、2005年 - 2011年にかけて6連覇を2度、2014年から2023年まで10連覇を達成している。ちなみに2012年と2013年にTLCの優勝を阻止したのは、スペイントヨタの運用するランドクルーザープラドであった。
Light Weight Prototype部門では、ヤマハ発動機が2021年から、T1のMiniを運用するX-raidと提携してYXZ1000Rを参戦させ、一時はクアッド・二輪と併せて三部門を股にかけた。二輪撤退以降も同部門への参戦は継続している。

### トラック

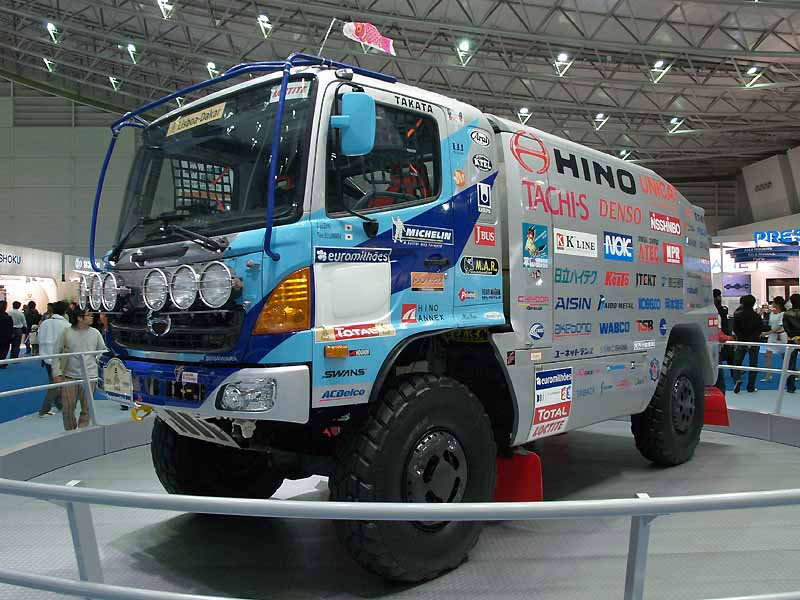
日野・レンジャー、1997年にカミオン部門総合1-2-3フィニッシュ。

トラック部門では日野自動車が菅原義正・照仁親子の日本レーシングマネージメント（JRM）のオペレーションにより、鯉のぼりを掲げたマシンで、1992年から現在まで、ワークス体制とプライベーター体制を行き来しながら30年以上に渡り参戦している。JRMのように日本を本拠に持つプライベーターが、一度も休止することなくここまで長期的に国際大会に出場し続けているケースは極めて珍しい。
日野は市販車の関係で排気量はライバルより圧倒的に少ないにもかかわらず、上位陣と伍する戦いを繰り広げて「リトル・モンスター」と呼ばれた。1997年には部門総合1-2-3フィニッシュで日本のトラックメーカーとして初となる総合優勝を達成した。また32回連続完走（継続中）と10L未満部門クラス12連覇も記録している。
サポートカミオンとしてもスーパードルフィン・プロフィア（2013年まで）→700シリーズZS（プロフィアの海外仕様、2014年から）も参戦している。
三菱ふそうは1997年にはザ・グレートで、1998年には純粋な競技車輌ではなくパジェロのサポートカミオンとしてではあるが、スーパーグレートで参戦したことがある。

### プライベーターの活躍

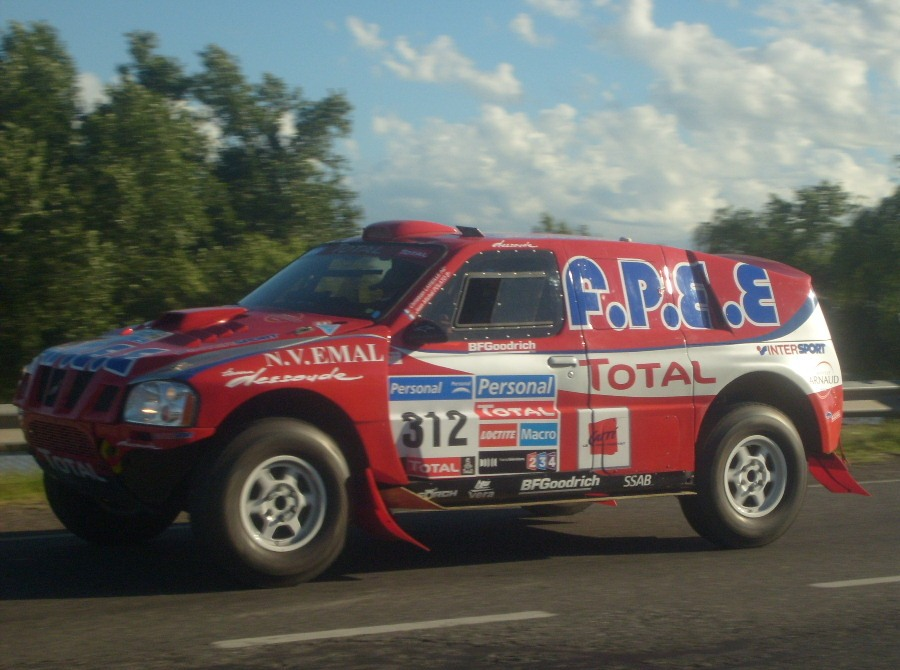
チーム・ドスードの日産プロト(2011年クリスチャン・ラビエル車)

四輪部門では日本のSUVが国内外のプライベーターの車両として選ばれ参加した。例えばトヨタ・ランドクルーザーや日産・サファリ、三菱・パジェロといった世界的に人気の高いSUVの他にも、トヨタ・ハイラックスサーフ、三菱・チャレンジャー、日産・テラノ、いすゞ・ビッグホーン、いすゞ・ミュー、スズキ・エスクード、スズキ・ジムニー、ダイハツ・ロッキーなどがエントリーした。
また初期の大会には、構造上砂漠で不利なトヨタ・スターレットやトヨタ・カリーナといった二輪駆動の乗用車で市販車無改造クラスにエントリーした強者もおり、1982年には二輪駆動のカリーナ1500で久保田勝/内田正洋組が市販車無改造クラス優勝を果たしている。1982年に元F1ドライバーのヴィック・エルフォートによってスバル・レオーネスウィングバックも持ち込まれ、スバル車唯一となるステージ勝利および総合リーダーを記録している（結果はリタイア）。
プロトタイプでも、テラノのシャシーに日産・パルサーGTi-R風のボディーを被せたものや、パジェロを国産初の四輪駆動車、三菱・PX33風に改造した車両、「ホンダ・バギー」と呼ばれるS2000やアキュラのホンダエンジンを搭載したものもあった。
ダカール・クラシックでもトヨタ・三菱・日産の古いSUVは非常に人気が高く、2022年大会ではトヨタ（ランドクルーザー70〜100系、プラド）が41台、三菱（パジェロ・トライトン）が18台、日産（テラノ・パトロール）は12台がそれぞれエントリーした。2023年大会はトヨタ・ランドクルーザーが総合1-2-3フィニッシュ（80系-80系-70系）だった。

### 出場した日本人

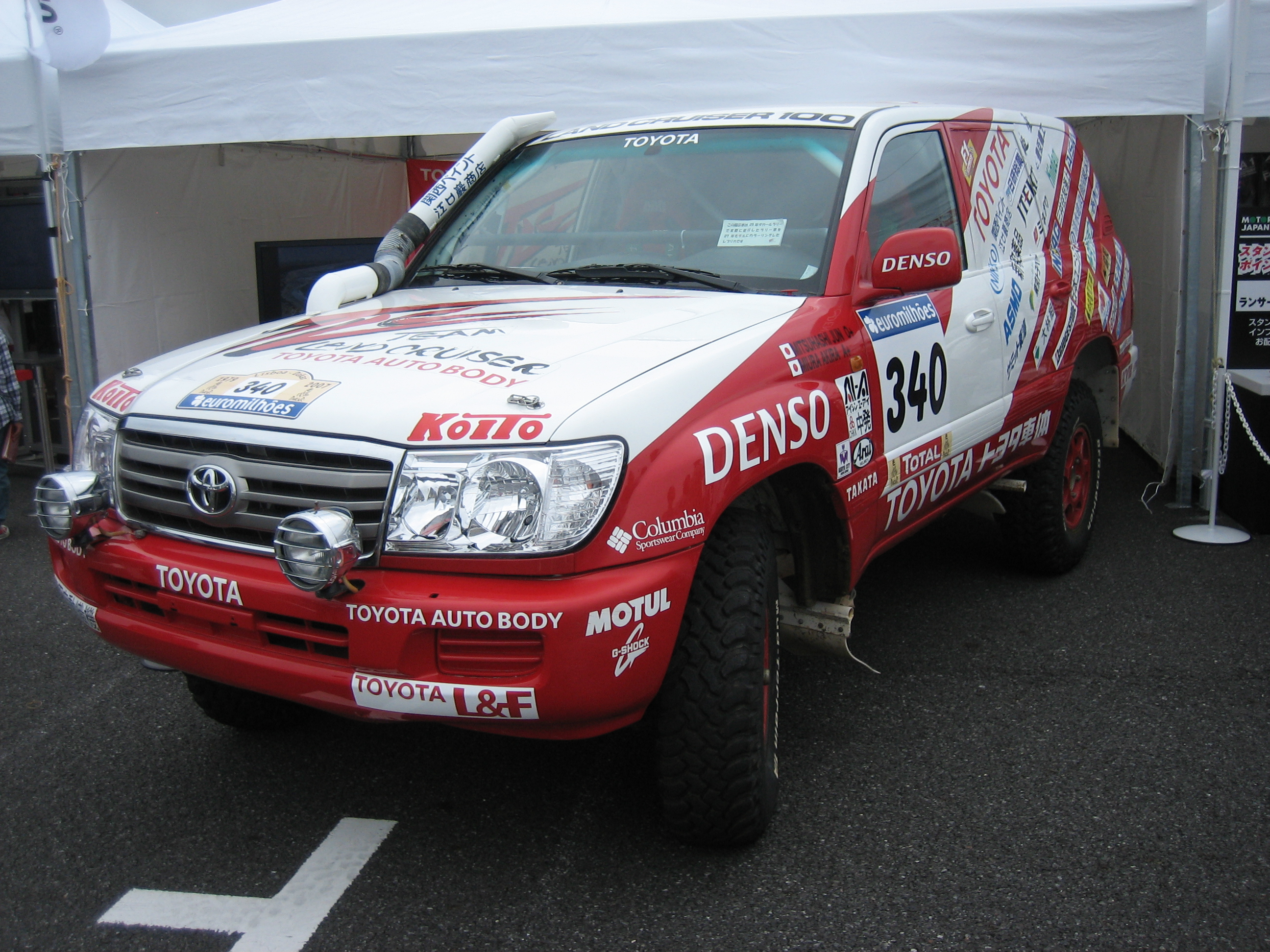
トヨタ車体のトヨタ・ランドクルーザー（2007年三橋淳市販車クラス優勝車）

ダカール・ラリー日本事務所の公式サイトには、2014年までの日本人参加者名および結果のリストが掲載されている。
第3回（1981年）、プライベーターのチームACP (Adventurous Creative Persons) が日本人として初めてパリダカに挑戦し、無謀と思われた市販車無改造2WDクラスのトヨタ・スターレットで時間外ながら完走を果たした。それから数年で出場者が増えてゆき、その後はほぼ毎年10人以上の日本人が出場していた。1990年～1992年が日本人参加者のピークで、1988年は四輪は6台だったのが、この期間だけはパリダカの知名度上昇（パジェロの活躍や日清食品のCM）、バブル景気が重なり四輪は20人以上、全部門合わせて、50人以上のプライベーターが参加したこともあった。当時は世間で名の知れたタレントや文化人の出場もマスコミの話題となった。その後は全部門合わせて10台前後で推移していたが、南米移転後にさらに激減し、現在では全部門合わせてもメーカー系チーム以外では1台いるかいないかという状況になってしまっている。
なお、日本の自動車メーカー各社では販売網やその末端の士気向上を目的に、全国各地の系列ディーラーのメカニックが参加するグループ内部の技術コンテストなどの成績優秀者などを選抜して、実際にダカールに参戦するチームのメカニックに起用することも多く行われている。

#### 四輪/トラック
- 横田紀一郎 - チームACP代表。TV番組の取材などでアフリカの道に親しみ、日本勢のパリダカ参戦のきっかけを作る。1981年に久保田車のナビゲーターとして初参戦し、1989年まで9年連続出場。1990年・1992年はドライバーとして出場。
- 久保田勝 - 1981年にACPのドライバーとして初参戦し、翌1982年には市販車無改造・二輪駆動・バギー・マラソンの4クラス（現在は廃止）において日本人として初優勝する。1992年まで11年連続で参戦。
- 根本純 - 自動車ジャーナリスト。1981年にACPのドライバーとして初参戦。1982年・1985年・1988年 - 1997年に参戦。
- 菅原義正 - チーム「子連れ狼」を組織し、1983年から2019年までの37年間一度も休まずエントリー。日本人で唯一、モト・オート・カミオンの全部門に参戦[注釈 39]。2008年1月、ギネス・ワールド・レコーズにダカール・ラリーの最多連続出場（25回）記録保持者として認定された。2019年に記録を36回にまで伸ばした後、引退を発表。最高成績は総合2位（6回）。
- 羽村
- 夏木陽介 - 俳優。1985年と1986年にドライバーとして、1987年 - 1993年に「チームシチズン夏木」の監督として参戦。
- 篠塚建次郎 - 三菱自動車→日産自動車→フリー（トーヨータイヤ開発ドライバー）。1986年から参戦、1997年に総合優勝[127]。
- 増岡浩 - 三菱自動車。1987年からダカール・ラリーに参戦。2002年・2003年に総合優勝[128][129]。
- 石原孝仁 - テレビディレクター。1987年にフジテレビのバラエティー番組のスポンサードを受けた「なるほど!ザ・ワールド号」のドライバーとして出場。市販車改造ディーゼルクラスで優勝した。
- 片山敬済 - 元ロードレース世界選手権チャンピオン。1990年に三菱パジェロ改のPX33で完走。1991年に日産パルサーベースのオリジナルマシンで出場するもリタイヤ。
- 佐々木隆 - 元モトクロス国際A級ライダー。1989年は二輪で出場するもリタイア、1990年は完走、クラス3位。1991年は四輪で参戦、総合58位。
- 立松和平 - 作家。ナビゲーターとして2回出場し、1990年はリタイア、1991年に完走。
- 岡本佳織 - 女優、タレント。トヨタ・フランスよりドライバーとして1991年参戦。1992年完走などの結果を残す。
- 長谷見昌弘 - レーシングドライバー。日産自動車より参戦。
- 新井敏弘 - ラリードライバー。いすゞ自動車より1997年参戦、総合32位完走[130][127]。
- 尾上茂 - ラリードライバー。プライベーターとして1997年より9回[131]参戦、3回完走。2000年 87位[132]・2003年 45位[129]（SUZUKIエスクード）、2004年 45位[133] (SUZUKI VITARA)。
- 池町佳生 - 二輪部門1997年総合16位、2000年総合10位（2輪部門 日本人過去最上位）→2004年 四輪部門、日産自動車→トヨタ車体→SUBARU。
- 三橋淳 - 2001年、2002年、2003年 二輪部門→2004年 四輪部門、日産自動車→トヨタ車体[134]。市販車部門で4連覇を挙げている。
- 片山右京 - 元F1ドライバー。2003〜2005年にTLC（チームランドクルーザー）のドライバーとして、2007年〜2009年はプライベーターとして参戦。2005年市販車無改造クラス3位。
- 山田周生 - 2007年 TLC（トヨタ車体チーム）のドライバーとして参戦。バイオディーゼル燃料 (BDF) を使用し、市販車ディーゼル部門3位。
- 菅原照仁 - 父・菅原義正のチームである日野チームスガワラでナビやエアメカニック、サポートカミオンで経験を積み、2005年からドライバーとして参戦。2010年 - 2019年のカミオン部門10L未満クラスで10連覇を達成。現在はチームスガワラの代表を務めつつドライバーとして参戦。
- 三浦昂 - トヨタ車体の社員。TLC（チームランドクルーザー）に2007年から2016年まで三橋淳とニコラ・ジボンのナビとして参戦し、2度の市販車部門優勝。2017年からはドライバーに転向し、2018年にクラス優勝を達成した。ナビ・ドライバーの双方でクラス優勝を達成したのはTLC史上三浦が初めてである。
- 寺田昌弘 - 1997年四輪初参戦。1998年T2-2クラス優勝。2008年、2009年は片山右京のナビとして参戦。2011年、2012年TLCのドライバーとして参戦。
- 塙郁夫 - 2020年にチームスガワラ2号車のドライバーとして日野・600で参戦[135]。
- 松本尚子 - ドライバーとして女性クラス1位を獲得後、ナビに転向して菅原義正、長谷見昌弘と組んだ。1997年・1998年トラック部門総合2位。元カメラマンでフランス語に堪能だった。
- 梅田真祐 - 本業は医者で、ツーリングカーを中心に活動しているジェントルマンドライバー。2022年からSSV部門における初の日本人ドライバーとして、ポラリスのファクトリーチームから参戦している。W2RCにも参戦する唯一のドライバーである。

#### 二輪
- 山田周生 - モータースポーツ・ジャーナリスト及びカメラマン。パリ・ダカール・ラリーでは初期の頃から取材活動を続けている。日本に紹介されるこのラリーの画像のほとんどは彼の撮影によるものである。パリ・ダカール・ラリーでは2輪、4輪で完走経験あり。
- 風間深志 - 冒険家。1982年に参戦し（日本人として賀曽利隆と共に初）、完走（クラス6位で総合18位[136]）。2004年にも再挑戦するも、リタイア。
- 賀曽利隆 - 冒険家。ジャーナリスト。1982年に風間深志とともに参戦し（日本人として風間深志と共に初）、事故でリタイア。
- 柴田哲孝 - 作家・評論家。1986年・1988年に「チーム・シンバ」として参戦。
- 打田稔 - ジャーナリスト。1986年に取材。
- 山村レイコ - 1988年から合計5回参戦。1997年は2輪総合57位[127]（女性クラス優勝）、夫の山村雅康と共に完走したことで敢闘賞も受賞。1998年は夫婦で四輪部門にいすゞ・ビッグホーンで参戦し完走。
- 渡辺明 - 元モトクロス世界選手権チャンピオン。1991年にスズキ準ワークスのガストン・ライエ・レーシングより参戦し、完走。
- 松井勉 - ジャーナリスト。1992年参加。
- 渡邊毅 - エンジニア。1992年参加。1997年には日本人プライベーター2輪チームのマネージャー兼メカニックとして参加した。
- 博田巌 - 高知県出身。ラリーレイド・モンゴルなどでの優勝経験あり。ダカール・ラリーでは、1998年 20位[137]、1999年 15位[138]。
- 柏秀樹 - ライディングスクール校長。ジャーナリスト。1996年、1997年（35位完走[127]）、1998年、2006年（63位完走[139]）の計4回参戦。
- 木下博信 - 埼玉県草加市の元市長。同市議会議員時代の2001年に参戦し、61位で完走した[140][141]。
- 田村聡 -2002年大会出場・聴覚障害の持病がある中ダカールラリーに参戦。
- 堀田修 - 2002年・2004年・2006年に参戦し完走した[128][133][139]。総合での上位入賞はないが、クラス別や部門別では常に上位成績を収める実力派。普通の会社員 (SE) でありながら有給休暇を利用して参戦した。エコエネルギー（新エネルギー）推進やフォトジャーナリストとしても活躍している。
- 桐島ローランド - 写真家。2007年に参戦し完走した[142]。
- 風間晋之介 - 風間深志の三男。2017年より「チーム風間」として参戦し完走。

過去には大会期間中の死亡事故も起きている。1986年、二輪部門にプライベート出場していた金子靖雄がフランスのセッテでリエゾン区間を走行中、酒酔い運転の対向車と衝突して亡くなった。

### メディア
日本国内におけるテレビ放送は、かつてはテレビ朝日やNHK衛星第1テレビがダイジェストを大会中毎日放送し、一部のニュース番組のスポーツコーナー内でも取り上げられた。1987年には、フジテレビの番組『なるほど!ザ・ワールド』がチームACPのトヨタ・ランドクルーザー2台をスポンサードし、参戦の模様を3回にわたって放送した（このとき、出場した2台中の1台が市販車改造ディーゼルクラスでクラス優勝した）。
テレビ朝日のダイジェスト番組では毎年タイアップのイメージソングが使用された。
- 1991年 浜田麻里「Nostalgia」
- 1992年 川島だりあ「Don't Look Back」
- 1993年 MANISH「声にならないほどに愛しい」
- 1994年 松田樹利亜「FOREVER DREAM」
- 1995年 宇徳敬子「あなたは 私の ENERGY」

1986年5月には松竹富士配給のドキュメンタリー映画『PARIS-DAKAR 15,000 栄光への挑戦』がロードショー公開された。原田真人・阪本善尚ら撮影班は同年の大会中チームACPの取材車でダカールまで帯同した。
1987年にはシンガーソングライターの松任谷由実が応援団長を務める「ユーミン・マリクレール号」が4輪部門に出場し、松任谷もアフリカを訪れた。松任谷のアルバム『ALARM à la mode』（1986年）にはパリダカをモチーフにした曲「ホライズンを追いかけて」が収録された。
現在、総集編がテレビ東京系列で放送されるほか、J SPORTSが大会期間中に公式映像を用いた毎日のダイジェストを、大会終了後には総集編をそれぞれ放送している。

### 販売促進への利用
- サーキット系レース以上に地域や企業のイベントで競技車両を展示したり、自動車メーカーの販売促進の一環として全国のメーカー系販売会社やショールームを選手が回って報告会を行うなどの取り組みが見られる。三菱自動車系で行った「報告会」は、篠塚建次郎が参戦して以来ほぼ毎年続けられ、2009年までは増岡浩の報告会が毎年2月 - 3月に開催されるのが恒例となっていた。2人が別行動の場合は参戦車種の関係で篠塚がパジェロを扱うギャラン店系販売会社、増岡がRVRやチャレンジャーを扱っていたカープラザ系販売会社を担当した。系列の区切りのない販売会社（山口三菱自動車販売徳山支店など）では、篠塚・増岡が揃って登場した。
- 1985年から1986年にかけて、日清・カップヌードルのテレビCM「ハングリアン民族」編ではパリ-ダカール・ラリーに挑む選手やマシンの映像が使用された。CMソングとして起用されたHOUND DOGの「ff (フォルティシモ) 」や中村あゆみの「翼の折れたエンジェル」は当時のヒットチャートを賑わす人気曲となった。

## 本レースを題材にしたゲーム
日本では、国内の企業がラリーに参加している為に認知度が高く、本レースを題材にしたゲームがいくつか製作・販売されている。
- パリ・ダカール・ラリー・スペシャル（ファミリーコンピュータ・CBSソニー）
- ビクトリーラン〜栄光の13,000キロ〜（PCエンジン・ハドソン）
- ビッグラン（アーケード、スーパーファミコン・ジャレコ）
- スペシャルステージ（PC-9800用・ブラザー社）
追加ディスクで、パリ～ル・カップ（英語版）やパリ・北京ラリーも加えた
- パリ・ダカールラリー (ビデオゲーム)（Windows、PlayStation 2）
  - Dakar 2: The World's Ultimate Rally（PlayStation 2、Xbox、ゲームキューブ）
- Dakar 18（Windows、Xbox One、PlayStation 4）